# باشگاه فوتبال اینتر میلان
باشگاه فوتبال اینترناتزیوناله میلانو (به ایتالیایی: Football Club Internazionale Milano; تلفظ ایتالیایی: [ˌinternattsjoˈna:le]) که معمولاً با عنوان اینتر یا اینتر میلان شناخته می‌شود. یک باشگاه حرفه‌ای فوتبال مستقر در شهر میلان، ایتالیا است. اینتر میلان تنها تیم ایتالیایی محسوب می‌شود که هرگز به سری بی سقوط نکرده و همچنین تاکنون تنها باشگاه ایتالیایی است که موفق به کسب سه‌گانه شده است.
این باشگاه در ۹ مارس سال ۱۹۰۸ میلادی بدست گروهی ایتالیایی و سوئیسی از جمله جورجو موجانی، بوسارد، لانا، برتولونی، دِٱلما، برادران هینترمن (انریکو، آرتورو و کارلو)، پیترو دِلورو، هوگو و هانس ریتمن، وُئلکل، مانر، وایپف و کارلو آردوسی که اعتقاد به برابری و برادری و استفاده یکسان از بازیکنان خارجی و بومی داشتند، تأسیس شده‌است.
باشگاه اینتر میلان دارای افتخارات متعددی همچون ۳ قهرمانی در جام باشگاه‌های اروپا/لیگ قهرمانان اروپا (دوبار به‌صورت متوالی در سال‌های ۱۹۶۴ و ۱۹۶۵ و دیگری در سال ۲۰۱۰)، ۳ قهرمانی در جام یوفا، ۲۰ قهرمانی در سری آ ایتالیا، ۹ قهرمانی در کوپا ایتالیا، ۸ قهرمانی در سوپر جام فوتبال ایتالیا، ۲ قهرمانی جام بین قاره‌ای و ۱ قهرمانی در جام باشگاه‌های فوتبال جهان را در کارنامه دارد و با کسب ۴۶ جام، هشتمین تیم پرافتخار در پنج لیگ معتبر اروپایی است. این باشگاه از سال ۲۰۰۶ تا ۲۰۱۰ توانست پنج عنوان قهرمانی لیگ به‌صورت متوالی را به دست بیاورد. در فصل ۱۰–۲۰۰۹ اینتر با قهرمانی در سری آ، کوپا ایتالیا و لیگ قهرمانان اروپا نخستین تیم ایتالیایی نام گرفت که فاتح سه‌گانه شده‌است.
ورزشگاه خانگی تیم اینتر میلان سن سیرو نام دارد که با گنجایش ۸۰٬۰۱۸ نفری یکی از بزرگ‌ترین ورزشگاه‌های ایتالیا و اروپا است. در سال ۱۹۷۹، جوزپه مئاتزا برترین گلزن تاریخ باشگاه درگذشت. از آن پس شهرداری میلان نام این ورزشگاه را به جوزپه مه آتزا تغییر داد. اینتر و آ.ث. میلان از این استادیوم به صورت مشترک استفاده می‌کنند. آ.ث. میلان بزرگ‌ترین رقیب اینتر است و رقابت این دو تیم شهرآورد دلا مادونینا نام دارد که یکی از مهم‌ترین شهرآوردهای فوتبالی در جهان است. باشگاه اینتر از اعضای بنیان‌گذار گروه ۱۴ است که پس از فروپاشی بدست اتحادیه باشگاه‌های فوتبال اروپا جایگزین شد. از سال ۲۰۱۹، اینتر از نظر حضور تماشاگر در بازی‌های خانگی، نخستین تیم در ایتالیا و ششمین تیم در اروپا می‌باشد. همچنین یکی از ارزشمندترین باشگاه‌های فوتبال در ایتالیا و جهان است.

## تاریخچه

### چگونگی تأسیس باشگاه
| "Questa notte splendida darà i colori al nostro stemma: il nero e l'azzurro sullo sfondo d'oro delle stelle. Si chiamerà Internazionale, perché noi siamo fratelli del mondo."— 9 March 1908, Milan | "این شب باشکوه به ما رنگ‌هایی برای طرحمان می‌دهد: آبی و مشکی در برابر زمینه‌ای از ستارگان طلایی. این تیم را اینترناتزیوناله می‌نامیم، زیرا ما برادرانی از جهان هستیم."— ۹ مارس ۱۹۰۸, میلان |

سال ۱۸۹۹ در شهر میلان، باشگاه کریکت و فوتبال میلان تأسیس شد. این تیم تا سال ۱۹۰۸ توانست سه بار قهرمانی فوتبال ایتالیا را جشن بگیرد. در این سال، بین سران اصلی باشگاه بر سر استفاده از بازیکنان خارجی اختلاف افتاد تا اینکه طی یک جلسه رسمی، گروهی متشکل از  چهل و چهار نفر که اغلب ایتالیایی و سوئیسی بودند از جمله جورجو موجانی، بوسارد، لانا، برتولونی، دِٱلما، برادران هینترمن (انریکو، آرتورو و کارلو)، پیترو دِلورو، هوگو و هانس ریتمن، وُئلکل، مانر، وایپف، کارلو آردوسی و ... که اعتقاد به استفاده از بازیکنان خارجی داشتند، از این باشگاه جدا شده و نام اینترناتزیوناله به معنای بین‌المللی را برای باشگاه خود انتخاب کردند. فلسفه وجودی و سیاست اصلی باشگاه از همان ابتدا مبارزه با نژادپرستی بوده که در نوع خود و در میان تمامی باشگاه‌های فوتبال دنیا موضوعی جالب و بی‌سابقه می‌باشد.

### ظهور جوزپه مئاتزا (۱۹۵۵–۱۹۰۸)

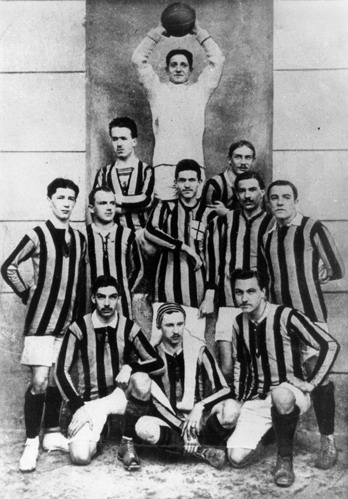
نخستین قهرمانی باشگاه در فصل ۱۰–۱۹۰۹

سال‌های آغازین برای اینتر بسیار موفق بود. تیم دیگر شهر یعنی آ.ث. میلان، پس از جدایی اینتری‌ها افت وحشتناکی کرد و بیش از ۴۰ سال در حسرت قهرمانی ایتالیا بود تا اینتر چند دهه بدون مزاحمت تیم اول شهر میلان باشد. تیم اینترناتزیوناله برای قهرمانی در مسابقات قهرمانی فوتبال ایتالیا تنها ۲ سال صبر کرد و در سال ۱۹۱۰ نخستین قهرمانی این باشگاه به ثبت رسید. کاپیتان و مربی تیم در نخستین قهرمانی در سال ۱۹۱۰ ویرجیلیو فوساتی بود که بعدها در جنگ جهانی اول هنگام خدمت در ارتش ایتالیا کشته شد. اما اینتر نیز پس از کسب قهرمانی دوم در سال ۱۹۲۰ دچار افت شد. در سال ۱۹۲۲، اینتر در خطر سقوط به دسته پایین‌تر قرار داشت، اما پس از پیروزی در دو بازی پلی آف در در بالاترین سطح مسابقات فوتبال ایتالیا باقی ماند. در سال ۱۹۲۸ و در دوره‌ای که ایتالیا تحت سیطره فاشیست‌ها بود، باشگاه مجبور شد با تیم «یو. اس. میلانزه» (Unione Sportiva Milanese) ادغام شود و به «اس. اس. آمبروزیانا» (Società Sportiva Ambrosiana) تغییر نام داد. برای فصل ۲۹–۱۹۲۸، باشگاه از پیراهن‌های سفید که یک صلیب قرمز بر روی آن حک شده بود استفاده کرد. طراحی این پیراهن از پرچم و لباس نظامیان شهر میلان الهام گرفته شده بود.

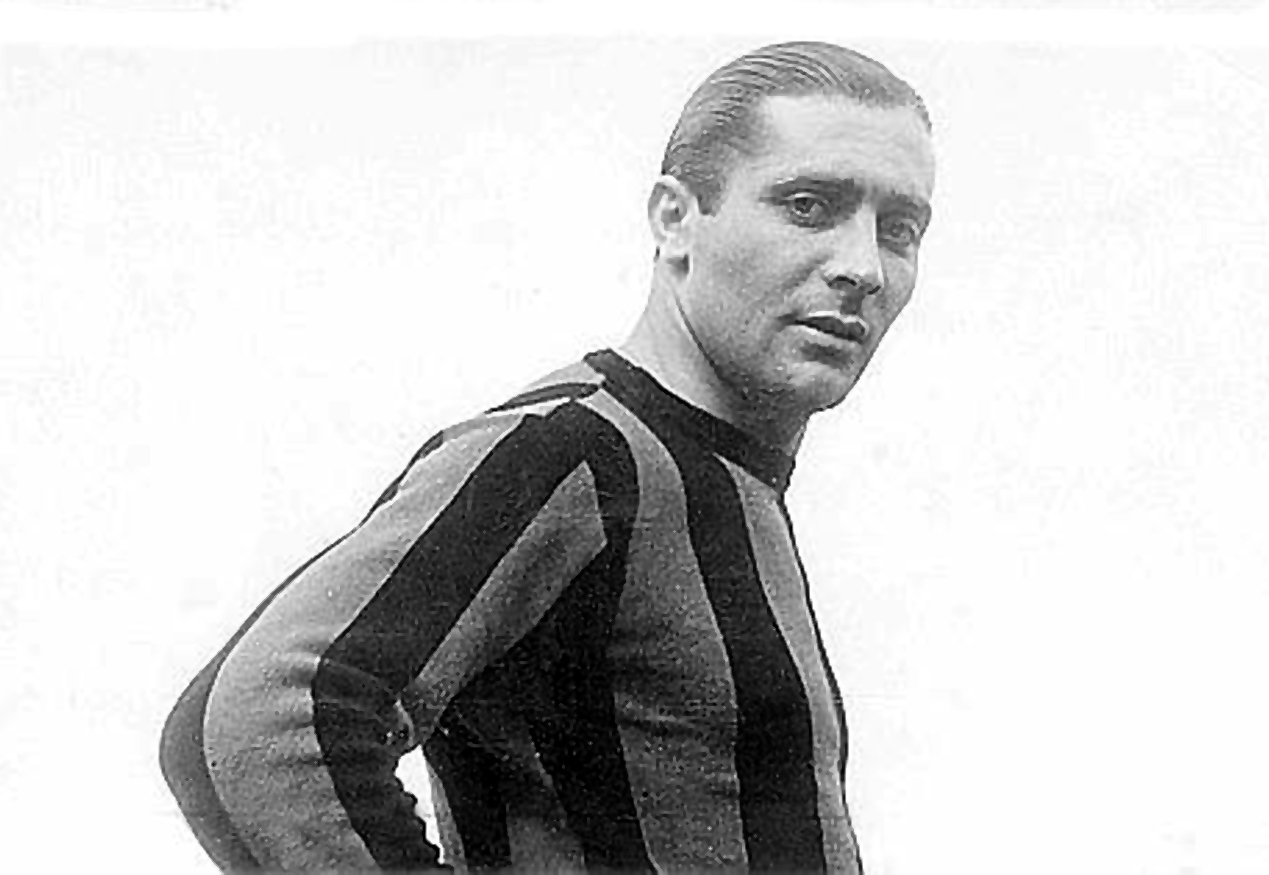
جوزپه مئاتزا آقای گل نخستین دوره سری آ با زدن ۳۱ گل در فصل ۳۰–۱۹۲۹

در سال ۱۹۲۹، اورسته سیمونوتی رئیس جدید باشگاه، نام تیم را به «آ.اس. آمبروزیانا» (Associazione Sportiva Ambrosiana) تغییر داد؛ همچنین پیراهن‌های آبی و مشکی دوباره مورد استفاده قرار گرفت. با این حال، هواداران تیم را با نام اینتر صدا می‌زدند. سال ۱۹۲۷ ستاره‌ای به نام جوزپه مئاتزا در میلان ظهور کرد. اینتر با اتکا به این فوق ستاره خود دوباره به اوج بازگشت و توانست بار دیگر قهرمانی ایتالیا را از آن خود کند. مئاتزا توانست در نخستین دوره برگزاری لیگ کشور ایتالیا با نام سری آ در فصل ۳۰–۱۹۲۹، قهرمانی را به اینتر هدیه کند و خود با زدن ۳۱ گل، آقای گل نخستین دوره سری آ شود. در سال ۱۹۳۲ و با فشار سهامداران بر فردیناندو پوتزانی رئیس جدید باشگاه نام تیم به «آ.اس. آمبروزیانا-اینتر» (Associazione Sportiva Ambrosiana-Inter) تغییر پیدا کرد. در سال‌های ۱۹۳۸ و ۱۹۴۰، اینتر همراه با مئاتزا توانست اسکودتوی چهارم و پنجم را کسب کند. مئاتزا بین سال‌های ۱۹۲۹ تا ۱۹۳۸ توانست ۳ بار آقای گلی سری آ ایتالیا را به‌دست‌آورد. در دو جام جهانی ۱۹۳۴ ایتالیا و جام جهانی ۱۹۳۸ فرانسه، جوزپه مئاتزا یکی از ارکان اصلی قهرمانی ایتالیا بود. او در جام جهانی ۱۹۳۴ بهترین بازیکن جام شد و در جام جهانی ۱۹۳۸ بازوبند کاپیتانی آتزوری را بر بازو بست. اینتر در فصل ۳۹–۱۹۳۸ همراه با مئاتزا موفق شد برای نخستین بار فاتح رقابت‌های کوپا ایتالیا شود. این بازیکن در انتهای فصل ۴۰–۱۹۳۹ از اینتر جدا شد و بازی در چند تیم دیگر ایتالیا را هم تجربه کرد ولی در سال آخر دوران بازی خود به اینتر بازگشت تا با پیراهن این تیم از دنیای فوتبال خداحافظی کند. جوزپه مئاتزا در ۴۰۸ بازی، ۲۸۴ گل برای اینتر به ثمر رساند و بعد از گذشت چند دهه هنوز بهترین گلزن اینتر و چهارمین گلزن برتر تاریخ لیگ ایتالیاست. او در مقاطع مختلفی سرمربیگری اینتر را بر عهده گرفت و در سال ۱۹۷۹ پس از مرگش، شهرداری میلان نام بزرگ‌ترین ورزشگاه کشور ایتالیا را از سن سیرو به جوزپه مه آتزا تغییر داد.
نراتزوری بین سال‌های ۱۹۴۰ تا ۱۹۵۰ همیشه یکی از مدعیان قهرمانی سری آ بود اما معمولاً در رتبه‌های دوم و سوم قرار می‌گرفت و نمی‌توانست به قهرمانی برسد. اینتر در فصل ۴۱–۱۹۴۰ به مقام نایب قهرمانی سری آ دست یافت، اما فصل بعد با هدایت ایوو فیورنتینی، لیگ را در جایگاه دوازدهم به پایان رساند. در سال ۱۹۴۲ کارلو ماسرونی جایگزین فردیناندو پوتزانی شد و ریاست باشگاه را برعهده گرفت. پس از پایان جنگ جهانی دوم در سال ۱۹۴۵، باشگاه دوباره نام اصلی خود یعنی اینترناتزیوناله (Internazionale) را به دست آورد. در سال ۱۹۵۲، آلفردو فونی به عنوان سرمربی باشگاه برگزیده شد و با متحول کردن تیم توانست اینتر را به قدرت اول فوتبال ایتالیا تبدیل کند. او در همان دو سال اول حضور خود در سال‌های ۱۹۵۳ و ۱۹۵۴، اسکودتو ششم و هفتم را برای نراتزوری به ارمغان آورد و نتایج جالبی را با اینتر رقم زد. اینتر در بسیاری از مسابقات با اختلاف گل فراوان پیروز می‌شد که از بین آن‌ها می‌توان به پیروزی ۶-۰ مقابل یوونتوس اشاره کرد. دوران نسبتاً کوتاه فونی با موفقیت‌های چشمگیری برای اینتر همراه بود. دوران ریاست ماسرونی که با دو قهرمانی و دو نایب قهرمانی در سری آ همراه بود، در سال ۱۹۵۵ به پایان رسید.

### گرنده اینتر (۱۹۶۸–۱۹۵۵)

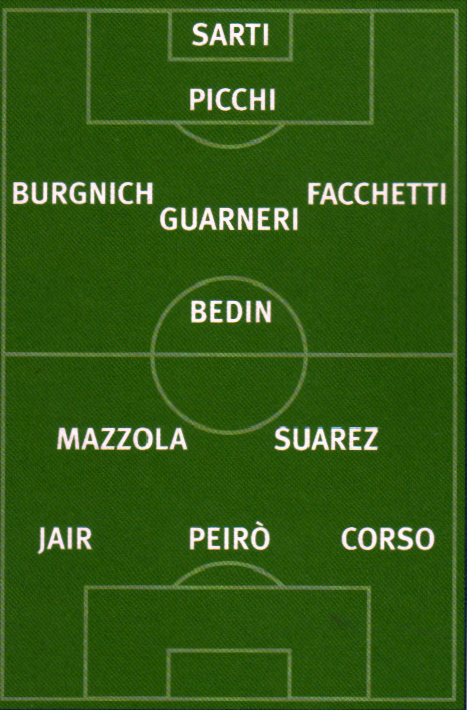
ترکیب تیم اینتر قهرمان فصل ۶۵–۱۹۶۴ سری آ

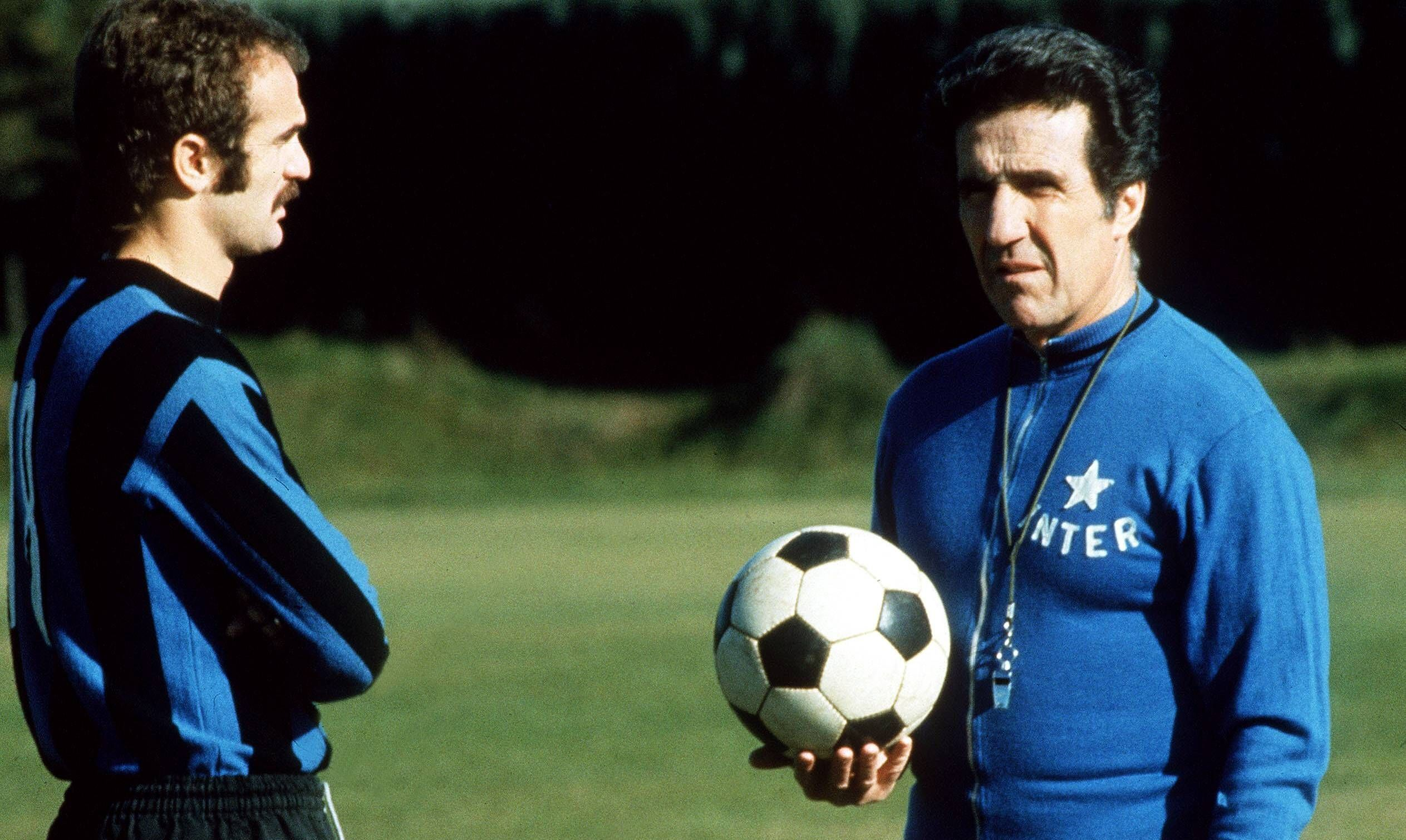
هلنیو هررا و ساندرو ماتزولا از ارکان اصلی گرنده اینتر

در سال ۱۹۵۵، آنجلو موراتی که از افراد سرشناس ایتالیا بود اینتر را خریداری کرد و ریاست این تیم را بر عهده گرفت. حضور موراتی در باشگاه با پایان دوران آلفردو فونی همراه بود. موراتی در ابتدای حضور خود چند مربی عوض کرد تا سرانجام تصمیم گرفت هدایت باشگاه را به یک تئوریسین آرژانتینی به نام هلنیو هررا بسپارد. در سال ۱۹۶۰، هررا از بارسلونا به اینتر پیوست، به همراه او لوئیز سوارز ستاره خط میانی بارسلونا هم به اینتر آمد، کسی که به دلیل قهرمانی با بارسلونا در رقابت‌های لا لیگا و اینتر-سیتیز فیرز کاپ در همان سال برنده جایزه بهترین بازیکن سال اروپا شده بود. هررا اینتر را به یکی از بزرگ‌ترین تیم‌های اروپا تبدیل کرد. او سیستم ۲-۵-۳ را که به "Verrou" معروف بود اصلاح کرد که باعث انعطاف‌پذیری بیشتر هنگام ضدحمله می‌شد. سیستم کاتناچیو (catenaccio) را یک مربی اتریشی به نام کارل راپان به وجود آورد. سیستم اصلی راپان با چهار مدافع ثابت اجرا می‌شد. این سیستم به صورت یارگیری نفر به نفر (man-to-man) به علاوه یک بازی‌ساز در میانه میدان که توپ را با دو هافبک کناری به گردش درمی‌آورد اجرا می‌شد. هررا این سیستم را با اضافه کردن دفاع پنجم در نقش سوئیپر در پشت دو مدافع میانی اصلاح کرد. وظیفه اصلی سوئیپر، دور کردن ضربات و پاس‌های مهاجمان حریف است. تیم او سال اول در رتبه سوم ایتالیا ایستاد و در سال دوم نایب قهرمان شد. هررا در سومین سال حضور خود در فصل ۶۳–۱۹۶۲، هشتمین اسکودتو را برای اینتر به ارمغان آورد. پس از آن، نراتزوری در سال‌های ۱۹۶۴ و ۱۹۶۵ دوبار به صورت متوالی قهرمان جام باشگاه‌های اروپا شد، به همین دلیل به هررا لقب «جادوگر» (Il Mago) داده شد. هسته اصلی تیم هررا از بازیکنانی نظیر بورنیک و فاکتی در نقش مدافع کناری، آرماندو پیکی در نقش سوئیپر، لوئیز سوارز و ساندرو ماتزولا در نقش بازیساز، جایر و کورسو در نقش بال‌های کناری تشکیل شده بود.
در سال ۱۹۶۴، نراتزوری با شکست پارتیزان در مرحله یک چهارم نهایی و دورتموند در نیمه نهایی به فینال جام باشگاه‌های اروپا رسید. در فینال اینتر باید در برابر رئال مادرید قرار می‌گرفت، تیمی که تا آن زمان از ۹ فینال به ۷ فینال راه پیدا کرده بود. اینتر با دو گل ماتزولا و با نتیجه ۳-۱، بر رئال مادرید غلبه کرد، سپس تیم با غلبه بر ایندپندینته قهرمان جام بین قاره‌ای فوتبال شد. یک سال بعد نیز اینتر در فینال جام باشگاه‌های اروپا با تک گل جایر بر بنفیکا غلبه کرد و برای دومین بار به صورت متوالی قهرمان این رقابت‌ها شد. در فصل ۶۵–۱۹۶۴، اینتر نهمین اسکودتو خود را به دست آورد همچنین به مقام نایب قهرمانی کوپا ایتالیا نیز رسید. در سال ۱۹۶۶، اینتر با هررا به دهمین اسکودتو خود رسید. در کشور ایتالیا هر تیمی ۱۰ بار قهرمان لیگ داخلی کشور شود یک ستاره به پیراهن خود اضافه می‌کند. در سال ۱۹۶۷، زمانی که جایر از باشگاه جدا شده بود و سوارز مصدوم بود، اینتر در فینال جام باشگاه‌های اروپا با نتیجه ۲-۱ برابر سلتیک شکست خورد. اینتر در دهه شصت میلادی بر بام فوتبال ایتالیا و اروپا قرار گرفت و این دهه به عنوان بهترین دوران این باشگاه ثبت شد. نراتزوری در آن سال‌ها ۳ اسکودتو و ۴ جام بین‌المللی را به‌دست‌آورد و به اینتر هررا لقب «گرنده اینتر» (Grande Inter) به معنی   «اینتر کبیر» داده شد. دوران طلایی هرارا دو سال بعد یعنی در سال ۱۹۶۸ با جدایی آنجلو موراتی پایان پذیرفت.

### پاتزا اینتر (۱۹۹۰–۱۹۶۸)

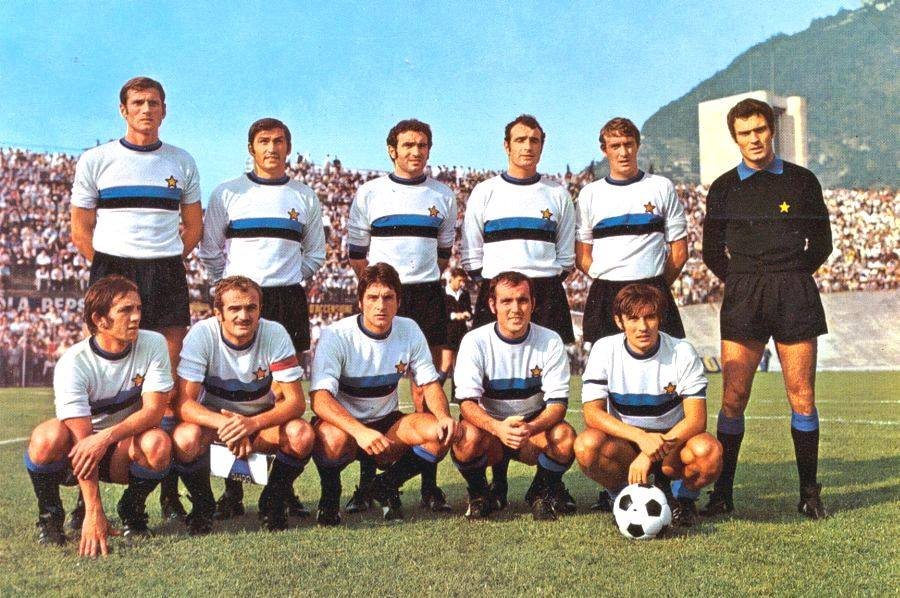
تیم اینتر قهرمان فصل ۷۱–۱۹۷۰ سری آ

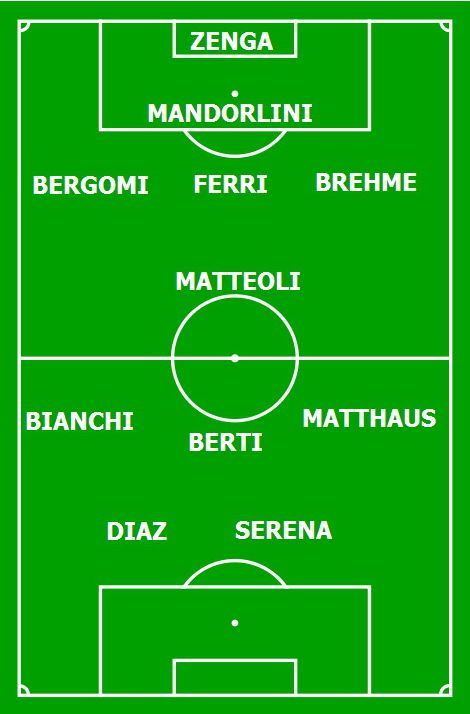
ترکیب اینتر قهرمان فصل ۸۹–۱۹۸۸ سری آ

در سال ۱۹۶۸، ایوانوئه فرایتزولی به عنوان رئیس جدید باشگاه برگزیده شد. در همان سال آلفردو فونی برای بار دوم هدایت باشگاه را برعهده گرفت؛ کسی که دو قهرمانی سری آ را در دهه پنجاه برای اینتر به ارمغان آورده بود. در پایان فصل ۶۹–۱۹۶۸، نراتزوری با کسب سی و شش امتیاز از سی بازی در جایگاه نه چندان خوب چهارم قرار گرفت. دوره دوم حضور فونی در اینتر که تنها یک فصل به طول انجامید، با جایگزینی هریبرتو هررا پایان پذیرفت. اینتر در فصل ۷۰–۱۹۶۹ با هدایت هریبرتو هررا به مقام نایب قهرمانی سری آ دست یافت. فصل ۷۱–۱۹۷۰ برای باشگاه وحشتناک آغاز شد. شکست‌های پیاپی ابتدای فصل و بازی‌های کابوس وار باعث شد هوادارن نگران سقوط تیم به دسته پایین‌تر باشند، به همین دلیل در ۱۴ نوامبر ۱۹۷۰، هریبرتو هررا از هدایت اینتر برکنار و جووانی اینورنیتزی جانشین او شد. با انتخاب اینورنیتزی ورق برگشت و نراتزوری بردهای خود را آغاز کرد. در پایان فصل، اینتر یازدهمین اسکودتو خود را به دست آورد و لقب پاتزا اینتر (Pazza Inter) به معنای اینتر دیوانه به این تیم داده شد. در فصل ۷۲–۱۹۷۱، اینورنیتزی به همراه اینتر به فینال جام باشگاه‌های اروپا راه یافت اما با شکست ۲-۰ برابر آژاکس به مقام نایب قهرمانی رسید. پس از آن سال بار دیگر باشگاه دوران بسیار پر فراز و نشیبی را پشت سر گذاشت. در سال ۱۹۷۷، ائوجنیو برسلینی به عنوان سرمربی اینتر انتخاب شد. برسلینی در نخستین فصل حضور خود، قهرمانی کوپا ایتالیا را برای باشگاه به دست آورد. در فصل ۸۰–۱۹۷۹، اینتر با هدایت برسلینی به دوازدهمین اسکودتو خود دست یافت. فصل ۸۲–۱۹۸۱ که آخرین فصل حضور برسلینی بر روی نیمکت اینتر بود با قهرمانی در کوپا ایتالیا به پایان رسید. در ۱ ژوئیه ۱۹۸۶، جووانی تراپاتونی هدایت اینتر را بر عهده گرفت. تراپاتونی در نخستین فصل حضور خود، اینتر را به جایگاه سوم رساند؛ فصل بعد نیز به جایگاهی بهتر از پنجمی دست نیافت. در فصل ۸۹–۱۹۸۸، تراپاتونی با داشتن بازیکنانی همچون لوتار ماتئوس، جوزپه برگومی، آندریاس برمه، والتر زنگا و نیکولا برتی توانست با ۵۸ امتیاز (در آن دوران هر پیروزی ۲ امتیاز داشت) اسکودتوی سیزدهم را برای اینتر به ارمغان بیاورد، قهرمانی که تا سال ۲۰۰۷، بهترین قهرمانی ادوار سری آ محسوب می‌شد. فصل ۹۰–۱۹۸۹ با جایگاه سومی در سری آ و کسب نخستین قهرمانی باشگاه در سوپر جام فوتبال ایتالیا به پایان رسید. در همان سال تیم ملی فوتبال آلمان با بازیکنان اینتری خود یعنی لوتار ماتئوس، یورگن کلینزمن و آندریاس برمه توانست یاران دیگو مارادونا را فینال جام جهانی شکست دهد و قهرمان جهان شود. در آن بازی‌ها لوتار ماتئوس کاپیتان و مؤثرترین بازیکن تیم ملی فوتبال آلمان در جام جهانی بود. همان سال فیفا تصمیم گرفت هر سال بازیکن سال فوتبال جهان را انتخاب کند. لوتار ماتئوس نخستین کسی بود که جایزه بهترین بازیکن سال جهان را از آن خود کرد.

### سالهای سیاه (۲۰۰۴–۱۹۹۰)
دهه ۹۰ دوره ناامید کننده ای در تاریخ باشگاه بود. در حالی که رقبای اصلی اینتر یعنی یوونتوس و میلان به افتخاراتی در فوتبال ایتالیا و اروپا دست پیدا کرده بودند، نراتزوری با نتایج متوسط خود از آن‌ها عقب افتاده بود. هرچند باشگاه در سال‌های ۱۹۹۱، ۱۹۹۴ و ۱۹۹۸ موفق شد سه بار جام یوفا را به‌دست آورد، ولی کسب این جام نمی‌توانست هواداران را راضی نگه دارد.
در  فصل ۹۱-۱۹۹۰، نراتزوری با هدایت تراپاتونی به مقام قهرمانی جام یوفا دست یافت. تراپاتونی در پایان فصل از باشگاه جدا شد. افعی‌ها فصل ۹۲-۱۹۹۱ سری آ را در جایگاه هشتم به پایان رساندند. در فصل ۹۳-۱۹۹۲ و با هدایت اوسوالدو بانیولی، اینتر پس از رقیب همشهری خود یعنی آث میلان در جایگاه دوم قرار گرفت و به مقام نایب قهرمانی دست یافت. یکی از بدترین دوران تاریخ باشگاه طی این سال‌ها رقم خورد به طوری که آبی و مشکی پوشان در فصل ۹۴-۱۹۹۳ با کسب عنوان سیزدهم در سری آ، بدترین رتبه تاریخ خود را به‌دست آورد و فقط ۱ امتیاز تا سقوط به دسته پایین‌تر فاصله داشت.
در سال ۱۹۹۵، ماسیمو موراتی با پایان دادن به دوران یازده ساله ارنستو پلگرینی، ریاست باشگاه را به دست گرفت. اینتر در این دوره دو بار رکورد نقل و انتقالات فوتبال جهان را شکست. (۱۹٫۵ میلیون پوند برای رونالدو از بارسلونا در سال ۱۹۹۷ و ۳۱ میلیون پوند برای کریستین ویری از لاتزیو در سال ۱۹۹۹) با این حال، دهه ۹۰ یادآور تنها دوره در تاریخ باشگاه اینتر است که حتی یک قهرمانی هم در سری آ به دست نیامد. برای هواداران اینتر دشوار بود که بفهمند چه کسی مقصر این اوضاع است، همین موضوع باعث سرد شدن رابطه هواداران با ریاست، مربیان و حتی بعضی از بازیکنان نیز شد.
موراتی بعدها هدف هواداران قرار گرفت، به خصوص زمانی که سرمربی محبوب، لوئیجی سیمونی را پس از گذشت تنها چند بازی از فصل ۹۹–۱۹۹۸ اخراج کرد، کسی که به عنوان بهترین مربی ایتالیایی در سال ۱۹۹۸ انتخاب شده بود. در آن فصل اینتر سهمیه هیچ‌یک از رقابت‌های اروپایی را کسب نکرد و لیگ را در جایگاه هشتم به پایان رساند.
فصل بعد، موراتی هدایت باشگاه اینتر را به مارچلو لیپی سرمربی سابق یوونتوس سپرد و بازیکنانی همچون آنجلو پروتزی، لوران بلان، ویری و ولادیمیر جوگوویچ را به خدمت گرفت. تیم اینتر با رسیدن به فینال کوپا ایتالیا در فصل ۲۰۰۰–۱۹۹۹ به نخستین جام داخلی خود از سال ۱۹۸۹ نزدیک شده بود اما با شکست در برابر لاتزیو، به مقام نایب قهرمانی رسید. اینتر در پایان فصل در جایگاه چهارم سری آ قرار گرفت.

### دوران طلایی و سه‌گانه (۲۰۱۰–۲۰۰۴)

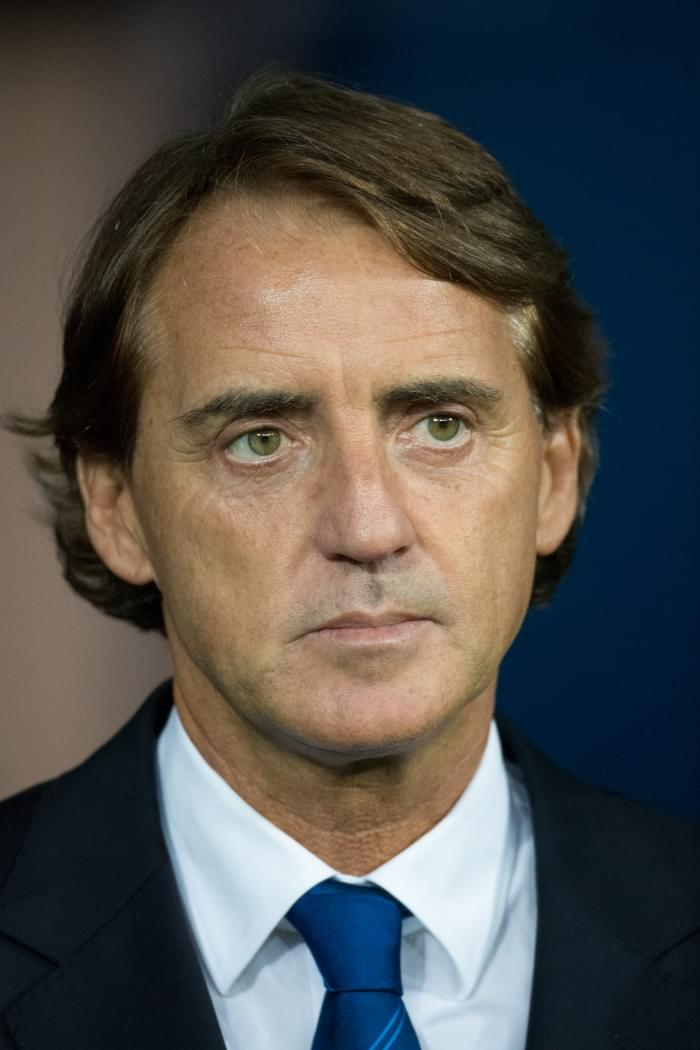
روبرتو مانچینی، سرمربی اینتر بین سال‌های ۲۰۰۴ تا ۲۰۰۸

در ۷ ژوئیه ۲۰۰۴، باشگاه اینتر از طریق وبسایت رسمی خود اعلام کرد که روبرتو مانچینی سرمربی سابق لاتزیو هدایت باشگاه را برعهده گرفته‌است. مانچینی در نخستین فصل حضورش، از ۱۸ پیروزی، ۱۸ تساوی و تنها دو شکست، ۷۲ امتیاز کسب کرد و در جایگاه سوم سری آ قرار گرفت. در ۱۵ ژوئن ۲۰۰۵، اینتر با پیروزی ۳-۰ در مجموع دو بازی رفت و برگشت در برابر رم، قهرمانی رقابت‌های کوپا ایتالیا در فصل ۰۵–۲۰۰۴ را به دست آورد. به دنبال آن و در ۲۰ اوت ۲۰۰۵، اینتر با پیروزی ۱-۰ در برابر یوونتوس در وقت‌های اضافه، قهرمان سوپرجام فوتبال ایتالیا نیز شد. در ۱۱ مه ۲۰۰۶، اینتر پس از شکست دادن آ.اس. رم با نتیجه ۴-۲ در مجموع دو بازی رفت و برگشت، قهرمان کوپا ایتالیا در فصل ۰۶–۲۰۰۵ شد. پس از پایان فصل ۰۶–۲۰۰۵، دادگاه ایتالیا که دو سال به صورت مخفی مکالمات سران باشگاه‌های سری آ را ضبط می‌کرد به تحقیق در مورد فساد و تبانی در فوتبال ایتالیا پرداخت. مکالمات لوچانو موجی مدیر باشگاه یوونتوس با رئیس کمیته داوران و مدارک به دست آمده از بعضی باشگاه‌های ایتالیایی آن‌ها را به دردسر انداخت. در نهایت یوونتوس به جرم تبانی با داوران به دسته پایین‌تر سقوط کرد و ۲ قهرمانی آخر این تیم پس گرفته شد. باشگاه‌های آ.ث. میلان، لاتزیو و فیورنتینا هم با کسر امتیاز روبرو شدند. جدول سری آ در فصل ۰۶–۲۰۰۵ تغییر کرد و یوونتوس به انتهای جدول سقوط کرد. مدتی بعد یوفا از فدراسیون فوتبال ایتالیا خواست برای شرکت تیم‌های ایتالیایی در مسابقات فصل آینده لیگ قهرمانان، برای فصل ۰۶–۲۰۰۵ قهرمان جدیدی تعیین کند و فدراسیون فوتبال ایتالیا بر اساس جدول جدید بعد از اعمال مجازات‌ها، اینتر را به عنوان قهرمان سری آ در فصل ۰۶–۲۰۰۵ معرفی کرد. پس از پاک شدن نسبی فوتبال ایتالیا، ماسیمو موراتی که می‌خواست جا پای پدر بگذارد با کمک جاچینتو فاکتی و با مربیگری روبرتو مانچینی بار دیگر بسیاری از فوق ستاره‌های دنیای فوتبال را جمع‌آوری کرد. فاکتی همان سال درگذشت، ولی حاصل تلاش‌های او و ماسیمو موراتی قهرمانی‌های اینتر بود. ثبت رکورد ۱۷ پیروزی پیاپی و کسب ۹۷ امتیاز (در ۲۵ سپتامبر ۲۰۰۶ با پیروزی ۴-۱ خانگی برابر لیورنو آغاز و در ۲۸ فوریه ۲۰۰۷ با تساوی خانگی ۱-۱ برابر اودینزه پایان یافت) در فصل ۰۷–۲۰۰۶، دو رکورد ارزشمند برای اینتر به ارمغان آورد. در ۲۲ آوریل ۲۰۰۷، نراتزوری‌ها با پیروزی ۲-۱ برابر سیه‌نا با دو گل مارکو ماتراتسی توانستند با ۲۲ امتیاز اختلاف نسبت به تیم دوم، پانزدهمین قهرمانی خود را در سری آ جشن بگیرند.در ۱۹ اوت ۲۰۰۷، اینتر در دیدار سوپرجام فوتبال ایتالیا باید در برابر آ. اس. رم قرار می‌گرفت، در نهایت این بازی با نتیجه ۱-۰ به سود رقیب پایان یافت و اینتر به مقام نایب قهرمانی رسید. اینتر، فصل ۰۸–۲۰۰۷ را با هدف قهرمانی در سری آ و لیگ قهرمانان اروپا آغاز کرد. تیم فصل جدید را خیلی خوب شروع کرد و در صدر جدول قرار گرفت همچنین توانست به عنوان تیم اول از گروه خود صعود کرده و به مرحله حذفی لیگ قهرمانان اروپا راه پیدا کند. در ۱۹ فوریه و در مرحله یک شانزدهم نهایی لیگ قهرمانان اروپا در ورزشگاه آنفیلد، تیم ده نفره اینتر در دقایق پایانی، بازی را ۲-۰ در برابر لیورپول واگذار کرد، همین موضوع آینده روبرتو مانچینی سرمربی اینتر را زیر سؤال برد، این درحالی بود که پس از شکست خارج از خانه برابر لیورپول، اینتر نتوانسته بود سه بازی پیاپی در سری آ نیز به پیروزی برسد. پس از شکست ۱-۰ در دور برگشت مرحله حذفی لیگ قهرمانان اروپا برابر لیورپول در مه آتزا و حذف از مسابقات، مانچینی اعلام کرد که قصد دارد فوراً از هدایت باشگاه کناره‌گیری کند، هرچند که چند روز بعد از تصمیم خود صرف نظر کرد. در دیدار پایانی فصل ۰۸–۲۰۰۷ سری آ، اینتر با برتری ۲-۰ در خانه پارما که با گل‌های زلاتان ابراهیموویچ همراه بود، توانست سومین اسکودتوی پیاپی خود را کسب کند. اینتر که به فینال رقابت‌های کوپا ایتالیا نیز راه یافته بود باید در برابر تیم آ.اس. رم قرار می‌گرفت، هرچند که در پایان با نتیجه ۲-۱ از این تیم شکست خورد و به مقام نایب قهرمانی رسید. در پایان فصل، روبرتو مانچینی از هدایت باشگاه برکنار شد.

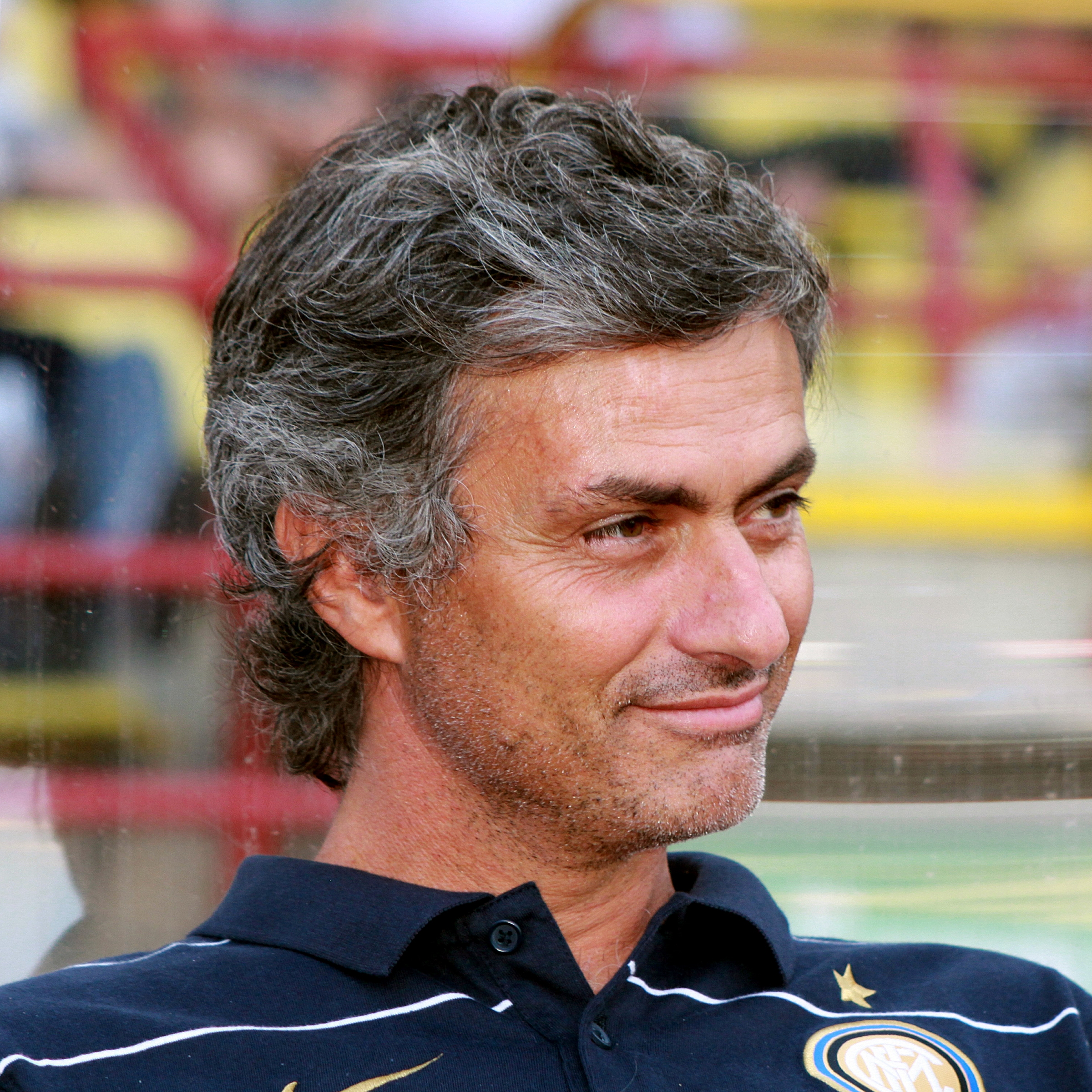
ژوزه مورینیو توانست پس از ۴۵ سال، اینتر را به مقام قهرمانی مسابقات لیگ قهرمانان اروپا برساند.

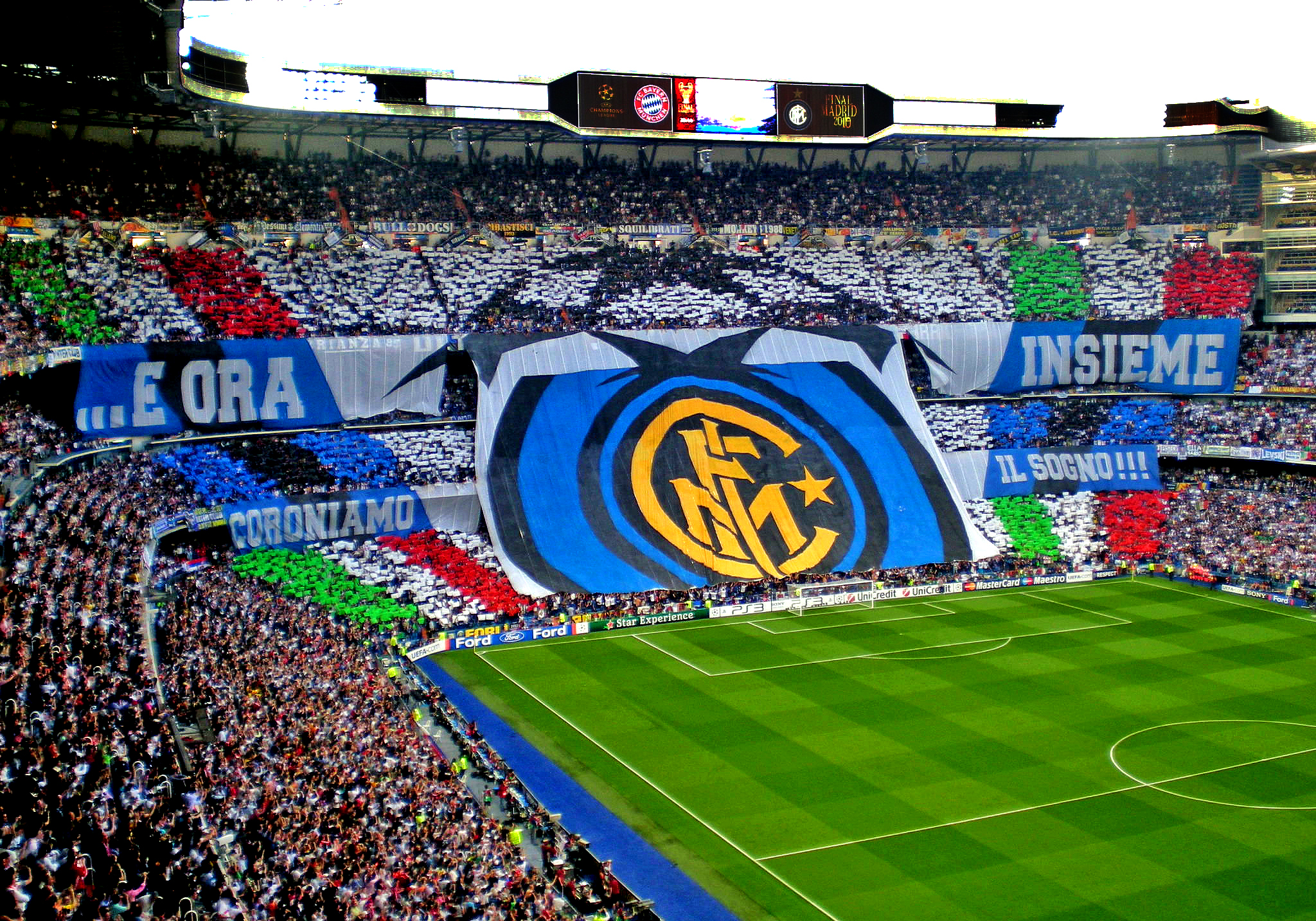
هواداران اینتر در فینال لیگ قهرمانان اروپا ۲۰۱۰

در ۲ ژوئن ۲۰۰۸، ماسیمو موراتی، ژوزه مورینیو سرمربی سابق تیم‌های پورتو و چلسی را که در آن زمان گران‌قیمت‌ترین مربی جهان به حساب می‌آمد به اینتر آورد تا شاید این مربی سرشناس، یک بار دیگر قهرمانی اروپا را برای اینتر به ارمغان بیاورد. ژوزه مورینیو در همان سال اول ورود به ایتالیا با اینتر فاتح سوپرجام فوتبال ایتالیا شد، همچنین برای چهارمین سال پیاپی توانست اینتر را به مقام قهرمانی سری آ برساند، اما در لیگ قهرمانان ناموفق بود و در مرحله یک‌هشتم نهایی با شکست برابر منچستر یونایتد از دور رقابت‌ها کنار رفت. در پایان فصل بهترین بازیکن اینتر و یکی از برترین مهاجمان جهان یعنی زلاتان ابراهیموویچ در ازای ساموئل اتوئو به همراه چهل و نه میلیون یورو از اینتر جدا شد و به بارسلونا پیوست. علاوه بر ساموئل اتوئو، اینتر با پول به دست آمده از فروش ابراهیموویچ بازیکنان دیگری مثل دیگو میلیتو، وسلی اسنایدر، لوسیو، تیاگو موتا و گوران پاندف را به خدمت گرفت. عملکرد اینتر در فصل ۱۰–۲۰۰۹ فوق‌العاده بود. شاگردان مورینیو با وجود مشکلات فراوان توانستند برای پنجمین سال پیاپی قهرمانی سری ا را به‌دست آورند. مورینیو طی دو فصل حضور خود در ایتالیا رکورد شکست ناپذیری خود در بازی‌های خانگی را حفظ کرد و نراتزوری‌ها هرگز در مسابقات خانگی طعم شکست را نچشیدند. در رقابت‌های کوپا ایتالیا هم اینتر با شکست لیورنو، یوونتوس و فیورنتینا به فینال رسید و در بازی فینال با تک گل دیگو میلیتو از سد رم گذشت و قهرمانی کوپا ایتالیا را کسب کرد. اما مهم‌ترین دستاورد تیم مورینیو در لیگ قهرمانان اروپا بود. نراتزوری‌ها در مرحله یک‌هشتم نهایی چلسی، قهرمان انگلستان را در هر دو بازی رفت و برگشت مغلوب کردند. در مرحله نیمه نهایی با نتیجه ۳-۲ از سد بارسلونا قهرمان اسپانیا و مدافع عنوان قهرمانی اروپا گذشتند و به دیدار پایانی این مسابقات راه یافتند. دیدار پایانی این مسابقات معتبر به قضاوت هاوارد وب از انگلیس و در ورزشگاه سانتیاگو برنابئو شهر مادرید برگزار شد. مورینیو که با چلسی هرگز حضور در فینال را تجربه نکرد، در دومین فصل حضورش در اینتر به فینال لیگ قهرمانان رسید. او در فینال باید مقابل استاد سابقش، لوئیس فن خال قرار می‌گرفت که بار دیگر بایرن مونیخ را به تیم اول بوندسلیگا تبدیل کرده بود. هر دو تیم با قهرمانی در لیگ و جام حذفی به دنبال تکمیل سه‌گانه‌شان بودند و در نهایت این اینتر بود که با ارائه یک بازی حساب شده با درخشش دیگو میلیتو، بهترین بازیکن فصل لیگ قهرمانان، برابر حریف خود به پیروزی ۲-۰ رسید و جام قهرمانی را بالای سر برد و نخستین تیم ایتالیایی لقب گرفت که توانست سه‌گانه (Treble) را کسب کند.

### بحران مالی و افول (۲۰۱۷–۲۰۱۰)

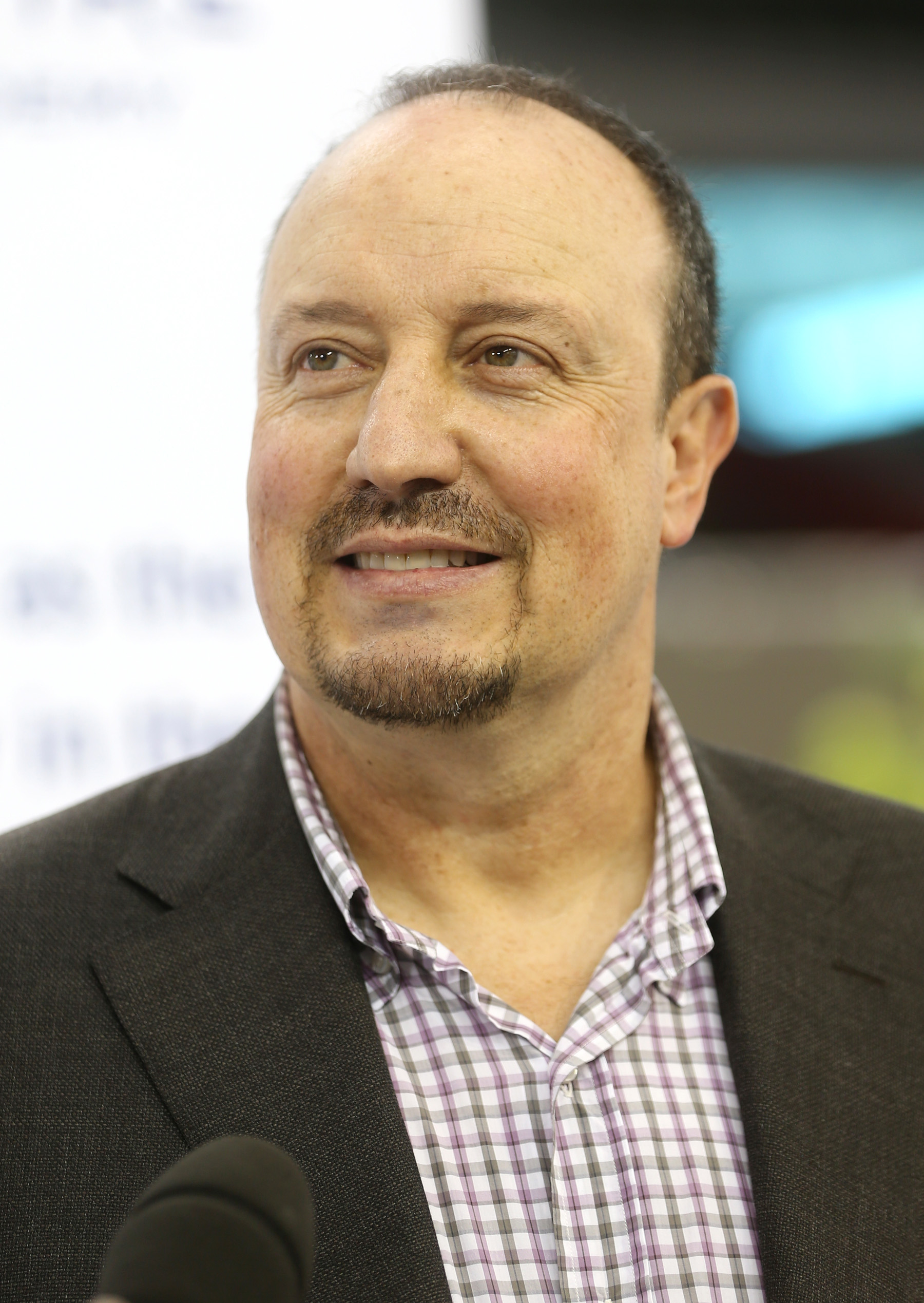
رافائل بنیتز که با قراردادی دو ساله هدایت باشگاه را برعهده گرفته بود، پس از کسب نتایج ضعیف، خیلی زود برکنار شد.

پس از پایان فصل ۱۰–۲۰۰۹، ژوزه مورینیو از اینتر جدا شد و به رئال مادرید پیوست و رافائل بنیتز سرمربی اسبق لیورپول جای او را بر روی نیمکت اینتر پر کرد. انتخاب بنیتز آغاز مسیری بود که خیلی زود اینتر را از جمع مدعیان قهرمانی ایتالیا دور کرد. در ۲۱ اوت ۲۰۱۰، بنیتز نخستین جام خود را با پیروزی ۳-۱  برابر رم در سوپرجام فوتبال ایتالیا کسب کرد، همچنین بنیتز همراه با اینتر به مقام قهرمانی جام باشگاه‌های جهان در سال ۲۰۱۰ دست پیدا کرد اما در کسب سوپر جام اروپا ناکام ماند و به خاطر کسب نتایج ضعیف درسری آ، خیلی زود از اینتر اخراج شد و لئوناردو جایگزین او شد. لئوناردو فصل را با ۳۰ امتیاز از ۱۲ بازی با میانگین ۲٫۵ امتیاز از هر بازی، بهتر از دو مربی قبلی یعنی بنیتز و مورینیو آغاز کرد. در ۶ مارس ۲۰۱۱، لئوناردو با کسب ۳۳ امتیاز از ۱۳ بازی رکورد جدیدی در سری آ ایتالیا به ثبت رساند. رکورد قبلی متعلق به فابیو کاپلو در فصل ۰۵–۲۰۰۴ بود که در ۱۳ بازی ۳۲ امتیاز به دست آورده بود. لئوناردو در فصل ۱۱–۲۰۱۰ اینتر را به مرحله یک چهارم نهایی لیگ قهرمانان اروپا رساند اما با شکست برابر شالکه ۰۴ از دور مسابقات کنار رفت. همچین لئوناردو توانست همراه با اینتر فاتح کوپا ایتالیا شود و به مقام نایب قهرمانی سری آ دست پیدا کند. لئوناردوی برزیلی تنها پس از شش ماه اینتر را ترک کرد تا طبق توافقی که با باشگاه پاری سن-ژرمن به دست آورده بود، پست مدیریت ورزشی این باشگاه را برعهده بگیرد. پس از لئوناردو مربیانی همچون جان پیرو گاسپرینی، کلودیو رانیری و آندره آ استراماچونی هدایت باشگاه را بر عهده گرفتند. اینتر طی دو فصل، از پنج مربی مختلف استفاده کرد و همه آن‌ها بعد از مدت کوتاهی اخراج شدند. از بین پنج مربی که در این مدت روی نیمکت اینتر نشستند به جز رافائل بنیتز، هیچ‌کدام سابقه قهرمانی در سطح اول اروپا را نداشتند. اینتر به خاطر قانون فیرپلی مالی و نداشتن منابع مناسب مالی مجبور به فروش ستاره‌های خود شد و ساموئل اتوئو، وسلی اسنایدر، ژولیو سزار، لوسیو، مایکون، تیاگو موتا و گوران پاندف به خاطر حقوق بالایشان تیم را ترک کردند. فصل ۱۳–۲۰۱۲ با هدایت استراماچونی یکی از بدترین فصل‌ها در تاریخ باشگاه بود که با جایگاه نهمی در سری آ و عدم کسب سهمیه در هیچ‌یک از رقابت‌های اروپایی به پایان رسید.

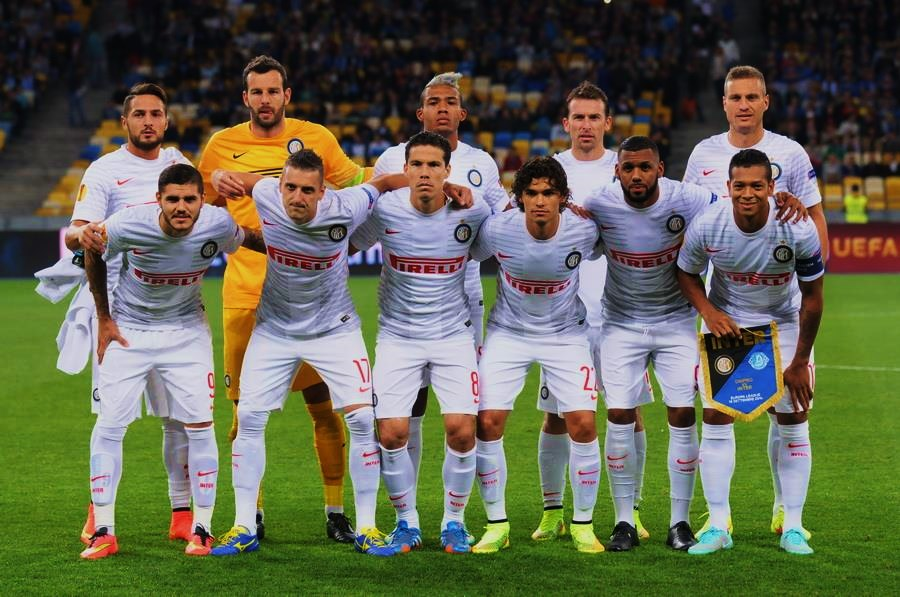
ترکیب اینتر پیش از تقابل با دنیپرو در لیگ اروپا در ۱۸ سپتامبر ۲۰۱۴.

در ۲۴ مه ۲۰۱۳، والتر ماتزاری جایگزین استراماچونی شد. در ۱۵ اکتبر ۲۰۱۳، یک کنسرسیوم اندونزیایی (.International Sports Capital HK Ltd) به سرپرستی اریک توهیر، هاندی سوئتدجو و روزان روئسلانی، توافق‌نامه ای با اینتر به امضا رساند که طبق این توافق هفتاد درصد سهام اینتر را با پرداخت بیش از ۵۰۰ میلیون دلار خرید. با این حال موراتی ۲۹٫۵ درصد از سهام خود را حفظ کرد. اریک توهیر که مالک باشگاه فیلادلفیا سونتی سیکسرز در لیگ ان بی ای و دی‌سی یونایتد در لیگ فوتبال ام‌ال اس آمریکا نیز بود، در ۲ دسامبر ۲۰۱۳ اعلام کرد که مشارکت استراتژیک بین اینتر و دی‌سی یونایتد شکل گرفته‌است. ماتزاری در انتهای فصل ۱۴–۲۰۱۳ اینتر را به رده پنجم سری آ رساند و جواز حضور در مرحله پلی آف لیگ اروپا فصل ۱۵–۲۰۱۴ را کسب کرد. در دوران اریک توهیر، اینتر به دلیل نقض قوانین فیر پلی مالی در گذشته از طرف یوفا دچار محدودیت‌هایی شده بود. اینتر فصل ۱۵–۲۰۱۴ را با هدایت والتر ماتزاری آغاز کرد اما پس از کسب نتایج ضعیف، این مربی از هدایت باشگاه برکنار و در ۱۴ نوامبر ۲۰۱۴، روبرتو مانچینی جایگزین او شد و برای بار دوم هدایت باشگاه را بر عهده گرفت که نتیجه آن قرار گرفتن اینتر در جایگاه هشتم در پایان فصل ۱۵–۲۰۱۴ سری آ بود. اینتر فصل ۱۶–۲۰۱۵ را در جایگاه چهارم به پایان رساند و نتوانست به لیگ قهرمانان اروپا صعود کند. در ۶ ژوئن ۲۰۱۶، گروه هولدینگ سانینگ یک شرکت متعلق به ژانگ ژیندانگ بنیان‌گذار و رئیس گروه سانینگ بخش اعظمی از سهام باشگاه را از اریک توهیر و ماسیمو موراتی خرید. بر اساس گزارش منابع مختلف مجموع مبلغ سرمایه‌گذاری شده از طرف سانینگ ۲۷۰ میلیون یورو بود. این توافق در ۲۸ ژوئن ۲۰۱۶ در یک مجمع عمومی فوق‌العاده پذیرفته شد که بر اساس آن سانینگ ۶۸٫۵۵ درصد از سهام باشگاه را خریداری کرد. اما نخستین فصل مالکیت جدید با نتایج ضعیف در بازی‌های دوستانه پیش فصل شروع شد. در ۸ اوت ۲۰۱۶، روبرتو مانچینی سرمربی اینتر با توافقی دو طرفه از باشگاه جدا و فرانک دی بوئر جایگزین او شد؛ هرچند دی بوئر نیز پس از کسب نتایج ضعیف در ۱ نوامبر ۲۰۱۶ برکنار شد. جانشین او، استفانو پیولی بدترین نتایج تاریخ باشگاه در رقابت‌های اروپایی همراه با اینتر را کسب کرد. با وجود پیروزی در ۸ بازی متوالی، پیولی قبل از پایان فصل از باشگاه جدا شد و تیم برای ششمین فصل متوالی در کسب سهمیه لیگ قهرمانان اروپا ناکام ماند.

### تاریخچه اخیر (۲۰۱۷–اکنون)

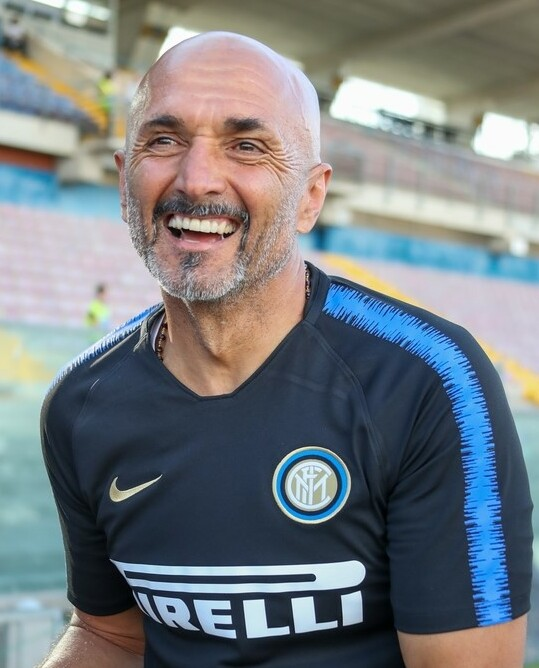
لوچانو اسپالتی توانست اینتر را بعد از گذشت شش سال عدم حضور در لیگ قهرمانان اروپا به این رقابت‌ها بازگرداند.

در ۹ ژوئن ۲۰۱۷، لوچانو اسپالتی سرمربی سابق رم با قراردادی دو ساله هدایت اینتر را بر عهده گرفت و یازده ماه بعد، اینتر بعد از گذشت شش سال عدم حضور در لیگ قهرمانان اروپا به لطف پیروزی ۳-۲ مقابل لاتزیو در آخرین بازی فصل ۱۸–۲۰۱۷ سری آ جواز حضور در مرحله گروهی لیگ قهرمانان اروپا را کسب کرد. به دلیل این موفقیت، باشگاه در ماه اوت قرارداد اسپالتی را تا سال ۲۰۲۱ تمدید کرد. در ۲۶ اکتبر ۲۰۱۸، استیون ژانگ به عنوان رئیس جدید باشگاه منصوب شد. در ۲۵ ژانویه ۲۰۱۹، باشگاه رسماً اعلام کرد که شرکت لاین راک کپیتال (یک شرکت خصوصی سرمایه‌گذاری در آسیا که در هنگ کنگ مستقر است) با کنسرسیوم اندونزیایی .International Sports Capital HK Ltd به سرپرستی اریک توهیر به توافق رسیده است تا ۳۱٫۰۵ درصد از سهام اینتر را خریداری کند تا شرکت مذکور به دومین سهام دار باشگاه اینتر تبدیل شود. با خریداری سهام اریک توهیر توسط لیون راک کپیتال، اکنون این شرکت پس از سانینگ (مالک ۶۸٫۵۵ درصد از سهام اینتر)، بیشترین سهم را در باشگاه اینتر در اختیار دارد. بعد از فصل ۱۹–۲۰۱۸ سری آ علی‌رغم اینکه اینتر در جایگاه چهارم قرار گرفت و جواز حضور در مرحله گروهی لیگ قهرمانان اروپا را کسب کرد، اسپالتی از هدایت اینتر برکنار شد.

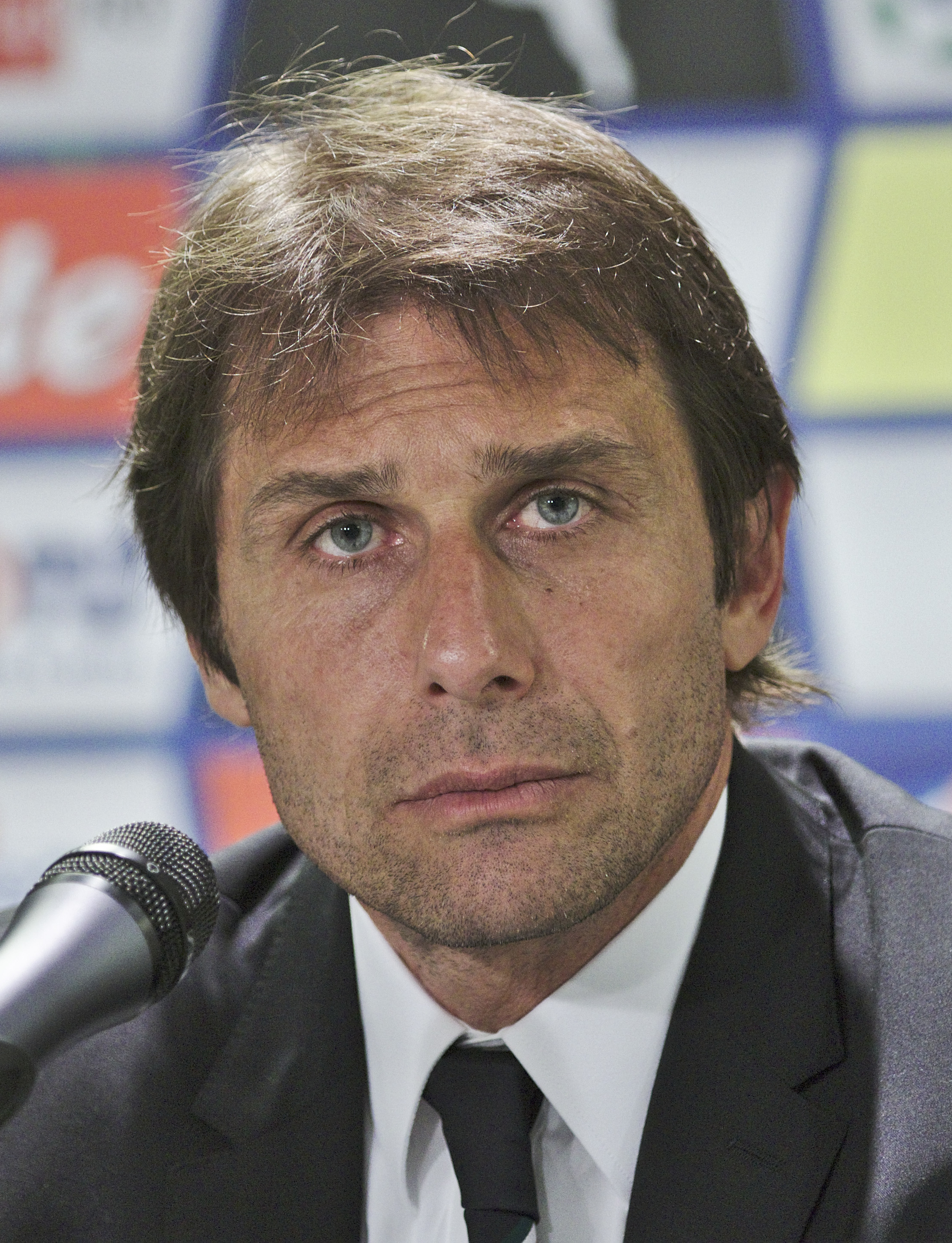
آنتونیو کونته توانست اینتر را پس از یازده سال به مقام قهرمانی سری آ برساند.

در ۳۱ مه ۲۰۱۹، آنتونیو کونته سرمربی ایتالیایی و سابق یوونتوس و چلسی با امضای قراردادی سه ساله به عنوان سرمربی جدید باشگاه منصوب شد. در سپتامبر ۲۰۱۹ استیون ژانگ به عنوان عضو هیئت مدیره اتحادیه باشگاه‌های فوتبال اروپا انتخاب شد. اینتر، فصل ۲۰–۲۰۱۹ سری آ با هدایت کونته، پس از پیروزی ۲-۰ خارج از خانه برابر آتالانتا در آخرین بازی فصل، با ۸۲ امتیاز به پایان رساند و به مقام نایب قهرمانی دست یافت. همچنین اینتر پس از پیروزی ۵-۰ در برابر شاختاردونتسک اوکراین در نیمه نهایی لیگ اروپا، به فینال این مسابقات راه پیدا کرد. این نخستین حضور اینتر در یک فینال، پس از سال ۲۰۱۱ به حساب می‌آمد. در فینال لیگ اروپا ۲۰۲۰، اینتر با نتیجه ۳-۲ در برابر سویا اسپانیا شکست خورد و به مقام نایب قهرمانی رسید.
آنتونیو کونته برای قهرمانی در فصل ۲۱–۲۰۲۰ سری آ خواهان یک تیم رقابتی شد به همین علت باشگاه، اشرف حکیمی را از رئال مادرید، متئو دارمیان را از پارما و آرتورو ویدال از بارسلونا به خدمت گرفت.. ایوان پریشیچ پس از حضور قرضی یک ساله در بایرن مونیخ به اینتر بازگشت تا در پست وینگ بک چپ بازی کند. سرانجام در ۲ مه ۲۰۲۱ و در فاصله چهار هفته مانده به پایان مسابقات سری آ و پس از تساوی آتالانتا در برابر ساسولو، قهرمانی اینتر در رقابت‌های سری آ در فصل ۲۱–۲۰۲۰ مسجل شد. این نخستین قهرمانی اینتر پس از یازده سال بود که با پایان دادن به سلطه ۹ ساله یوونتوس در سری آ همراه شد. در پایان فصل، اینتر با هدایت آنتونیو کونته توانست با کسب ۹۱ امتیاز قهرمان رقابت‌های سری آ در فصل ۲۱–۲۰۲۰ شود و اسکودتوی نوزدهم را برای اینتر به ارمغان آورد. این بالاترین میزان امتیازگیری اینتر بعد از فصل ۰۷–۲۰۰۶ با هدایت روبرتو مانچینی و کسب ۹۷ امتیاز بود. در ۲۶ مه ۲۰۲۱، آنتونیو کونته پس از دو سال با توافقی دوطرفه و دریافت مبلغی حدود هفت میلیون یورو از باشگاه اینتر جدا شد.

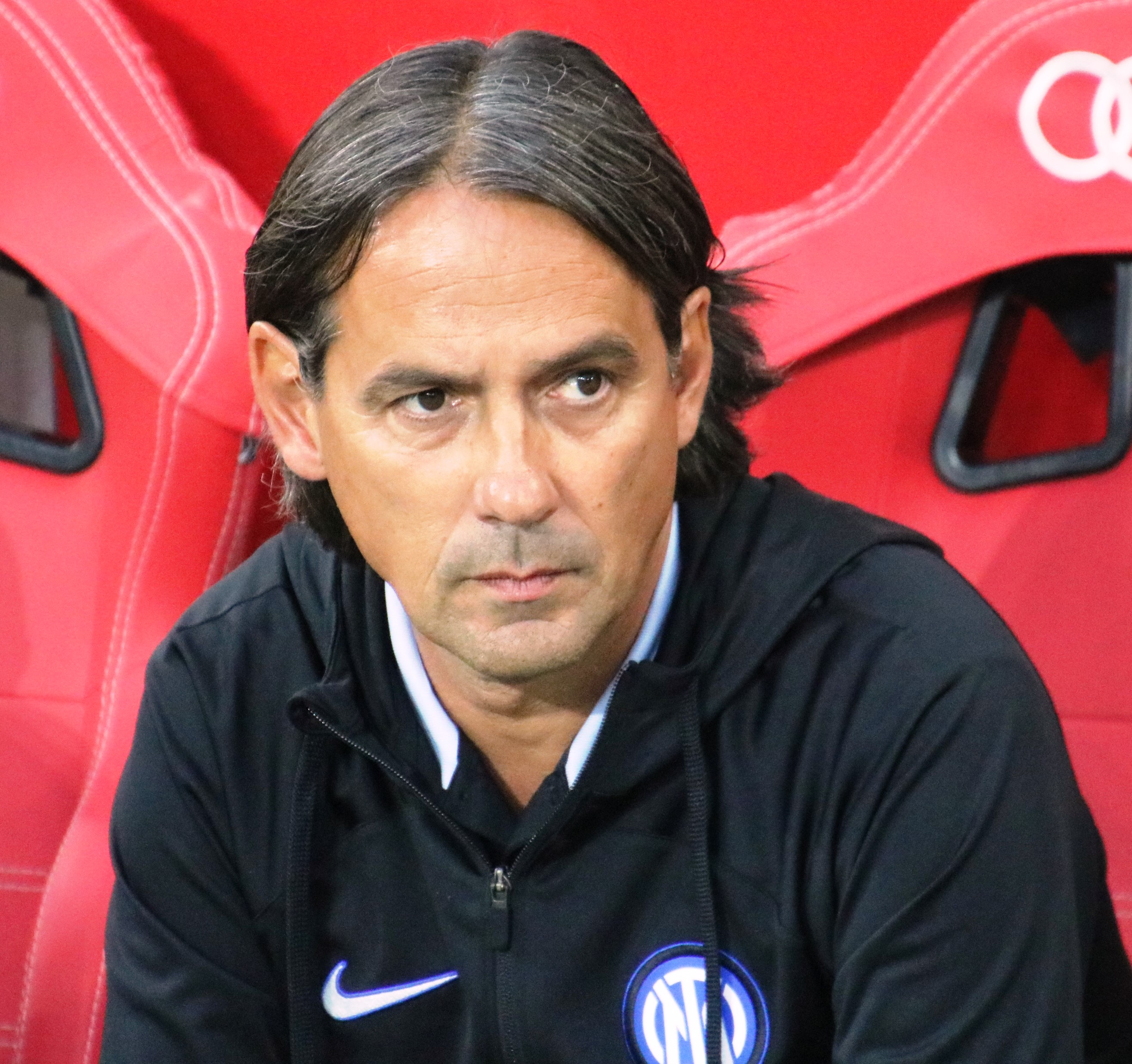
سیمونه اینزاگی با کسب ۶ جام از جمله اسکودتوی بیستم و کسب ستاره طلایی دوم برای اینتر، نام خود را در تاریخ باشگاه جاودانه کرد.

در ژوئن ۲۰۲۱، سیمونه اینزاگی به عنوان سرمربی جدید باشگاه انتخاب شد. اینتر به دلیل مشکلات مالی مجبور شد اشرف حکیمی را با مبلغ ۶۰ میلیون یورو به پاری سن ژرمن و لوکاکو را با مبلغ ۱۱۵ میلیون یورو به باشگاه چلسی واگذار کند. برای پر کردن جای خالی لوکاکو، ادین ژکو مهاجم ۳۶ ساله و بوسنیایی باشگاه آ.اس. رم با قراردادی آزاد تا سال ۲۰۲۳ و برای جانشینی حکیمی نیز دنزل دومفریس هلندی با مبلغ۱۲٫۵ به علاوه ۲٫۵ میلیون یورو متغیرات از باشگاه آیندهوون جذب شدند. همچنین هاکان چالهان‌اوغلو با قراردادی آزاد از میلان و خواکین کوره‌آ از لاتزیو به اینتر پیوستند. قرارداد راجا ناینگولان نیز با اینتر فسخ شد. به این ترتیب، اینتر فصل ۲۲–۲۰۲۱ سری آ را با از دست دادن سه ستاره اصلی خود یعنی حکیمی، لوکاکو و اریکسن باید آغاز می‌کرد. اینتر با هدایت اینزاگی توانست پس از سه فصل متوالی عدم صعود از دور گروهی مسابقات لیگ قهرمانان اروپا، پس از رئال مادرید در جایگاه دوم گروه D قرار بگیرد و به مرحله حذفی صعود کند. این نخستین حضور اینتر در مرحله حذفی مسابقات لیگ قهرمانان اروپا از فصل ۱۲–۲۰۱۱ به حساب می‌آمد. در ۱۲ ژانویه ۲۰۲۱، اینتر به عنوان قهرمان سری آ باید در سوپرجام فوتبال ایتالیا به مصاف رقیب دیرینه خود یعنی یوونتوس که قهرمان کوپا ایتالیا شده بود می‌رفت. اینتر با پیروزی ۲-۱ در این دیدار به ششمین سوپرجام خود دست یافت. این نخستین جام اینزاگی همراه با اینتر بود. در ۱۱ مه ۲۰۲۲، اینتر در فینال کوپا ایتالیا و در ورزشگاه المپیکو شهر رم باید به مصاف یوونتوس می‌رفت. بازی در وقت‌های قانونی با نتیجه ۲-۲ به پایان رسید اما در وقت‌های اضافه با دو گل ایوان پریشیچ، اینتر توانست یووه را با نتیجه ۴-۲ شکست داده و قهرمان کوپا ایتالیا در فصل ۲۲–۲۰۲۱ لقب بگیرد. این دومین جام فصل و هشتمین کوپا ایتالیا تاریخ باشگاه نیز به حساب می‌آمد. در ۲۲ مه ۲۰۲۲، اینتر پس از کسب پیروزی ۳-۰ خانگی برابر سمپدوریا و کسب ۸۴ امتیاز، پس از رقیب همشهری خود یعنی میلان در جایگاه دوم جدول سری آ قرار گرفت و به مقام نایب قهرمانی بسنده کرد.
دومین فصل حضور اینزاگی بر روی نیمکت اینتر با عملکردی درخشان در رقابت‌های اروپایی اما ضعیف در مسابقات سری آ به پایان رسید. هرچند شاگردان اینزاگی توانستند فاتح رقابت‌های سوپرجام فوتبال ایتالیا و کوپا ایتالیا برای دومین فصل متوالی شوند و از عنوان‌های قهرمانی خود دفاع کنند، اما در رقابت‌های سری آ با ارائه نمایش‌های پرنوسان و دور از انتظار، با اختلافی ۱۸ امتیازی نسبت به ناپولی قهرمان در جایگاه سوم جدول قرار گرفتند؛ به دلیل همین عملکرد پرنوسان، اینزاگی بارها مورد انتقاد و حمله هواداران قرار گرفت و حتی تا آستانه اخراج نیز پیش رفت. اما ارائه نمایش‌های تحسین برانگیز در لیگ قهرمانان اروپا باعث جلب اعتماد هواداران و مدیران شد. این مربی ایتالیایی توانست باشگاه را پس از ۱۳ سال به فینال لیگ قهرمانان اروپا برساند این در حالی بود که اینتر با شکست میلان در هر دو بازی نیمه نهایی توانست موفق به انجام این کار شود. در ۱۰ ژوئن ۲۰۲۳، اینتر در فینال لیگ قهرمانان اروپا در ورزشگاه المپیک آتاترک به مصاف تیم منچستر سیتی رفت. من سیتی که با هزینه‌های هنگفت توانسته بود بهترین بازیکنان جهان را به خدمت بگیرد و با هدایت پپ گواردیولا به دنبال نخستین قهرمانی تاریخ خود در این رقابت‌ها و تحقق رؤیای سه‌گانه بود. نراتزوری در این دیدار که قضاوتش را شیمون مارسینیاک لهستانی عهده دار بود، عملکرد درخشانی از خود بر جای گذاشت اما در نهایت و با گل دقیقه ۶۸ رودری نتیجه را به این تیم واگذار کرد و به مقام نایب قهرمانی دست یافت. در پایان این رقابت‌ها، الساندرو باستونی و فدریکو دی مارکو در تیم منتخب فصل ۲۳-۲۰۲۲  لیگ قهرمانان اروپا قرار گرفتند.
در ۱۸ اوت ۲۰۲۳ و کنفرانس مطبوعاتی پیش از آغاز فصل ۲۴-۲۰۲۳ سری آ، سیمونه اینزاگی سرمربی باشگاه اظهار داشت که هدف باشگاه در این فصل، کسب اسکودتو و ستاره دوم است. در ۲۲ ژانویه ۲۰۲۴، نراتزوری توانست  با برتری ۱-۰ برابر ناپولی، برای سومین فصل پیاپی فاتح رقابت‌های سوپرجام فوتبال ایتالیا شود. نراتزوری در فصل ۲۴-۲۰۲۳ سری آ عملکردی مقتدرانه از خود برجای گذاشت و در ۲۲  آوریل ۲۰۲۴، با پیروزی ۲-۱ در دربی شهر میلان توانست پنج هفته مانده به پایان مسابقات قهرمانی خود را قطعی کند. به این ترتیب سیمونه اینزاگی توانست در سومین فصل خود به عنوان مربی اینتر و با ارائه نمایش‌هایی مقتدرانه از جمله پیروزی ۵-۱ در دربی دلامادونینا، رویای دیرینه باشگاه و هواداران را برآورده کرده و بیستمین اسکودتو و در نتیجه ستاره طلایی دوم را برای اینتر به ارمغان بیاورد و در تاریخ باشگاه جاودانه شود.

## مهم‌ترین رویدادهای تاریخ باشگاه
جدول زیر مهم‌ترین رویدادهای تاریخ باشگاه فوتبال اینتر میلان را نشان می‌دهد:

## ورزشگاه‌ها و زمین تمرین

### ورزشگاه‌های سابق
| شماره | ورزشگاه                                       | تاریخ     | توضیحات |
| ----- | --------------------------------------------- | --------- | --- |
| ۱     | کمپو دی ریپا تیچینسه (Campo di Ripa Ticinese) | ۱۹۰۸-۱۹۱۲ | این ورزشگاه نخستین محل برگزاری بازی‌های اینتر بود. در ۲۸ نوامبر ۱۹۰۹، نخستین پیروزی تاریخ اینتر در لیگ در برابر یوونتوس در این ورزشگاه به دست آمد. به علت پایین آمدن کیفیت چمن این ورزشگاه در فصل زمستان که باعث افت وحشتناک کیفیت بازی نیز می‌شد، شهرداری میلان به باشگاه اینتر اجازه داده بود تا مسابقات خانگی خود در فصل زمستان را در آرنا چیویکا برگزار کند که در آن زمان برای سایر مسابقات ورزشی و غیر ورزشی مانند بازسازی نبردهای دریایی و … استفاده می‌شد. |
| ۲     | کمپو دی ویا گلدونی (Campo di via Goldoni)     | ۱۹۱۳-۱۹۳۰ | این ورزشگاه در سال ۱۹۱۳ ساخته و به خانه جدید اینتر تبدیل شد. به دلیل گنجایش کم این ورزشگاه، مسابقات مهم‌تر در آرنا چیویکا که گنجایش بیشتری داشت برگزار می‌شد، به همین دلیل اسکودتوهای اینتر در فصل‌های ۲۰-۱۹۱۹ و ۳۰-۱۹۲۹ در هر دو ورزشگاه به دست آمد. در حقیقت، می‌توان گفت عنوان قهرمانی اینتر در سری آ ایتالیا در سال ۱۹۳۰ به همراه آرپاد وِیز، در سه ورزشگاه مختلف به دست آمده‌است، زمانی که یکی از جایگاه‌های کمپو ویا گلدونی فروریخت، اینتر بازی سرنوشت ساز خود در برابر یوونتوس را که تأثیر مستقیم بر روی قهرمانی داشت در سن سیرو انجام داد، ورزشگاهی که بعدها در سال ۱۹۴۷ به خانه دائمی باشگاه اینتر تبدیل شد. |
| ۳     | آرنا چیویکا (Arena Civica)                    | ۱۹۳۰-۱۹۴۷ | یکی از قدیمی‌ترین ورزشگاه‌های ایتالیا، که نزدیک به بیست سال خانه نراتزوری بود. در ابتدا فقط مسابقات مهم در این ورزشگاه برگزار می‌شد اما بعداً به صورت دائم از آن استفاده شد. در همین ورزشگاه بود که اینتر نخستین پیروزی و نخستین قهرمانی خود در سری آ (فصل ۳۰-۱۹۲۹) و کوپا ایتالیا (فصل ۳۹-۱۹۳۸) را به دست آورد. همچنین جوزپه مئاتزا اسطوره باشگاه بیش از نیمی از ۲۸۲ گل خود برای اینتر را در همین ورزشگاه به ثمر رسانده‌است. باشگاه اینتر در این ورزشگاه دو قهرمانی دیگر در سری آ و در فصل‌های ۳۸-۱۹۳۷ و ۴۰-۱۹۳۹ نیز به دست آورد، تا زمانی که در سال ۱۹۴۷ به ورزشگاه «جوزپه مه آتزا» در منطقه سن سیرو نقل مکان کرد. |

### ورزشگاه‌ کنونی
ورزشگاه جوزپه مه آتزا (ایتالیایی: Stadio Giuseppe Meazza) شهر میلان، بزرگ‌ترین ورزشگاه این کشور و یکی از بزرگ‌ترین ورزشگاه‌های اروپاست. ساخت این ورزشگاه در سال ۱۹۲۵ و در منطقه ای از میلان به نام سن سیرو آغاز شد که این ورزشگاه جدید در ابتدا «Nuovo Stadio Calcistico San Siro» (ورزشگاه فوتبال جدید سن سیرو) نام داشت. ایده ساخت ورزشگاه در همان محل پیست اسب دوانی، متعلق به رئیس وقت باشگاه آ.ث. میلان، پیرو پیرلی بود. معماران، یک ورزشگاه خصوصی را فقط برای فوتبال طراحی کردند، بدون پیست‌های دو و میدانی که مشخصه ورزشگاه‌های ایتالیایی بود که با بودجه عمومی ساخته شده بودند. افتتاحیه در ۱۹ سپتامبر ۱۹۲۶ بود، زمانی که ۳۵۰۰۰ نفر تماشاگر دیداری دوستانه بودند که اینتر با نتیجه ۶-۳ آ.ث. میلان را شکست داد. در اصل این ورزشگاه، خانه و تحت مالکیت میلان بود. سرانجام در سال ۱۹۴۷، اینتر که قبلاً در مرکز شهر میلان و آرنا چیویکا بازی می‌کرد به سن سیرو نقل مکان کرد و از آن زمان تاکنون همراه با آ.ث. میلان مستأجر این ورزشگاه هستند و از این زمین به صورت مشترک استفاده می‌کنند.
در سال ۱۹۷۹، یکی از مشهورترین فوتبالیست‌های شهر میلان و برترین گلزن تاریخ باشگاه اینتر یعنی  جوزپه مئاتزا درگذشت. به همین دلیل شهرداری میلان در ۲ مارس ۱۹۸۰ و برای تجلیل از این ستاره، نام این ورزشگاه را از سن سیرو به «جوزپه مه آتزا» تغییر داد. برای مدتی، هواداران اینتر به دلیل ارتباط قوی تر مئاتزا با این باشگاه (۱۴ سال به عنوان بازیکن، سه دوره به عنوان مربی) ورزشگاه را «جوزپه مه آتزا» صدا می‌زدند. با این حال، در سال‌های اخیر، هواداران اینتر و میلان ورزشگاه را به سادگی سن سیرو صدا می‌زنند. جدا از اینکه میلان و اینتر از این ورزشگاه استفاده می‌کنند، تیم ملی فوتبال ایتالیا نیز تعدادی از مسابقات خود را در آنجا برگزار می‌کند. شهرآورد دلا مادونینا در سال‌های ۲۰۰۳، ۲۰۰۵ و ۲۰۲۳ و در مرحله حذفی لیگ قهرمانان اروپا در سن سیرو برگزار شده‌است که در دو مورد اول با پیروزی آ.ث. میلان و در تقابل آخر با پیروزی اینتر میلان همراه شد. واکنش هواداران اینتر به شکست قریب‌الوقوع در بازی سال ۲۰۰۵ (پرتاب مواد آتش زا و اشیاء دیگر به سوی بازیکنان میلان که باعث شد مسابقه ناتمام بماند) موجب شد این باشگاه با جریمه سنگین چهار بازی محرومیت از حضور تماشاگران در مسابقات اروپایی فصل آینده مواجه شود. در طول تاریخ، این ورزشگاه میزبان مسابقات مهم و مختلفی از جمله سه بازی در مسابقات جام جهانی فوتبال ۱۹۳۴، شش بازی در جام جهانی فوتبال ۱۹۹۰، سه بازی در جام ملت‌های اروپا ۱۹۸۰ و چهار فینال لیگ قهرمانان اروپا در سال‌های ۱۹۶۵، ۱۹۷۰، ۲۰۰۱ و ۲۰۱۶ بوده‌است.

### زمین تمرین
مرکز ورزشی آنجلو موراتی (ایتالیایی: Centro Sportivo Angelo Moratti) نام زمین تمرین باشگاه اینتر میلان می‌باشد. بنا به سفارش آنجلو موراتی، رئیس «اینتر کبیر» (Grande Inter) و مربی هلنیو هررا، این مرکز طی سال‌های ۱۹۶۰ تا ۱۹۶۲ ساخته شده‌ و از آن زمان تاکنون به‌طور مداوم برای تمرین تیم اول مورد استفاده قرار گرفته‌است.

## هواداران و رقیبان سنتی
از لحاظ تاریخی، بزرگ‌ترین بخش طرفداران اینتر از طبقه بورژوازی بود. این واژه به دسته بالاتر یا مرفه و سرمایه‌دار در جامعه گفته می‌شود. این دسته قدرت خود را از استخدام، آموزش و ثروت به دست می‌آورند و نه لزوماً از اشراف‌زادگی. در حالی که طرفداران میلان به‌طور معمول طبقه کارگر و متوسط شهر بودند. اینتری‌ها به خاطر پیشینه موفق و ثروتمند خود، به صورت «لوکس» و با موتور سیکلت، به جوزپه مه آتزا می‌رفتند به همین دلیل به هواداران نراتزوری، «موتورتا» (mutureta) به معنی موتورسیکلت سواران گفته می‌شد. امروزه این اختلاف طبقاتی در هواداران دو تیم به شدت کاهش یافته‌است. طبق یک تحقیق در ماه اوت ۲۰۰۷ توسط روزنامه ایتالیایی لارپوبلیکا، اینتر یکی از محبوب‌ترین باشگاه‌های ایتالیاست.
در سال ۱۹۶۹، نخستین گروه رسمی تیفوسی‌های اینتر به نام پسران سن سیرو (Boys San) شکل گرفت. هواداران تیفوسی اینتر درضلع شمالی ورزشگاه جوزپه مه آتزا و هواداران میلان در ضلع جنوبی این ورزشگاه مستقر می‌شوند. به همین دلیل تیفوسی‌های اینتر را با نام کوروا نورد یعنی ضلع شمالی ورزشگاه می‌شناسند. در تمامی بازی‌های اینتر، این گروه به ورزشگاه می‌روند و از تیمشان حمایت می‌کنند. اینتر هر سال در زمینه تعداد تماشاگران معمولاً رتبه اول یا دوم را در ایتالیا به دست می‌آورد.
شهرآورد دلا مادونینا
شهرآورد دلا مادونینا (انگلیسی: Derby della Madonnina) یا شهرآورد میلان (انگلیسی: Milan Derby) مسابقهٔ فوتبال بین دو باشگاه برجسته شهر میلان یعنی اینتر میلان و آ.ث. میلان می‌باشد. این دو تیم نخستین بار در تاریخ ۱۸ اکتبر ۱۹۰۸ در مقابل یکدیگر قرار گرفتند که در آن بازی تیم آ.ث. میلان با نتیجه دو بر یک تیم اینتر میلان را شکست داد. نخستین دیدار رسمی این دو تیم در تاریخ ۱۰ ژانویه ۱۹۰۹ برگزار شد که با برتری سه بر دو تیم آ.ث. میلان همراه بود. این شهرآورد به افتخار تندیس مادونینا، مجسمه زرین و نمادین مریم مقدس در بالای کلیسای جامع میلان، که یکی از نمادهای شهر میلان می‌باشد، «شهرآورد دلا مادونینا» نام‌گذاری شده‌است. دو تیم اینتر میلان و آ.ث. میلان هر سال دو بار در قالب مسابقات سری آ به مصاف یکدیگر می‌روند.
بزرگ‌ترین پیروزی‌های اینتر در مسابقات رسمی
بردهای تیم اینتر میلان با ۴ گل یا بیشتر:
- آ.ث. میلان ۰–۵ اینتر میلان در ۲ فوریه ۱۹۱۰ در سری آ
- اینتر میلان ۵–۱ آ.ث. میلان در ۱۷ فوریه ۱۹۱۰ در سری آ
- اینتر میلان ۵–۲ آ.ث. میلان در ۲۲ فوریه ۱۹۱۴ در سری آ
- آ.ث. میلان ۱–۴ اینتر میلان در ۱۹ مارس ۱۹۳۱ در سری آ
- اینتر میلان ۵–۲ آ.ث. میلان در ۲۸ مارس ۱۹۶۵ در سری آ
- اینتر میلان ۴–۰ آ.ث. میلان در ۲ آوریل ۱۹۶۷ در سری آ
- آ.ث. میلان ۱–۵ اینتر میلان در ۲۴ مارس ۱۹۷۴ در سری آ
- آ.ث. میلان ۰–۴ اینتر میلان در ۲۹ اوت ۲۰۰۹ در سری آ
- اینتر میلان ۴–۲ آ.ث. میلان در ۶ مه ۲۰۱۲ در سری آ
- اینتر میلان ۴–۲ آ.ث. میلان در ۹ فوریه ۲۰۲۰ در سری آ
- اینتر میلان ۵–۱ آ.ث. میلان در ۱۶ سپتامبر ۲۰۲۳ در سری آ

شهرآورد ایتالیانو
دربی دی ایتالیا (ایتالیایی: Derby d'Italia) یا دربی ایتالیانو، بازی فوتبالی است میان دو تیم مطرح فوتبال ایتالیا یعنی باشگاه فوتبال اینتر از شهر میلان و یوونتوس از شهر تورین. دربی ایتالیانو، بی‌نیاز از قرابت جغرافیایی، بزرگ‌ترین بازی فوتبال در ایتالیا به‌شمار می‌رود، به خصوص پس از جریان رسوایی‌های معروف فوتبال ایتالیا موسوم به کالچو پولی که یوونتوس دو قهرمانی در فصل‌های ۰۵–۲۰۰۴ و ۰۶–۲۰۰۵ خود را از دست می‌دهد و به سری بی فوتبال ایتالیا تبعید می‌شود و قهرمانی فصل ۰۶–۲۰۰۵ به اینتر داده شد.

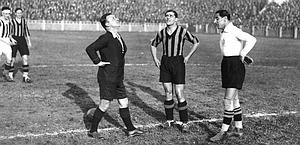
جوزپه مه آتزا و جانپیرو کامبی در دربی ایتالیانو سال ۱۹۳۳

ریشه دربی ایتالیا را به جیانی بررا، با نفوذترین روزنامه‌نگار قرن گذشته ایتالیا نسبت می‌دهند، زمانی که در اواخر دهه شصت و مشخصاً در فصل ۶۸–۱۹۶۷ کلید واژه دربی دی ایتالیا را برای نخستین بار وارد ادبیات ورزشی کشور ایتالیا می‌کند. اینتر و یوونتوس از دو شهر بزرگ در شمال غربی ایتالیا هستند. هر دو تیم در سرتاسر ایتالیا طرفداران زیادی دارند به طوری که تعداد زیادی از باشگاه‌های هواداری یوونتوس در لومباردی و اینتر در پیمونت وجود دارد.
ریشه‌های جدال یوونتوس و اینتر از ۱۶ آوریل ۱۹۶۱ کلید خورد. دو تیم در جریان رقابت شانه به شانه برای قهرمانی در بازی فینال گونه فصل، رو در روی هم قرار می‌گیرند، اما شورش تماشاگران بازی را نیمه کاره می‌گذارد. مسئولان بازی‌ها در ابتدا یوونتوس را مقصر می‌دانند و اینتر را با نتیجه دو بر صفر پیروز بازی قلمداد می‌کنند. اما دو ماه بعد و زمانی که فصل به مقطع حساس خود می‌رسد، رای قبلی به واسطه اعتراض باشگاه یوونتوس، باطل و دستور به تکرار بازی می‌شود. آنجلو موراتی، پدر ماسیمو موراتی که در آن زمان مالک باشگاه اینتر بود، عنوان می‌کند که نفوذ خانواده آنیلی باعث این تغییر ناگهانی در رای شده‌است، در آن سال آمبرتو آنیلی ریاست باشگاه یوونتوس و فدراسیون فوتبال ایتالیا را برعهده داشت، اگرچه این رقابت از سال ۱۹۴۶ توسط لگا کالچو اداره می‌شد. موراتی در واکنش و اعتراض به این موضوع، به هلنیو هررا، مربی وقت اینتر دستور می‌دهد که تیم جوانان باشگاه (اینتر پریماورا) را به مصاف یوونتوس بفرستد. نتیجه را می‌توان پیش‌بینی کرد. یوونتوس تمام ستارگانش را برای این بازی آورده بود و ترس بر اندام جوانان اینتر انداخت. ساندرو ماتزولا گفته‌است: "انتظار چنین دستوری را نداشتم، مادرم نیز به من اصرار کرد که دَرسَت مهم تر از فوتبالت است. به کمک معلمم، صبح زود توانستم در امتحان شرکت کنم و خودم را به اتوبوس باشگاه برسانم. در تورین، از دیدن آن همه ستاره، ترسیده بودم ." ۱۰ ژوئیه ۱۹۶۱ و در بازی تکراری، یوونتوس با نتیجه ۹–۱ تیم جوانان اینتر را شکست می‌دهد و ضمن رقم زدن پرگل‌ترین دربی تاریخ دو باشگاه، از عنوان قهرمانی اش دفاع می‌کند. تک گل اینتر را ساندرو ماتزولا به ثمر رساند. ماتزولایی که ۴ فصل بعد با ۱۷ گل زده، آقای گل سری آ شد و اینتر را به قهرمانی لیگ و لیگ قهرمانان رساند، ولی در کوپا ایتالیا نایب قهرمان شد تا شانس سه‌گانه را از دست بدهد.
سال‌ها بعد در آوریل ۱۹۹۸ جرقه دیگری زده می‌شود، اینتر بازی رفت را با تک گل یوری ژورکائف در خانه برده و حالا در هفته سی و یکم دو تیم در برابر هم قرار می‌گیرند. گل دقیقه ۲۱ آلساندرو دل‌پیرو نتیجه بازی و بعدها جام قهرمانی را برای یوونتوس رقم می‌زند اما این بازی یک تاریخ نانوشته هم دارد. ضربه آشکار مارک ایولیانو به سینه رونالدو در محوطه جریمه یوونتوس از سوی پیِرو کِکارینی، داور مسابقه به هیچ انگاشته می‌شود، پنالتی واضحی که بعدها بارها دست مایه کمدین‌های خوش ذوق ایتالیایی قرار می‌گیرد. در آوریل ۱۹۹۸ این موضوع در پارلمان ایتالیا و در جریان یک جلسه علنی با نام «زمان سؤال»، مورد بحث قرار گرفت. طبق گزارش‌ها، دومنیکو گراماتزیو از حزب اتحاد ملی بر سر سیاستمدار و بازیکن سابق یوونتوس، ماسیمو مائورو که رئیس حزب دموکرات بود، فریاد می‌زد که "همه تان دزد هستید!" همین موضوع باعث شد والتر ولترونی عضو هیئت نمایندگان و معاون نخست‌وزیر وقت با بیان "ما در استادیوم نیستیم. این یک نمایش زشت، شرم آور و عجیب و مضحک است …"اظهار نظر کند. این جلسه به اجبار، به حالت تعلیق درآمد در نتیجه، بعداً چندین سیاستمدار جریمه شدند.
پس از ماجرای کالچوپولی، قهرمانی فصل ۰۵–۲۰۰۴ به تیمی نرسید. یوفا از فدراسیون فوتبال ایتالیا خواست که قهرمان فصل ۰۶–۲۰۰۵ را جهت تعیین سهمیه‌های ایتالیا مشخص کند. فدراسیون نیز اینتر را قهرمان فصل اعلام کرد. این اتفاق بر نفرت هواداران یووه از اینتر افزود. این نفرت با پیوستن بازیکنان این تیم مانند پاتریک ویرا و بازیکن آینده دارشان زلاتان ابراهیموویچ به اینتر بیشتر هم شد.
در روزهای منتهی به دربی ۵ دسامبر ۲۰۰۹ در تورین، به دلیل سابقه شعارهای نژادپرستانه هواداران افراطی یوونتوس، ترسهایی در این مورد نسبت به مهاجم ایتالیایی اینتر، ماریو بالوتلی (که از والدین غنائی است) وجود داشت. ژان کلود بلان، رئیس باشگاه یوونتوس و میرلا شیره‌آ، برای گروه‌های افراطی متنی نوشتند و علناً از هواداران خواستند که از سردادن شعارهای نژادپرستانه خودداری کنند. زمانی که بازیکنان اینتر به تورین رسیدند، اتوبوس تیم توسط برخی از هواداران یوونتوس با پرتاب تخم مرغ مورد استقبال قرار گرفت. خود بازی نیز تنش زا بود. ۷ کارت زرد، یک کارت قرمز و چند درگیری در زمین، از حاشیه‌های این بازی بودند. سرمربی وقت اینتر ژوزه مورینیو نیز به خاطر بحث و جدل با داور نیز از کنار زمین بازی اخراج شد. در نیمه دوم، مارکیزیو گل برتری یووه را به ثمر رساند تا بیانکونری اختلاف امتیازش با اینتر را به عدد پنج کاهش دهد؛ هر چند در نهایت اینترمیلان قهرمان شد.
این دو تیم در نیمه نهایی کوپا ایتالیا فصل ۱۶–۲۰۱۵ نیز به مصاف هم رفتند. در ۲۷ ژانویه ۲۰۱۶، یوونتوس بازی رفت را در تورین با نتیجه سه بر صفر پیروز شد. در ۳ مارس ۲۰۱۶ و در بازی برگشت، اینتر در خانه توانست شکست سه بر صفر بازی رفت را جبران کند؛ درنتیجه بازی به ضربات پنالتی کشیده شد. یوونتوس، پنج بر سه پیروز ضربات پنالتی شد و به فینال راه یافت.
بزرگ‌ترین پیروزی‌های اینتر در مسابقات رسمی
بردهای تیم اینتر میلان با ۴ گل یا بیشتر:
- اینتر میلان ۶–۱ یوونتوس در ۲۶ نوامبر ۱۹۱۱ در سری آ
- اینتر میلان ۶–۳ یوونتوس در ۴ ژانویه ۱۹۱۳ در سری آ
- اینتر میلان ۶–۰ یوونتوس در ۱۷ نوامبر ۱۹۳۵ در سری آ
- اینتر میلان ۴–۰ یوونتوس در ۱۷ سپتامبر ۱۹۳۹ در سری آ
- اینتر میلان ۶–۰ یوونتوس در ۴ آوریل ۱۹۵۴ در سری آ
- اینتر میلان ۴–۰ یوونتوس در ۱۱ نوامبر ۱۹۷۹ در سری آ
- اینتر میلان ۴–۰ یوونتوس در ۱۱ نوامبر ۱۹۸۴ در سری آ
- اینتر میلان ۴–۲ یوونتوس در ۱۱ مه ۲۰۲۲ در کوپا ایتالیا

## بازیکنان فعلی
تا تاریخ ۶ ژوئیه ۲۰۲۵
| شماره |          | پست       | بازیکن                     |
| ----- | -------- | --------- | -------------------------- |
| ۱     | سوئیس    | دروازه‌بان | یان سومر                   |
| ۲     | هلند     | مدافع     | دنزل دومفریس               |
| ۶     | هلند     | مدافع     | استفان د فرای              |
| ۷     | لهستان   | هافبک     | پیوتر ژیلینسکی             |
| ۸     | کرواسی   | هافبک     | پتار سوچیچ                 |
| ۹     | فرانسه   | مهاجم     | مارکوس تورام               |
| ۱۰    | آرژانتین | مهاجم     | لائوتارو مارتینز (کاپیتان) |
| ۱۱    | برزیل    | هافبک     | لوئیس هنریکه               |
| ۱۲    | ایتالیا  | دروازه‌بان | رافائله دی گنارو           |
| ۱۳    | اسپانیا  | دروازه‌بان | یوسیپ مارتینز              |
| ۱۵    | ایتالیا  | مدافع     | فرانچسکو آچربی             |
| ۱۶    | ایتالیا  | هافبک     | داویده فراتسی              |

| شماره |          | پست   | بازیکن                     |
| ----- | -------- | ----- | -------------------------- |
| ۲۰    | ترکیه    | هافبک | هاکان چالهان‌اوغلو          |
| ۲۱    | آلبانی   | هافبک | کریستین اصلانی             |
| ۲۲    | ارمنستان | هافبک | هنریخ مخیتاریان            |
| ۲۳    | ایتالیا  | هافبک | نیکولو بارلا (کاپیتان دوم) |
| ۲۸    | فرانسه   | مدافع | بنژامن پاوار               |
| ۳۰    | برزیل    | مدافع | کارلوس آگوستو              |
| ۳۱    | آلمان    | مدافع | یان اورل بیسک              |
| ۳۲    | ایتالیا  | مدافع | فدریکو دی مارکو            |
| ۳۶    | ایتالیا  | مدافع | متئو دارمیان               |
| ۵۹    | لهستان   | مهاجم | نیکولا زالوسکی             |
| ۹۵    | ایتالیا  | مدافع | الساندرو باستونی           |
| ۹۹    | ایران    | مهاجم | مهدی طارمی                 |
|       | فرانسه   | مهاجم | آنگه-یون بانی              |

## کادر فنی

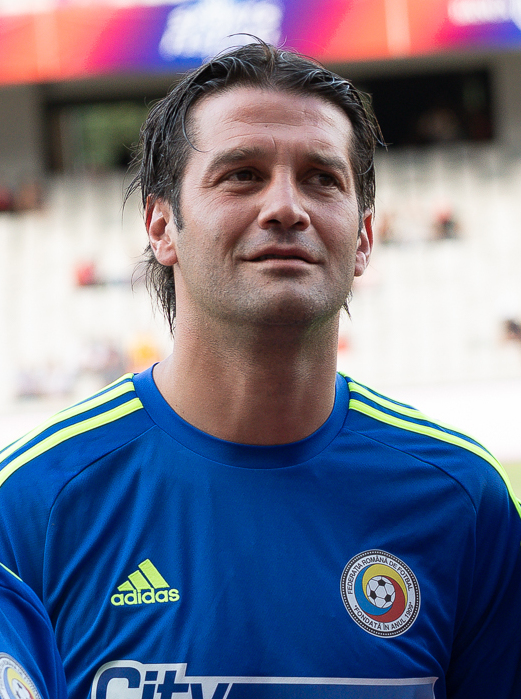
کریستین چیوو سرمربی فعلی باشگاه

تا تاریخ ۱ ژوئیه ۲۰۲۱
| کادر فنی تیم                | کادر فنی تیم        |
| پست                         | نام                 |
| --------------------------- | ------------------- |
| سرمربی                      | کریستین چیوو        |
| دستیار اول                  | الکساندر کلاروف     |
| دستیار فنی                  | ماریو سیکی          |
| دستیار فنی                  | آنجلو پالومبو       |
| دستیار فنی                  | ریکاردو روچینی      |
| مربی بدنساز                 | استفانو راپتی       |
| مربی بدنساز                 | مائوریتزیو فرانچینی |
| مربی دروازه‌بان‌ها            | جیانلوکا اسپینلی    |
| مربی دروازه‌بان‌ها            | پائولو اورلاندونی   |
| توانبخشی عملکرد             | آندره آ بلی         |
| رئیس آنالیزور مسابقات       | فیلیپو لورنزون      |
| آنالیزور مسابقات            | استفانو کاستلانی    |
| آنالیزور مسابقات            | جاکومو تونیناتو     |
| آنالیزور مسابقات            | سالواتوره روستیکو   |
| آنالیزور داده‌های بدنسازی    | مارچلو موراتوره     |
| رئیس تیم پزشکی              | پیرو ولپی           |
| آنالیزور مسابقات            | کلودیو اسپرنگر      |
| آنالیزور مسابقات            | الساندرو کوآلیا     |
| آنالیزور مسابقات            | لورنزو برامبیلا     |
| هماهنگ کننده فیزیوتراپیست‌ها | مارکو دلاکاسا       |
| فیزیوتراپیست‌ها              | لئوناردو آریچی      |
| فیزیوتراپیست‌ها              | رامون کاوالین       |
| فیزیوتراپیست‌ها              | میرو کارلی          |
| فیزیوتراپیست‌ها              | دیوید لاما          |
| فیزیوتراپ/ماساژور           | آندره آ وسکی        |
| متخصص تغذیه                 | متئو پینچلا         |

## رؤسای باشگاه
ماسیمو موراتی و آنجلو موراتی موفق‌ترین رؤسای باشگاه اینتر از لحاظ تعداد جام کسب شده هستند. لیست زیر تمام رؤسای باشگاه اینتر از ابتدا تا به حال را نشان می‌دهد:

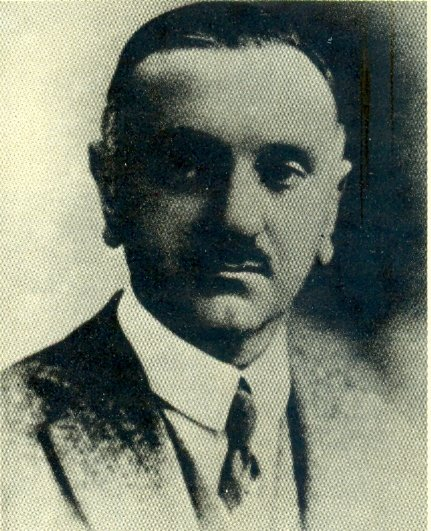
جووانی پارامیتیوتی نخستین رئیس باشگاه فوتبال اینتر میلان

آنجلو موراتی در سال ۱۹۵۵ باشگاه اینتر را خریداری کرد و ریاست باشگاه را بر عهده گرفت.

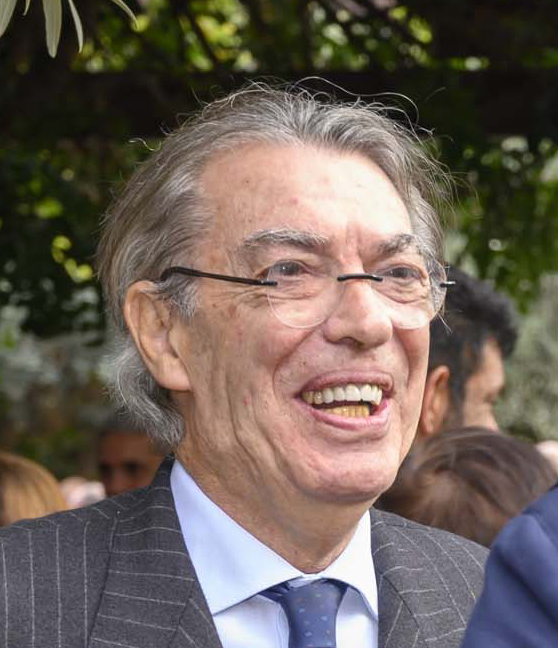
ماسیمو موراتی فرزند آنجلو موراتی که با کسب ۱۶ جام، موفق‌ترین رئیس باشگاه اینتر از لحاظ تعداد جام کسب شده می‌باشد.

| نام                       | ملیت    | سال       |
| ------------------------- | ------- | --------- |
| جووانی پارامیتیوتی        | ایتالیا | ۱۹۰۹–۱۹۰۸ |
| اتور استرائوس             | ایتالیا | ۱۹۱۰–۱۹۰۹ |
| کارلو ده مدیچی            | ایتالیا | ۱۹۱۲–۱۹۱۰ |
| امیلیو هیرتزل             | ایتالیا | ۱۹۱۳–۱۹۱۲ |
| لوئیجی آنسباچر            | ایتالیا | ۱۹۱۴–۱۹۱۳ |
| جوزپه ویسکونتی دی مودرونه | ایتالیا | ۱۹۱۹–۱۹۱۴ |
| جورجیو هالس               | ایتالیا | ۱۹۲۰–۱۹۱۹ |
| فرانچسکو مائورو           | ایتالیا | ۱۹۲۳–۱۹۲۰ |
| انریکو اولیوتی            | ایتالیا | ۱۹۲۶–۱۹۲۳ |
| سناتوره بورلتی            | ایتالیا | ۱۹۲۸–۱۹۲۶ |
| ارنستو توروسیو            | ایتالیا | ۱۹۲۹–۱۹۲۸ |
| اورسته سیمونوتی           | ایتالیا | ۱۹۳۱–۱۹۲۹ |
| فردیناندو پوتزانی         | ایتالیا | ۱۹۴۲–۱۹۳۱ |
| کارلو ماسرونی             | ایتالیا | ۱۹۵۵–۱۹۴۲ |
| آنجلو موراتی              | ایتالیا | ۱۹۶۸–۱۹۵۵ |
| ایوانوئه فرایتزولی        | ایتالیا | ۱۹۸۴–۱۹۶۸ |
| ارنستو پلگرینی            | ایتالیا | ۱۹۹۵–۱۹۸۴ |
| ماسیمو موراتی             | ایتالیا | ۲۰۰۴–۱۹۹۵ |
| جاچینتو فاکتی             | ایتالیا | ۲۰۰۶–۲۰۰۴ |
| ماسیمو موراتی             | ایتالیا | ۲۰۱۳–۲۰۰۶ |
| اریک توهیر                | اندونزی | ۲۰۱۸–۲۰۱۳ |
| استیون ژانگ               | چین     | ۲۰۲۴–۲۰۱۸ |
| جوزپه ماروتا              | ایتالیا | ۲۰۲۴–     |

### افتخارات رؤسا
- پر افتخارترین رؤسای باشگاه اینتر به ترتیب عبارت اند از: ۱-ماسیمو موراتی/جاچینتو فاکتی(۱۶ جام) ۲-آنجلو موراتی و استیون ژانگ(۷ جام)

| نام                | سری آ | کوپا ایتالیا | سوپر جام ایتالیا | لیگ قهرمانان اروپا | جام یوفا | جام بین قاره ای | جام باشگاه‌های فوتبال جهان | مجموع |
| ------------------ | ----- | ------------ | ---------------- | ------------------ | -------- | --------------- | ------------------------- | ----- |
| ماسیمو موراتی      | ۴     | ۲            | ۲                | ۱                  | ۱        |                 | ۱                         | ۱۱    |
| آنجلو موراتی       | ۳     |              |                  | ۲                  |          | ۲               |                           | ۷     |
| استیون ژانگ        | ۲     | ۲            | ۳                |                    |          |                 |                           | ۷     |
| جاچینتو فاکتی      | ۱     | ۲            | ۲                |                    |          |                 |                           | ۵     |
| ایوانوئه فرایتزولی | ۲     | ۲            |                  |                    |          |                 |                           | ۴     |
| ارنستو پلگرینی     | ۱     |              | ۱                |                    | ۲        |                 |                           | ۴     |
| فردیناندو پوتزانی  | ۲     | ۱            |                  |                    |          |                 |                           | ۳     |
| کارلو ماسرونی      | ۲     |              |                  |                    |          |                 |                           | ۲     |
| کارلو ده مدیچی     | ۱     |              |                  |                    |          |                 |                           | ۱     |
| جورجیو هالس        | ۱     |              |                  |                    |          |                 |                           | ۱     |
| اورسته سیمونوتی    | ۱     |              |                  |                    |          |                 |                           | ۱     |
| مجموع              | ۲۰    | ۹            | ۸                | ۳                  | ۳        | ۲               | ۱                         | ۴۶    |

## مربیان باشگاه

### فهرست مربیان
هلنیو هررا و روبرتو مانچینی موفق‌ترین مربیان باشگاه اینتر از لحاظ تعداد جام کسب شده هستند. هلینو هررا ۳ سری آ، ۲ جام باشگاه‌های اروپا و ۲ جام بین قاره‌ای به همراه اینتر کسب کرده‌است. همچنین هررا به مدت ۹ فصل از ۱۹۶۰ تا ۱۹۶۸ و یک بار در فصل ۷۴-۱۹۷۳ مربی باشگاه اینتر بوده که طولانی‌ترین زمان مربیگری در باشگاه اینتر به حساب می‌آید. روبرتو مانچینی ۳ سری آ، ۲ کوپا ایتالیا و ۲ سوپر جام فوتبال ایتالیا به همراه اینتر کسب کرده‌است:

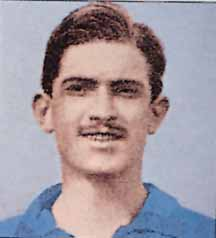
ویرجیلیو فوساتی نخستین مربی باشگاه اینتر

هلنیو هررا مربی تیم افسانه ای "گرنده اینتر" و ملقب به "جادوگر"

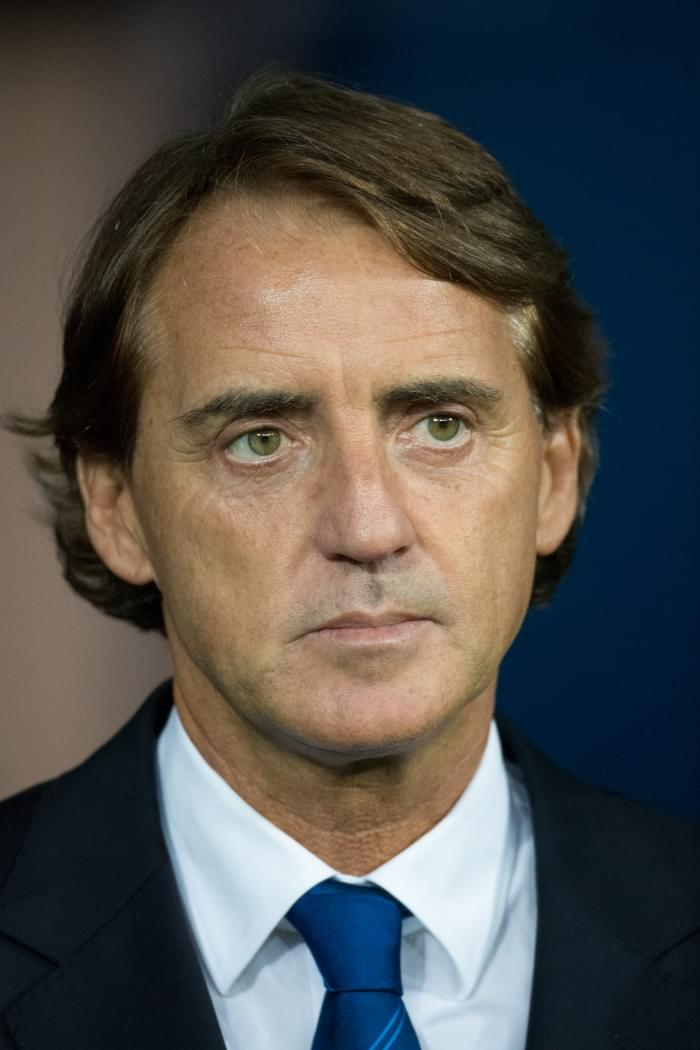
روبرتو مانچینی دومین مربی پرافتخار تاریخ باشگاه که سه اسکودتوی پیاپی را در سال‌های ۲۰۰۶، ۲۰۰۷ و ۲۰۰۸ برای اینتر به ارمغان آورد.

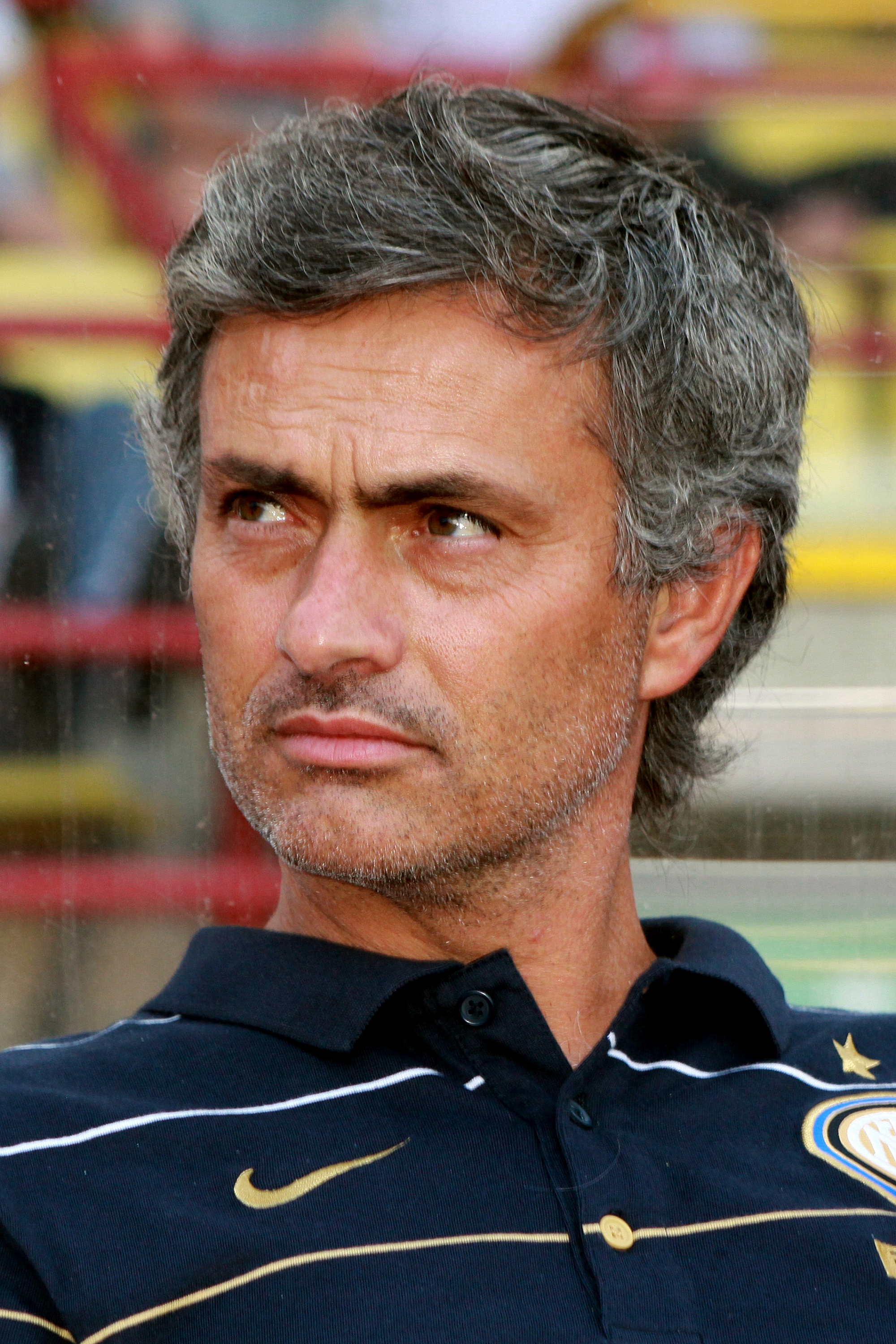
ژوزه مورینیو مربی اینتر بین سال‌های ۲۰۰۸ تا ۲۰۱۰ که موفق به فتح سه گانه شد.

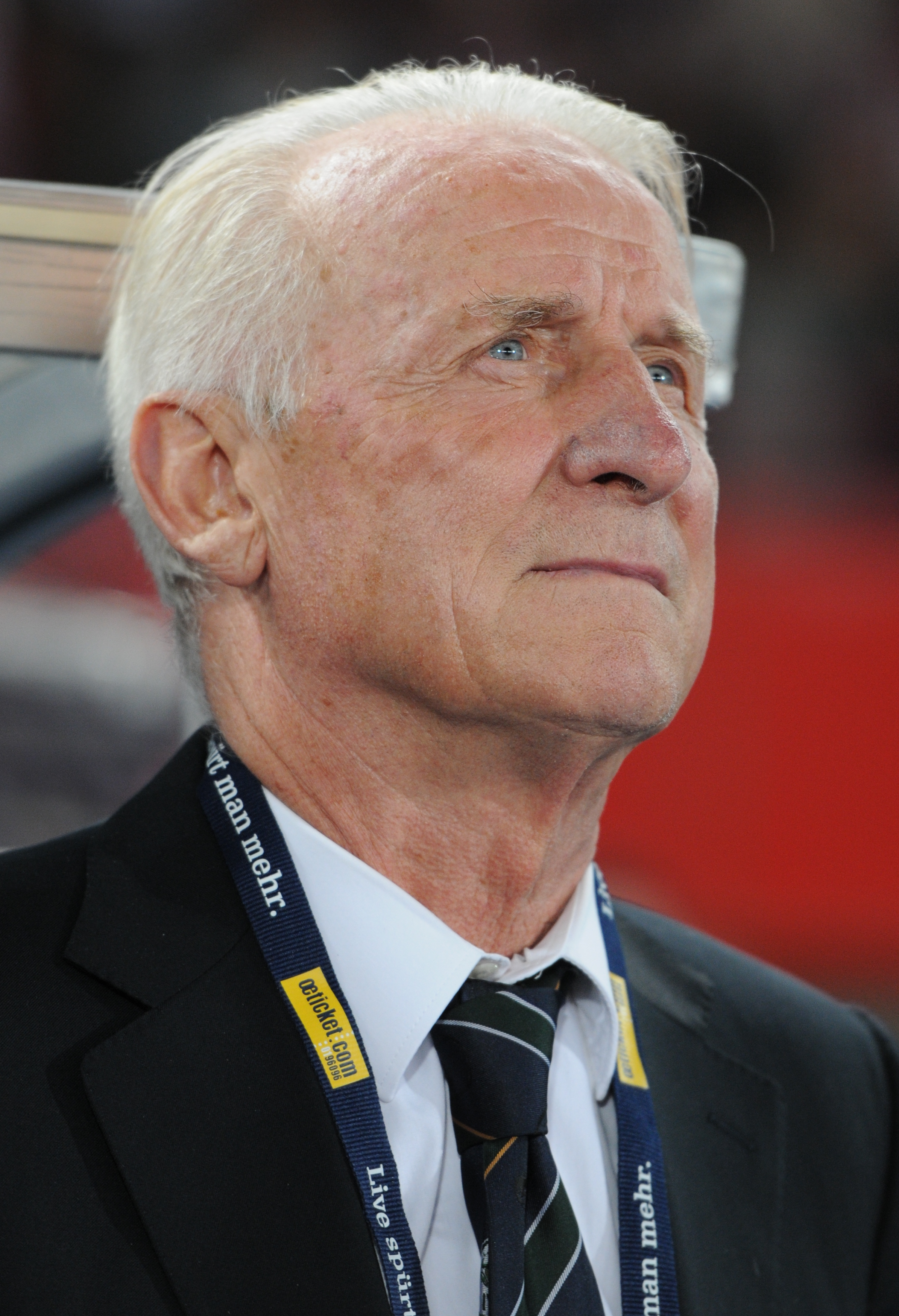
جووانی تراپاتونی مربی باشگاه بین سال‌های ۱۹۸۶ تا ۱۹۹۱ که سه جام برای اینتر کسب کرد.

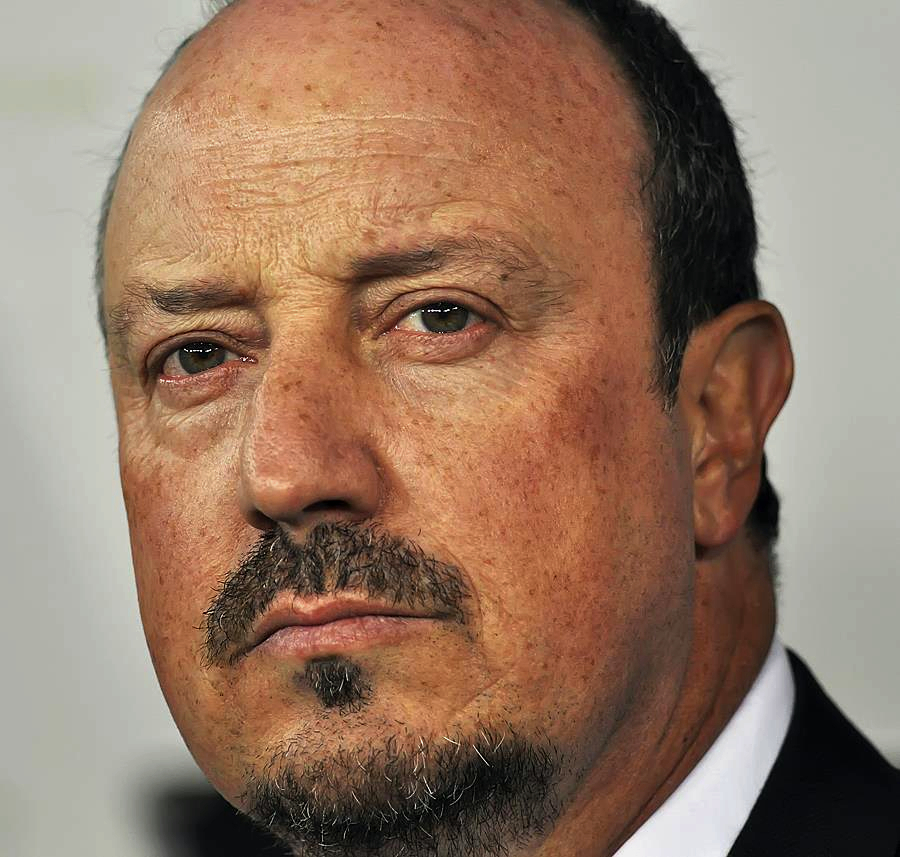
رافائل بنیتز در سال ۲۰۱۰، نخستین قهرمانی جام باشگاه‌های فوتبال جهان را با اینتر به دست آورد.

| نام                           | ملیت     | سال       |
| ----------------------------- | -------- | --------- |
| ویرجیلیو فوساتی               | ایتالیا  | ۱۹۱۵–۱۹۰۹ |
| نینو رسِگوتی فرانچسکو مائورو   | ایتالیا  | ۱۹۲۰–۱۹۱۹ |
| باب اسپاتیسوود                | انگلستان | ۱۹۲۴–۱۹۲۲ |
| پائولو شیدلر                  | ایتالیا  | ۱۹۲۶–۱۹۲۴ |
| آرپاد وِیز                     | مجارستان | ۱۹۲۸–۱۹۲۶ |
| جوزف ویولا                    | مجارستان | ۱۹۲۹–۱۹۲۸ |
| آرپاد وِیز                     | مجارستان | ۱۹۳۱–۱۹۲۹ |
| ایستوان توث                   | مجارستان | ۱۹۳۲–۱۹۳۱ |
| آرپاد وِیز                     | مجارستان | ۱۹۳۴–۱۹۳۲ |
| جیولا فلدمان                  | مجارستان | ۱۹۳۶–۱۹۳۴ |
| آلبینو کارارو                 | ایتالیا  | ۱۹۳۶      |
| آرماندو کاستلازی              | ایتالیا  | ۱۹۳۸–۱۹۳۶ |
| تونی کارگنلی                  | اتریش    | ۱۹۴۰–۱۹۳۸ |
| جیوسپه پروکتی ایتالو زامبرلتی | ایتالیا  | ۱۹۴۰-۱۹۴۱ |
| ایوو فیورنتینی                | ایتالیا  | ۱۹۴۲–۱۹۴۱ |
| جووانی فراری                  | ایتالیا  | ۱۹۴۳–۱۹۴۲ |
| کارلو کارکانو                 | ایتالیا  | ۱۹۴۶–۱۹۴۵ |
| نینو نوتریزیو                 | ایتالیا  | ۱۹۴۶      |
| جوزپه مئاتزا                  | ایتالیا  | ۱۹۴۸–۱۹۴۷ |
| کارلو کارکانو                 | ایتالیا  | ۱۹۴۸      |
| دای آستلی                     | ولز      | ۱۹۴۸      |
| جولیو کاپلی                   | ایتالیا  | ۱۹۵۰–۱۹۴۹ |
| آلدو اولیویری                 | ایتالیا  | ۱۹۵۲–۱۹۵۰ |
| آلفردو فونی                   | ایتالیا  | ۱۹۵۵–۱۹۵۲ |
| آلدو کامپاتلی                 | ایتالیا  | ۱۹۵۵      |
| جوزپه مئاتزا                  | ایتالیا  | ۱۹۵۶–۱۹۵۵ |
| آنیباله فروسی                 | ایتالیا  | ۱۹۵۶      |
| لوئیجی فررو                   | ایتالیا  | ۱۹۵۷      |
| جوزپه مئاتزا                  | ایتالیا  | ۱۹۵۷      |
| جسی کارور                     | انگلستان | ۱۹۵۸–۱۹۵۷ |
| جوزپه بیگونیو                 | ایتالیا  | ۱۹۵۸      |
| آلدو کامپاتلی                 | ایتالیا  | ۱۹۶۰–۱۹۵۹ |
| کامیلو آکیلی                  | ایتالیا  | ۱۹۶۰      |
| جولیو کاپلی                   | ایتالیا  | ۱۹۶۰      |
| هلنیو هررا                    | آرژانتین | ۱۹۶۸–۱۹۶۰ |
| آلفردو فونی                   | ایتالیا  | ۱۹۶۹–۱۹۶۸ |
| هریبرتو هررا                  | پاراگوئه | ۱۹۷۱–۱۹۶۹ |
| جووانی اینورنیتزی             | ایتالیا  | ۱۹۷۳–۱۹۷۱ |
| انه آ ماسیه رو                | ایتالیا  | ۱۹۷۳      |
| هلنیو هررا                    | آرژانتین | ۱۹۷۳      |
| انه آ ماسیه رو                | ایتالیا  | ۱۹۷۴      |

| نام                 | ملیت     | سال       |
| ------------------- | -------- | --------- |
| لوییز سوارز         | اسپانیا  | ۱۹۷۵–۱۹۷۴ |
| جوزپه کیاپلا        | ایتالیا  | ۱۹۷۷–۱۹۷۶ |
| ائوجنیو برسلینی     | ایتالیا  | ۱۹۸۲–۱۹۷۷ |
| رینو مارکسی         | ایتالیا  | ۱۹۸۳–۱۹۸۲ |
| لوئیجی رادیچه       | ایتالیا  | ۱۹۸۴–۱۹۸۳ |
| ایلاریو کاستانیر    | ایتالیا  | ۱۹۸۶–۱۹۸۴ |
| ماریو کورسو         | ایتالیا  | ۱۹۸۶      |
| جووانی تراپاتونی    | ایتالیا  | ۱۹۹۱–۱۹۸۶ |
| کورادو اوریکو       | ایتالیا  | ۱۹۹۱      |
| لوییز سوارز         | اسپانیا  | ۱۹۹۲      |
| اوسوالدو بانیولی    | ایتالیا  | ۱۹۹۴–۱۹۹۲ |
| جیامپیرو مارینی     | ایتالیا  | ۱۹۹۴      |
| اوتاویو بیانکی      | ایتالیا  | ۱۹۹۵–۱۹۹۴ |
| لوییز سوارز         | اسپانیا  | ۱۹۹۵      |
| روی هاجسون          | انگلستان | ۱۹۹۷–۱۹۹۵ |
| لوچانو کاستلینی     | ایتالیا  | ۱۹۹۷      |
| لوئیجی سیمونی       | ایتالیا  | ۱۹۹۸–۱۹۹۷ |
| میرچا لوچسکو        | رومانی   | ۱۹۹۹–۱۹۹۸ |
| لوچانو کاستلینی     | ایتالیا  | ۱۹۹۹      |
| روی هاجسون          | انگلستان | ۱۹۹۹      |
| مارچلو لیپی         | ایتالیا  | ۲۰۰۰–۱۹۹۹ |
| مارکو تاردلی        | ایتالیا  | ۲۰۰۱–۲۰۰۰ |
| هکتور کوپر          | آرژانتین | ۲۰۰۳–۲۰۰۱ |
| کورادو وردلی        | ایتالیا  | ۲۰۰۳      |
| آلبرتو زاکرونی      | ایتالیا  | ۲۰۰۴–۲۰۰۳ |
| روبرتو مانچینی      | ایتالیا  | ۲۰۰۸–۲۰۰۴ |
| ژوزه مورینیو        |          | ۲۰۱۰–۲۰۰۸ |
| رافائل بنیتز        | اسپانیا  | ۲۰۱۰      |
| لئوناردو            |          | ۲۰۱۱–۲۰۱۰ |
| جان پیرو گاسپرینی   | ایتالیا  | ۲۰۱۱      |
| کلودیو رانیری       | ایتالیا  | ۲۰۱۲–۲۰۱۱ |
| آندره آ استراماچونی | ایتالیا  | ۲۰۱۳–۲۰۱۲ |
| والتر ماتزاری       | ایتالیا  | ۲۰۱۴–۲۰۱۳ |
| روبرتو مانچینی      | ایتالیا  | ۲۰۱۶–۲۰۱۴ |
| فرانک دی بوئر       |          | ۲۰۱۶      |
| استفانو پیولی       | ایتالیا  | ۲۰۱۷–۲۰۱۶ |
| لوچانو اسپالتی      | ایتالیا  | ۲۰۱۹–۲۰۱۷ |
| آنتونیو کونته       | ایتالیا  | ۲۰۲۱–۲۰۱۹ |
| سیمونه اینزاگی      | ایتالیا  | ۲۰۲۱–۲۰۲۵ |
| کریستین کیوو        | رومانی   | ۲۰۲۵–     |

### افتخارات مربیان
| نام               | سری آ | کوپا ایتالیا | سوپر جام ایتالیا | لیگ قهرمانان اروپا | جام یوفا | جام بین قاره ای | جام باشگاه‌های فوتبال جهان | مجموع |
| ----------------- | ----- | ------------ | ---------------- | ------------------ | -------- | --------------- | ------------------------- | ----- |
| هلنیو هررا        | ۳     |              |                  | ۲                  |          | ۲               |                           | ۷     |
| روبرتو مانچینی    | ۳     | ۲            | ۲                |                    |          |                 |                           | ۷     |
| سیمونه اینزاگی    | ۱     | ۲            | ۳                |                    |          |                 |                           | ۶     |
| خوزه مورینیو      | ۲     | ۱            | ۱                | ۱                  |          |                 |                           | ۵     |
| ائوجنیو برسلینی   | ۱     | ۲            |                  |                    |          |                 |                           | ۳     |
| جووانی تراپاتونی  | ۱     |              | ۱                |                    | ۱        |                 |                           | ۳     |
| تونی کارگنلی      | ۱     | ۱            |                  |                    |          |                 |                           | ۲     |
| آلفردو فونی       | ۲     |              |                  |                    |          |                 |                           | ۲     |
| رافائل بنیتز      |       |              | ۱                |                    |          |                 | ۱                         | ۲     |
| ویرجیلیو فوساتی   | ۱     |              |                  |                    |          |                 |                           | ۱     |
| فرانچسکو مائورو   | ۱     |              |                  |                    |          |                 |                           | ۱     |
| آرپاد ویز         | ۱     |              |                  |                    |          |                 |                           | ۱     |
| آرماندو کاستلازی  | ۱     |              |                  |                    |          |                 |                           | ۱     |
| جووانی اینورنیتسی | ۱     |              |                  |                    |          |                 |                           | ۱     |
| آنتونیو کونته     | ۱     |              |                  |                    |          |                 |                           | ۱     |
| جیامپیرو مارینی   |       |              |                  |                    | ۱        |                 |                           | ۱     |
| لوئیجی سیمونی     |       |              |                  |                    | ۱        |                 |                           | ۱     |
| لئوناردو          |       | ۱            |                  |                    |          |                 |                           | ۱     |
| مجموع             | ۲۰    | ۹            | ۸                | ۳                  | ۳        | ۲               | ۱                         | ۴۶    |

## افتخارات

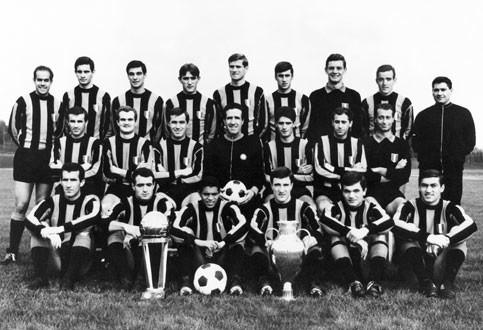
تیم اینتر برنده جام باشگاه‌های جهان ۱۹۶۵

باشگاه فوتبال اینتر میلان یکی از پرافتخارترین تیم‌های ایتالیا و هشتمین تیم پرافتخار در پنج لیگ معتبر اروپایی با کسب ۴۶ جام می‌باشد. اینتر تاکنون ۲۰ مرتبه به مقام قهرمانی سری آ ایتالیا دست یافته‌است. باشگاه اینتر از فصل ۰۶–۲۰۰۵ تا ۱۰–۲۰۰۹، توانست پنج عنوان قهرمانی سری آ را به صورت متوالی به دست آورد که پس از یوونتوس با ۹ عنوان قهرمانی پیاپی، رکورددار است. باشگاه اینتر با ۹ عنوان قهرمانی در کوپا ایتالیا، دومین تیم پرافتخار پس از یوونتوس و به‌طور مشترک با آ.اس. رم می‌باشد. همچنین اینتر توانسته ۸ قهرمانی در سوپر جام فوتبال ایتالیا نیز کسب کند.
باشگاه اینتر میلان تاکنون ۳ بار فاتح لیگ قهرمانان اروپا شده‌است. اینتر نخستین تیم ایتالیایی است که دو بار به صورت متوالی در فصل‌های ۶۴–۱۹۶۳ و ۶۵–۱۹۶۴، فاتح جام باشگاه‌های اروپا شده و تنها تیم ایتالیایی می‌باشد که فاتح سه‌گانه شده‌است. (فصل ۱۰–۲۰۰۹) باشگاه اینتر همچنین ۳ قهرمانی در جام یوفا، ۲ قهرمانی در جام بین قاره ای و ۱ قهرمانی در جام باشگاه‌های فوتبال جهان را نیز در کارنامه دارد. اینتر به عنوان ششمین باشگاه موفق قرن بیستم به انتخاب فدراسیون بین‌المللی تاریخ و آمار فوتبال انتخاب شد. همچنین اینتر توانست در رده‌بندی موفق‌ترین باشگاه‌های قرن بیستم به انتخاب فیفا رتبه دوازدهم را به خود اختصاص دهد. در سال‌های ۱۹۹۸ و ۲۰۱۰، اینتر به عنوان بهترین باشگاه فوتبال اروپا از نظر فدراسیون بین‌المللی تاریخ و آمار فوتبال انتخاب شد.
| داخلی | اروپایی |
| سری آ - قهرمانی: ۲۰ ۱۰–۱۹۰۹؛ ۲۰–۱۹۱۹؛ ۳۰–۱۹۲۹؛ ۳۸–۱۹۳۷؛ ۴۰–۱۹۳۹؛ ۵۳–۱۹۵۲؛ ۵۴–۱۹۵۳؛ ۶۳–۱۹۶۲؛ ۶۵–۱۹۶۴؛ ۶۶–۱۹۶۵؛ ۷۱–۱۹۷۰؛ ۸۰–۱۹۷۹؛ ۸۹–۱۹۸۸؛ ۰۶–۲۰۰۵؛ ۰۷–۲۰۰۶؛ ۰۸–۲۰۰۷؛ ۰۹–۲۰۰۸؛ ۱۰–۲۰۰۹؛ ۲۱–۲۰۲۰؛ ۲۴–۲۰۲۳ - نایب قهرمانی: ۱۷ ۳۳–۱۹۳۲؛ ۳۴–۱۹۳۳؛ ۳۵–۱۹۳۴؛ ۴۱–۱۹۴۰؛ ۴۹–۱۹۴۸؛ ۵۱–۱۹۵۰؛ ۶۲–۱۹۶۱؛ ۶۴–۱۹۶۳؛ ۶۷–۱۹۶۶؛ ۷۰–۱۹۶۹؛ ۹۳–۱۹۹۲؛ ۹۸–۱۹۹۷؛ ۰۳–۲۰۰۲؛ ۱۱–۲۰۱۰؛ ۲۰–۲۰۱۹؛ ۲۲–۲۰۲۱؛ ۲۵–۲۰۲۴ - جایگاه سومی: ۲۱ ۰۹–۱۹۰۸؛ ۱۳–۱۹۱۲؛ ۱۴–۱۹۱۳؛ ۱۵–۱۹۱۴؛ ۲۱–۱۹۲۰؛ ۲۴–۱۹۲۳؛ ۳۹–۱۹۳۸؛ ۵۰–۱۹۴۹؛ ۵۲–۱۹۵۱؛ ۵۶–۱۹۵۵؛ ۵۹–۱۹۵۸؛ ۶۱–۱۹۶۰؛ ۸۳–۱۹۸۲؛ ۸۵–۱۹۸۴؛ ۸۷–۱۹۸۶؛ ۹۰–۱۹۸۹؛ ۹۱–۱۹۹۰؛ ۹۷–۱۹۹۶؛ ۰۲–۲۰۰۱؛ ۰۵–۲۰۰۴؛ ۲۳–۲۰۲۲ کوپا ایتالیا - قهرمانی: ۹ ۳۹–۱۹۳۸؛ ۷۸–۱۹۷۷؛ ۸۲–۱۹۸۱؛ ۰۵–۲۰۰۴؛ ۰۶–۲۰۰۵؛ ۱۰–۲۰۰۹؛ ۱۱–۲۰۱۰؛ ۲۲–۲۰۲۱؛ ۲۳–۲۰۲۲ - نایب قهرمانی: ۶ ۵۹–۱۹۵۸؛ ۶۵–۱۹۶۴؛ ۷۷–۱۹۷۶؛ ۰۰–۱۹۹۹؛ ۰۷–۲۰۰۶؛ ۰۸–۲۰۰۷ سوپر جام فوتبال ایتالیا - قهرمانی: ۸ ۱۹۸۹; ۲۰۰۵; ۲۰۰۶; ۲۰۰۸; ۲۰۱۰; ۲۰۲۱; ۲۰۲۲; ۲۰۲۳ - نایب قهرمانی: ۵ ۲۰۰۰; ۲۰۰۷; ۲۰۰۹; ۲۰۱۱، ۲۰۲۴ | لیگ قهرمانان اروپا - قهرمانی: ۳ ۶۴–۱۹۶۳; ۶۵–۱۹۶۴; ۱۰–۲۰۰۹ - نایب قهرمانی: ۴ ۶۸– ۱۹۶۷; ۷۳–۱۹۷۲; ۲۳–۲۰۲۲; ۲۵–۲۰۲۴ جام یوفا/لیگ اروپا - قهرمانی: ۳ ۹۲–۱۹۹۱; ۹۵–۱۹۹۴; ۹۹–۱۹۹۸ - نایب قهرمانی: ۲ ۹۸–۱۹۹۷; ۲۰–۲۰۱۹ جام میتروپا - نایب قهرمانی: ۱ ۳۳–۱۹۳۲ |

| بین‌المللی                                                                                 |
| جام بین قاره ای - قهرمانی: ۲ ۶۴–۱۹۶۳؛ ۶۵–۱۹۶۴ جام باشگاه‌های فوتبال جهان - قهرمانی: ۱ ۲۰۱۰ |

## آمار رقابت‌های اروپایی و بین‌المللی
فقط بازی‌های رسمی شامل (لیگ قهرمانان اروپا (جام باشگاه‌های اروپا سابق)، لیگ اروپا (جام یوفا سابق)، جام برندگان جام اروپا، اینتر-سیتیز فیرز کاپ، سوپرجام اروپا، جام بین قاره‌ای و جام باشگاه‌های فوتبال جهان)
تا ۱۷ آوریل ۲۰۲۵
| نام رقابت                 | مجموع بازی‌ها | برد | مساوی | باخت | گل زده | گل خورده | تفاضل گل | درصد پیروزی |
| ------------------------- | ------------ | --- | ----- | ---- | ------ | -------- | -------- | ----------- |
| لیگ قهرمانان اروپا        | ۲۲۵          | ۱۱۱ | ۵۹    | ۵۵   | ۳۱۹    | ۲۱۳      | +۱۰۶     | ۴۹٫۳۳       |
| لیگ اروپا                 | ۱۹۱          | ۹۶  | ۴۴    | ۵۱   | ۲۹۸    | ۱۷۴      | +۱۲۴     | ۵۰٫۲۶       |
| جام برندگان جام اروپا     | ۱۲           | ۶   | ۲     | ۴    | ۲۲     | ۹        | +۱۳      | ۵۰٫۰۰       |
| سوپرجام اروپا             | ۱            | ۰   | ۰     | ۱    | ۰      | ۲        | −۲       | ۰٫۰۰        |
| اینتر-سیتیز فیرز کاپ      | ۳۳           | ۱۶  | ۵     | ۱۲   | ۶۹     | ۴۱       | +۲۸      | ۴۸٫۴۸       |
| جام بین قاره ای           | ۵            | ۳   | ۱     | ۱    | ۶      | ۱        | +۵       | ۶۰٫۰۰       |
| جام باشگاه‌های فوتبال جهان | ۲            | ۲   | ۰     | ۰    | ۶      | ۰        | +۶       | ۱۰۰٫۰۰      |
| مجموع                     | ۴۶۸          | ۲۳۴ | ۱۱۱   | ۱۲۳  | ۷۲۰    | ۴۳۹      | +۲۸۱     | ۵۰٫۰۰       |

## نتایج فینال‌های اروپایی و بین‌المللی

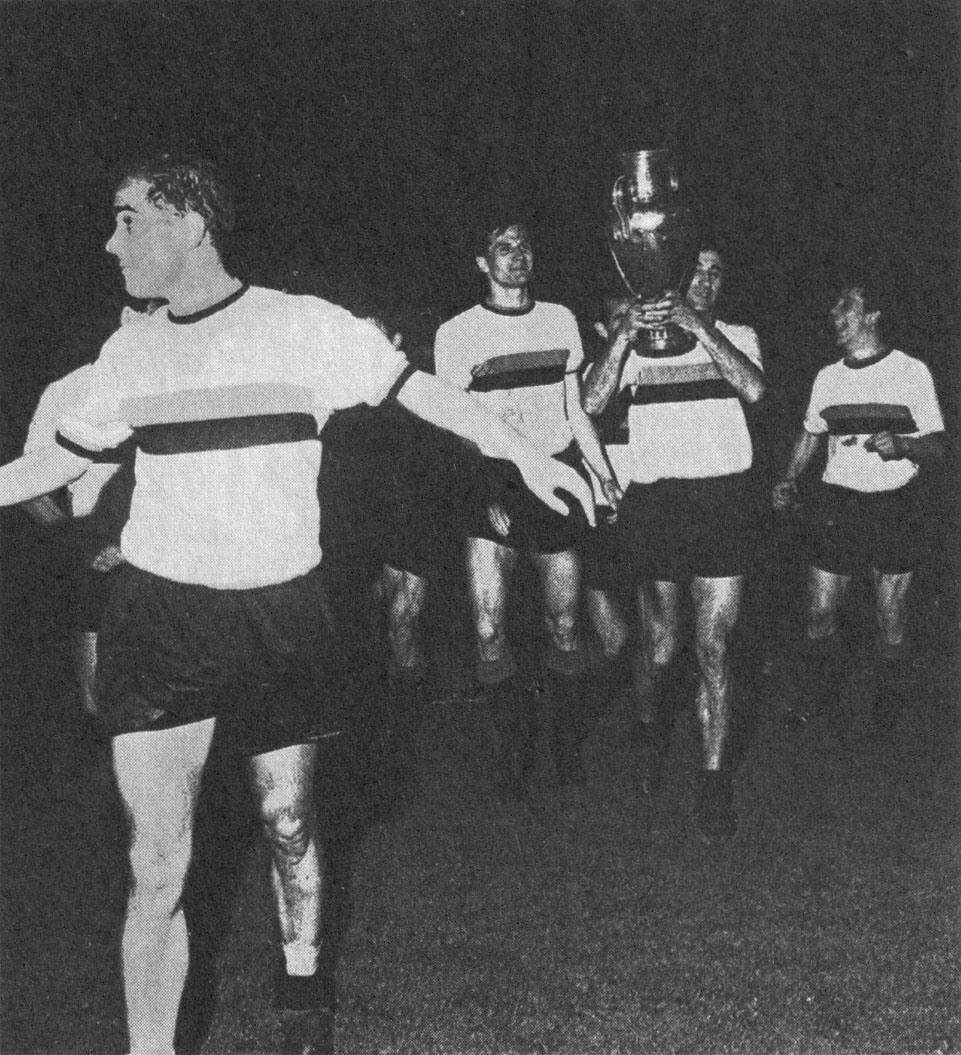
دومین قهرمانی پیاپی اینتر در جام باشگاه‌های اروپا ۶۵–۱۹۶۴

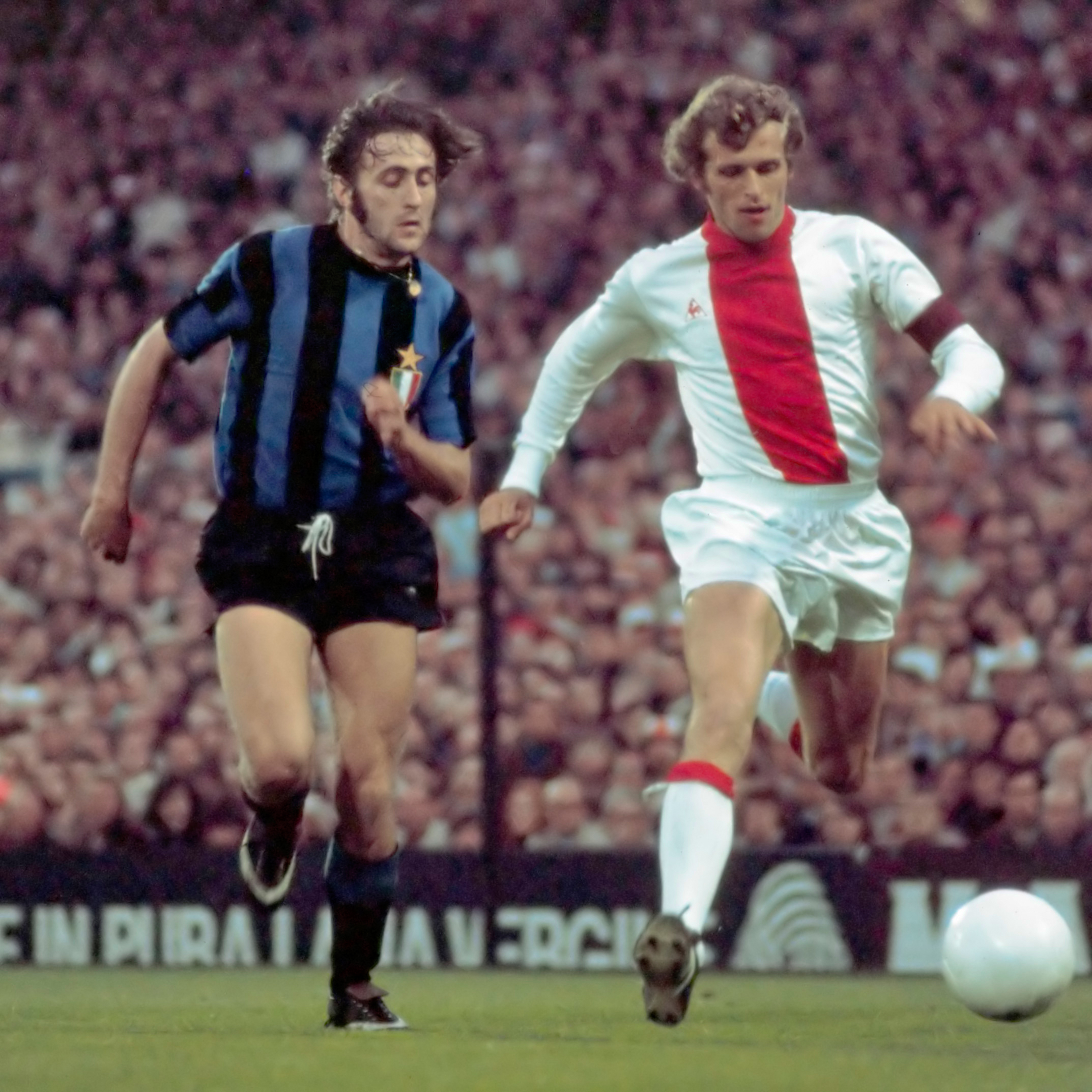
فینال جام باشگاه‌های اروپا فصل ۷۲–۱۹۷۱ میان اینتر و آژاکس

تیم اینتر تاکنون در ۱۶ فینال اروپایی و بین‌المللی به میدان رفته‌است که حاصل آن ۹ قهرمانی و ۷ نایب قهرمانی است. اینتر نخستین تیم ایتالیایی است که در فصول ۶۴–۱۹۶۳ و ۶۵–۱۹۶۴ دو بار به صورت متوالی فاتح جام باشگاه‌های اروپا شده‌است.
اینتر میلان در فصل ۹۷–۱۹۹۶ برای سومین بار به فینال جام یوفا راه یافت که پس از تساوی ۱–۱ در مجموع دو دیدار رفت و برگشت، در ضربات پنالتی با نتیجه ۴–۱ مغلوب تیم شالکه شد و به مقام نایب قهرمانی رسید. تیم اینتر در فصل ۶۴–۱۹۶۳ در فینال جام بین قاره ای به مصاف تیم ایندپندینته رفت که در بازی رفت ۱–۰ مغلوب این تیم شد اما در بازی برگشت ۲–۰ این تیم را شکست داد و به این دلیل که هر تیم یک برد و یک باخت به دست آورده بودند (قانون گل شماری وجود نداشت)، کار به بازی سوم کشیده شد که این تیم اینتر بود که در ورزشگاه سانتیاگو برنابئو ۱–۰ این تیم را شکست داد و به مقام قهرمانی دست یافت. تیم اینتر در فصل بعد در فینال باز هم به مصاف این تیم رفت که در بازی رفت در ورزشگاه جوزپه مئاتزا، اینتر با نتیجه ۳–۰ به برتری رسید و در بازی برگشت در ورزشگاه این تیم به نتیجه ۰–۰ دست یافت و در مجموع دو دیدار رفت و برگشت با نتیجه ۳–۰ برای دومین بار به مقام قهرمانی دست یافت. در سال ۲۰۱۰، اینتر با پیروزی ۳–۰ در برابر مازمبه در فینال جام باشگاه‌های جهان، برای نخستین بار فاتح این رقابت‌ها شد.
| ۶۴–۱۹۶۳ | اینتر میلان | ۳–۱ | رئال مادرید  |
| ۶۵–۱۹۶۴ | اینتر میلان | ۱–۰ | بنفیکا       |
| ۶۷–۱۹۶۶ | اینتر میلان | ۱–۲ | سلتیک        |
| ۷۲–۱۹۷۱ | اینتر میلان | ۰–۲ | آژاکس        |
| ۱۰–۲۰۰۹ | اینتر میلان | ۲–۰ | بایرن مونیخ  |
| ۲۳–۲۰۲۲ | اینتر میلان | ۰–۱ | منچستر سیتی  |
| ۲۵–۲۰۲۴ | اینتر میلان | ۰–۵ | پاری سن ژرمن |

| ۹۱–۱۹۹۰ | اینتر میلان | ۲–۰، ۱–۰ | آ.اس. رم |
| ۹۴–۱۹۹۳ | اینتر میلان | ۱–۰، ۱–۰ | ردبول    |
| ۹۷–۱۹۹۶ | اینتر میلان | ۱–۰، ۰–۱ | شالکه ۰۴ |
| ۹۸–۱۹۹۷ | اینتر میلان | ۳–۰      | لاتزیو   |
| ۲۰–۲۰۱۹ | اینتر میلان | ۲–۳      | سویا     |

| ۲۰۱۰ | اینتر میلان | ۰–۲ | اتلتیکو مادرید |

| ۱۹۶۴ | اینتر میلان | ۲–۱ | ایندپندینته |
| ۱۹۶۵ | اینتر میلان | ۳–۰ | ایندپندینته |

| ۲۰۱۰ | اینتر میلان | ۳–۰ | مازمبه |

## اینتر و تیم ملی فوتبال ایتالیا

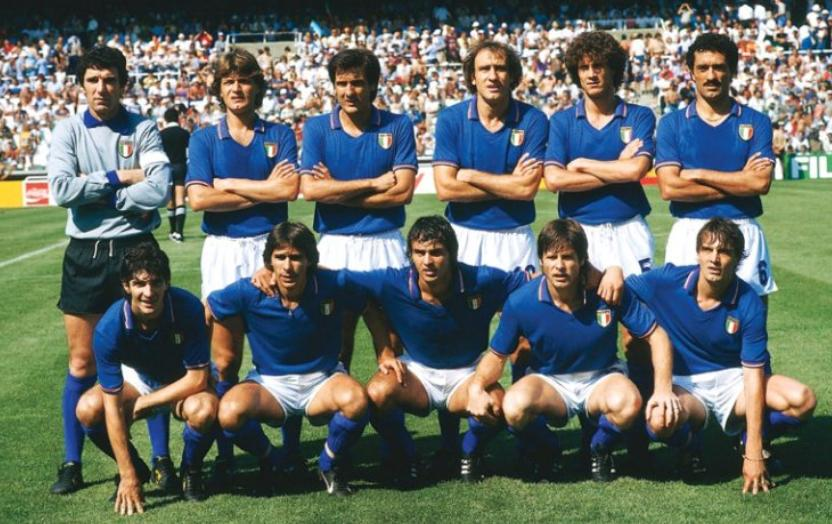
تیم ملی فوتبال ایتالیا با در اختیار داشتن پنج بازیکن از اینتر توانست فاتح رقابت‌های جام جهانی در سال ۱۹۸۲ شود.

باشگاه اینتر همیشه نقش مهمی در تیم ملی فوتبال ایتالیا داشته‌است. بازیکنان بزرگی چون مئاتزا، آلتوبلی، برگومی، آلماندی، ماتراتسی و … در ادوار مختلف برای تیم ملی فوتبال ایتالیا بازی کرده‌اند. باشگاه اینتر با ۱۴ بازیکن ایتالیایی (جوزپه مئاتزا دو مرتبه جام جهانی را در سال‌های ۱۹۳۴ و ۱۹۳۸ به صورت پیاپی بالای سر برده‌است) قهرمان جام جهانی در ۴ دوره‌ای که ایتالیا قهرمان جام جهانی فوتبال شده تأثیر بسیار زیادی در تیم ملی ایتالیا داشته‌است. در مجموع ۴۷ بازیکن از تیم اینتر برای حضور در مسابقات جام جهانی فوتبال به تیم ملی ایتالیا دعوت شده‌اند. همچنین در تیم ملی فوتبال ایتالیا قهرمان جام ملت‌های اروپا ۱۹۶۸، ۴ بازیکن و جام ملت‌های اروپا ۲۰۲۰، ۲ بازیکن از باشگاه اینتر حضور داشت.
- جام جهانی فوتبال ۱۹۳۴ (۴ بازیکن): جوزپه مئاتزا، آتیلیو دماریا، لوئیجی آلماندی، آرماندو کاستلازی
- جام جهانی فوتبال ۱۹۳۸ (۵ بازیکن): جووانی فراری، اوجو لوکاتلی، جوزپه مئاتزا، پیترو فرراریس، رناتو اولمی
- جام جهانی فوتبال ۱۹۸۲ (۵ بازیکن): آلساندرو آلتوبلی، جوزپه برگومی، ایوانو بوردون، جامپیرو مارینی، گابریله اوریالی
- جام جهانی فوتبال ۲۰۰۶ (۱ بازیکن): مارکو ماتراتسی
- جام ملت‌های اروپا ۱۹۶۸ (۴ بازیکن): جاچینتو فاکتی، ساندرو ماتزولا، تارچیسیو بورنیک، آنجلو دومنگینی
- جام ملت‌های اروپا ۲۰۲۰ (۲ بازیکن): نیکولو بارلا، الساندرو باستونی

## بازیکنان اینتر برنده جام جهانی
- بازیکنان اینتر تاکنون ۲۱ مرتبه جام جهانی را بالای سر برده‌اند.
- جوزپه مئاتزا اسطوره باشگاه اینتر با دو بار قهرمانی در جام جهانی در زمان حضورش در باشگاه اینتر رکورد دار است.
- ۱۵ بازیکن اینتر که قهرمان جام جهانی شده‌اند ملیت ایتالیایی دارند.

| شماره | ملیت     | نام              | سال قهرمانی |
| ----- | -------- | ---------------- | ----------- |
| ۱     | ایتالیا  | لوئیجی آلماندی   | ۱۹۳۴        |
| ۲     | ایتالیا  | آرماندو کاستلازی | ۱۹۳۴        |
| ۳     | ایتالیا  | آتیلیو دماریا    | ۱۹۳۴        |
| ۴     | ایتالیا  | جوزپه مئاتزا     | ۱۹۳۴        |
| ۵     | ایتالیا  | جووانی فراری     | ۱۹۳۸        |
| ۶     | ایتالیا  | پیترو فرراریس    | ۱۹۳۸        |
| ۷     | ایتالیا  | اوجو لوکاتلی     | ۱۹۳۸        |
| ۸     | ایتالیا  | جوزپه مئاتزا     | ۱۹۳۸        |
| ۹     | ایتالیا  | رناتو اولمی      | ۱۹۳۸        |
| ۱۰    | ایتالیا  | آلساندرو آلتوبلی | ۱۹۸۲        |
| ۱۱    | ایتالیا  | جوزپه برگومی     | ۱۹۸۲        |
| ۱۲    | ایتالیا  | ایوانو بوردون    | ۱۹۸۲        |
| ۱۳    | ایتالیا  | جامپیرو مارینی   | ۱۹۸۲        |
| ۱۴    | ایتالیا  | گابریله اوریالی  | ۱۹۸۲        |
| ۱۵    | آلمان    | آندریاس برمه     | ۱۹۹۰        |
| ۱۶    | آلمان    | یورگن کلینزمن    | ۱۹۹۰        |
| ۱۷    | آلمان    | لوتار ماتئوس     | ۱۹۹۰        |
| ۱۸    | فرانسه   | یوری ژورکائف     | ۱۹۹۸        |
| ۱۹    | برزیل    | رونالدو          | ۲۰۰۲        |
| ۲۰    | ایتالیا  | مارکو ماتراتسی   | ۲۰۰۶        |
| ۲۱    | آرژانتین | لائوتارو مارتینز | ۲۰۲۲        |

## آمار و رکوردها
| تنها تیم ایتالیایی که فاتح سه‌گانه شده‌است. (فصل ۱۰–۲۰۰۹)                                                                                                  |
| اینتر نخستین تیم ایتالیایی است که دو بار به صورت متوالی فاتح جام باشگاه‌های اروپا شده‌است. (فصل ۱۹۶۴ و ۱۹۶۵)                                               |
| اینتر آخرین تیم ایتالیایی است که فاتح لیگ قهرمانان اروپا شده‌است. (فصل ۱۰–۲۰۰۹)                                                                           |
| تنها تیم سری آ که به سری بی سقوط نکرده‌است. (با ۹۲ فصل حضور)                                                                                              |
| در زمان ۱۸ تیمی بودن و ۲ امتیاز برای هر پیروزی، اینترمیلان در فصل ۸۹–۱۹۸۸ با ۵۹ امتیاز رکورد تاریخی ثبت کرد.                                             |
| در زمان ۲۰ تیمی بودن و ۳ امتیاز برای هر پیروزی، اینترمیلان در فصل ۰۷–۲۰۰۶ با ۹۷ امتیاز رکورد زد.                                                         |
| ثبت رکورد ۱۷ پیروزی پیاپی و کسب ۹۷ امتیاز در فصل ۰۷–۲۰۰۶ با هدایت روبرتو مانچینی.                                                                        |
| پس از یوونتوس، اینتر دارای بیشترین پیروزی در یک فصل است. (فصل ۰۷–۲۰۰۶ با ۳۰ پیروزی)                                                                      |
| اینتر نخستین تیمی است که قهرمان سری آ شده‌است. (در فصل ۳۰–۱۹۲۹ که نخستین دوره برگزاری سری آ بود)                                                          |
| اینتر در تاریخ ۲۶ سپتامبر ۱۹۶۴ به عنوان نخستین تیم ایتالیایی، جام بین قاره‌ای را بالای سر برد.                                                            |
| بهترین باشگاه فوتبال اروپا در سال‌های ۱۹۹۸ و ۲۰۱۰ به انتخاب فدراسیون بین‌المللی تاریخ و آمار فوتبال                                                        |
| موفق‌ترین باشگاه‌های قرن بیستم به انتخاب فیفا با رتبه دوازدهم                                                                                              |
| خاویر زانتی رکورد داران بیشترین بازی با پیراهن اینتر (۸۵۸) است. پس از زانتی جوزپه برگومی و جاچینتو فاکتی به ترتیب با (۷۵۶) و (۶۳۴) بازی رکورد دار هستند. |
| برترین گلزن تاریخ باشگاه جوزپه مئاتزا با ۲۸۴ گل است. همچنین آلساندرو آلتوبلی با ۲۰۹ گل و روبرتو بونینسنیا با ۱۷۱ گل در رتبه‌های دوم و سوم قرار دارند.     |

## آمار بازیکنان

### بیشترین بازی

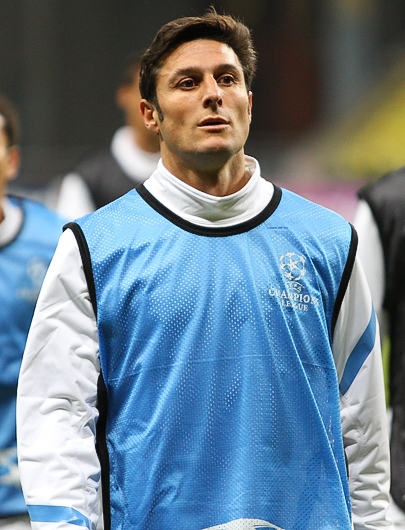
خاویر زانتی با انجام ۸۵۸ بازی برای اینتر بین سال‌های ۱۹۹۵ تا ۲۰۱۴، نخستین بازیکن تاریخ اینتر از لحاظ تعداد بازی می‌باشد.

فهرست زیر بازیکنان باشگاه اینتر با بیشترین تعداد بازی را نشان می‌دهد:
| شماره | ملیت    | نام              | پست       | سال حضور  | لیگ | جام حذفی | اروپا | سایر | مجموع |
| ----- | ------- | ---------------- | --------- | --------- | --- | -------- | ----- | ---- | ----- |
| ۱     |         | خاویر زانتی      | مدافع     | ۲۰۱۴–۱۹۹۵ | ۶۱۸ | ۷۱       | ۱۶۲   | ۷    | ۸۵۸   |
| ۲     |         | جوزپه برگومی     | مدافع     | ۱۹۹۹–۱۹۷۹ | ۵۱۷ | ۱۱۹      | ۱۱۷   | ۱    | ۷۵۴   |
| ۳     |         | جاچینتو فاکتی    | مدافع     | ۱۹۷۸–۱۹۶۰ | ۴۷۶ | ۸۵       | ۶۸    | ۵    | ۶۳۴   |
| ۴     |         | ساندرو ماتزولا   | مهاجم     | ۱۹۷۷–۱۹۶۰ | ۴۱۸ | ۸۰       | ۶۳    | ۴    | ۵۶۵   |
| ۵     |         | جوزپه بارسی      | مدافع     | ۱۹۹۲–۱۹۷۶ | ۳۹۲ | ۹۲       | ۷۴    | ۱    | ۵۵۹   |
| ۶     |         | ماریو کورسو      | مهاجم     | ۱۹۷۳–۱۹۵۸ | ۴۱۴ | ۴۱       | ۴۸    | ۵    | ۵۰۳   |
| ۷     |         | والتر زنگا       | دروازه‌بان | ۱۹۹۴–۱۹۸۲ | ۳۲۸ | ۷۳       | ۷۱    | ۱    | ۴۷۳   |
| ۸     |         | تارچیسیو بورنیک  | مدافع     | ۱۹۷۴–۱۹۶۲ | ۳۵۹ | ۴۷       | ۵۷    | ۴    | ۴۶۷   |
| ۹     |         | آلساندرو آلتوبلی | مهاجم     | ۱۹۸۸–۱۹۷۷ | ۳۱۷ | ۸۰       | ۶۹    | ۰    | ۴۶۶   |
| ۱۰    | اسلوونی | سمیر هاندانوویچ  | دروازه‌بان | ۲۰۲۳–۲۰۱۲ | ۳۸۰ | ۲۲       | ۵۲    | ۱    | ۴۵۵   |

### برترین گلزنان

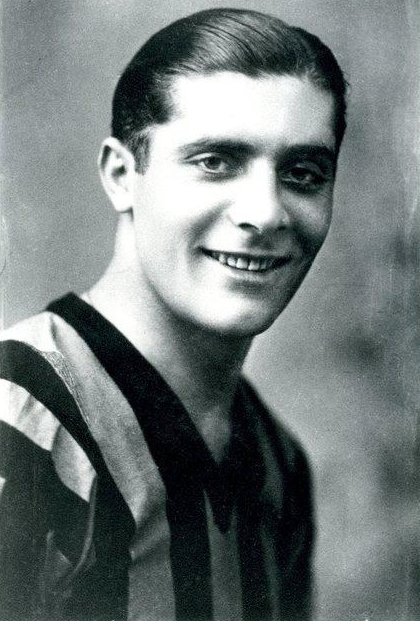
جوزپه مئاتزا با ثمر رساندن ۲۸۴ گل برای اینتر، در جایگاه برترین گلزنان تاریخ باشگاه قرار دارد.

فهرست زیر برترین گلزنان تاریخ باشگاه اینتر را نشان می‌دهد:
| شماره | ملیت | نام              | پست   | سال حضور                      | لیگ | جام حذفی | اروپا | سایر | مجموع |
| ----- | ---- | ---------------- | ----- | ----------------------------- | --- | -------- | ----- | ---- | ----- |
| ۱     |      | جوزپه مئاتزا     | مهاجم | ۱۹۴۰–۱۹۲۷ ۱۹۴۷–۱۹۴۶           | ۲۴۳ | ۱۲       | ۲۹    | ۰    | ۲۸۴   |
| ۲     |      | آلساندرو آلتوبلی | مهاجم | ۱۹۸۸–۱۹۷۷                     | ۱۲۸ | ۴۶       | ۳۵    | ۰    | ۲۰۹   |
| ۳     |      | روبرتو بونینسنیا | مهاجم | ۱۹۷۶–۱۹۶۹                     | ۱۱۳ | ۳۶       | ۲۲    | ۰    | ۱۷۱   |
| ۴     |      | ساندرو ماتزولا   | مهاجم | ۱۹۷۷–۱۹۶۰                     | ۱۱۶ | ۲۴       | ۱۷    | ۴    | ۱۶۱   |
| ۵     |      | لوئیجی چونینی    | مهاجم | ۱۹۱۵–۱۹۱۲ ۱۹۲۱–۱۹۱۹ ۱۹۲۷–۱۹۲۲ | ۱۵۸ | ۰        | ۰     | ۰    | ۱۵۸   |
| ۶     |      | لائوتارو مارتینز | مهاجم | ۲۰۱۸–                         | ۱۱۵ | ۸        | ۲۴    | ۶    | ۱۵۳   |
| ۷     |      | بنیتو لورنزی     | مهاجم | ۱۹۵۸–۱۹۴۷                     | ۱۳۸ | ۲        | ۳     | ۰    | ۱۴۳   |
| ۸     |      | ایشتوان نیرش     | مهاجم | ۱۹۵۴–۱۹۴۸                     | ۱۳۳ | ۰        | ۰     | ۰    | ۱۳۳   |
| ۹     |      | مائورو ایکاردی   | مهاجم | ۲۰۱۹–۲۰۱۳                     | ۱۱۱ | ۳        | ۱۰    | ۰    | ۱۲۴   |
| ۱۰    |      | کریستین ویری     | مهاجم | ۲۰۰۵–۱۹۹۹                     | ۱۰۳ | ۸        | ۱۲    | ۰    | ۱۲۳   |

## آقای گل‌ها

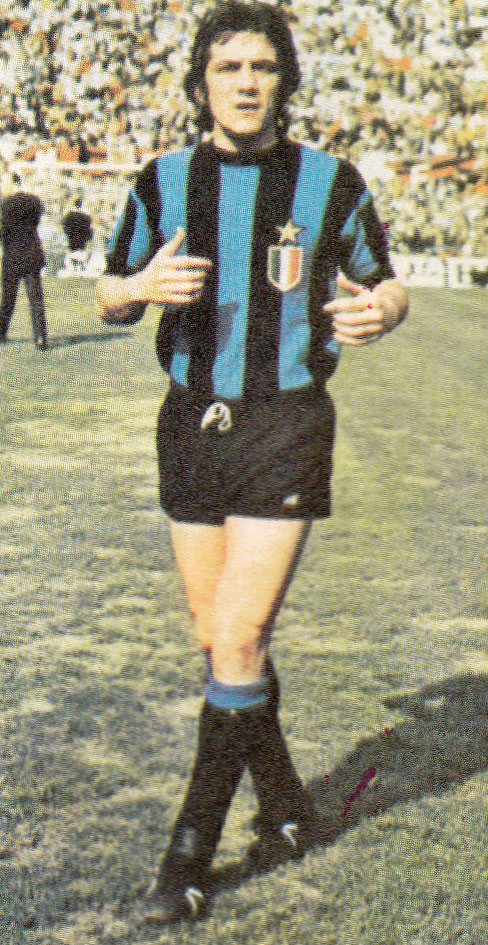
روبرتو بونینسنیا توانست در فصول ۷۱–۱۹۷۰ و ۷۲–۱۹۷۱ با به ثمر رساندن ۲۴ و ۲۲ گل، آقای گل سری آ شود و جایزه کاپوکانونیره را کسب کند.

- بازیکنان اینتر ۱۴ مرتبه توانسته‌اند جایزه کاپوکانونیره یا همان آقای گلی سری آ را به دست بیاورند.[۱۴۹]
- لوئیجی چونینی با به ثمر رساندن ۳۷ گل در فصل ۱۴–۱۹۱۳، رکورددار بیشترین گل زده تاریخ باشگاه اینتر در یک فصل می‌باشد.

| شماره | نام           | تعداد گل | فصل     | عنوان مسابقات     |
| ----- | ------------- | -------- | ------- | ----------------- |
| ۱     | ارنست پترلی   | ۲۵       | ۱۰–۱۹۰۹ | پریما کتگوریا     |
| ۲     | لوئیجی چونینی | ۳۷       | ۱۴–۱۹۱۳ | پریما کتگوریا     |
| ۳     | امیلیو آگرادی | ۳۱       | ۱۵–۱۹۱۴ | پریما کتگوریا     |
| ۴     | لوئیجی چونینی | ۲۳       | ۲۰–۱۹۱۹ | پریما کتگوریا     |
| ۵     | لوئیجی چونینی | ۳۱       | ۲۱–۱۹۲۰ | پریما کتگوریا     |
| ۶     | آنتون پوولنی  | ۲۲       | ۲۷–۱۹۲۶ | دیویژن ناتزیوناله |

| شماره | نام                | تعداد گل | فصل     | عنوان مسابقات |
| ----- | ------------------ | -------- | ------- | ------------- |
| ۱     | جوزپه مئاتزا       | ۳۱       | ۳۰–۱۹۲۹ | سری آ         |
| ۲     | جوزپه مئاتزا       | ۲۵       | ۳۶–۱۹۳۵ | سری آ         |
| ۳     | جوزپه مئاتزا       | ۲۰       | ۳۸–۱۹۳۷ | سری آ         |
| ۴     | ایشتوان نیرش       | ۲۶       | ۴۹–۱۹۴۸ | سری آ         |
| ۵     | آنتونیو آنجلیلو    | ۳۳       | ۵۹–۱۹۵۸ | سری آ         |
| ۶     | ساندرو ماتزولا     | ۱۷       | ۶۵–۱۹۶۴ | سری آ         |
| ۷     | روبرتو بونینسنیا   | ۲۴       | ۷۱–۱۹۷۰ | سری آ         |
| ۸     | روبرتو بونینسنیا   | ۲۲       | ۷۲–۱۹۷۱ | سری آ         |
| ۹     | آلدو سرنا          | ۲۲       | ۸۹–۱۹۸۸ | سری آ         |
| ۱۰    | کریستین ویری       | ۲۴       | ۰۳–۲۰۰۲ | سری آ         |
| ۱۱    | زلاتان ابراهیموویچ | ۲۵       | ۰۹–۲۰۰۸ | سری آ         |
| ۱۲    | مائورو ایکاردی     | ۲۲       | ۱۵–۲۰۱۴ | سری آ         |
| ۱۳    | مائورو ایکاردی     | ۲۹       | ۱۸–۲۰۱۷ | سری آ         |
| ۱۴    | لائوتارو مارتینز   | ۲۴       | ۲۴–۲۰۲۳ | سری آ         |

1. ↑  ساندرو ماتزولا به صورت مشترک با آلبرتو اورلاندو از فیورنتینا به عنوان آقای گلی دست پیدا کرده‌است.
2. ↑  مائورو ایکاردی به صورت مشترک با لوکا تونی از هلاس ورونا به عنوان آقای گلی دست پیدا کرده‌است.
3. ↑  مائورو ایکاردی به صورت مشترک با چیرو ایموبیله از لاتزیو به عنوان آقای گلی دست پیدا کرده‌است.

## کاپیتان‌ها

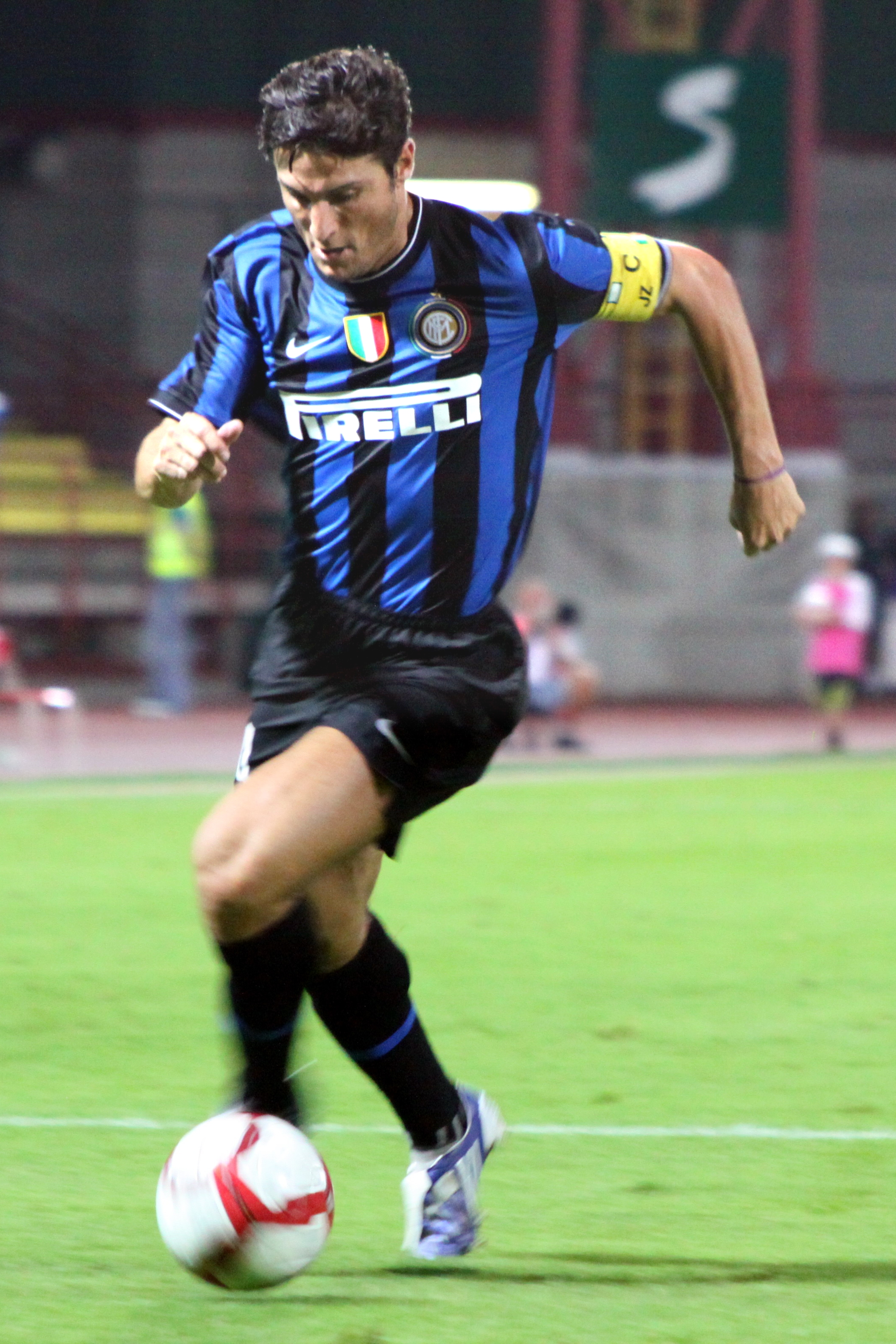
خاویر زانتی از سال ۲۰۰۱ تا ۲۰۱۴ کاپیتان باشگاه اینتر بوده که طولانی‌ترین زمان کاپیتانی یک بازیکن در باشگاه اینتر به حساب می‌آید.

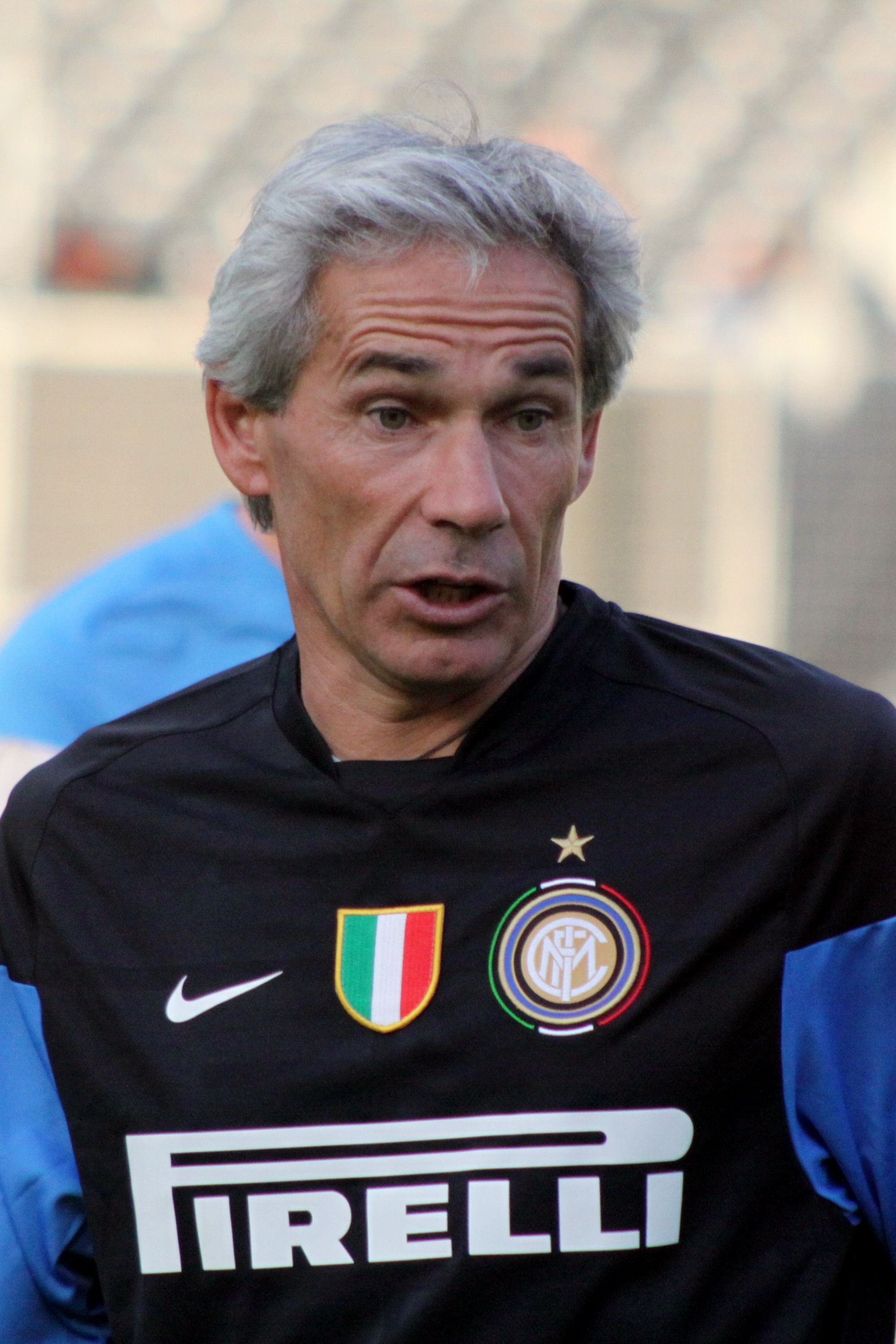
جوزپه بارسی کاپیتان باشگاه اینتر از سال ۱۹۸۸ تا ۱۹۹۲

| شماره | نام               | سال       |
| ----- | ----------------- | --------- |
| ۱     | هرنست مارکتل      | ۱۹۰۹      |
| ۲     | ویرجیلیو فوساتی   | ۱۹۱۵–۱۹۰۹ |
| ۳     | ارمانو آئبی       | ۱۹۲۲–۱۹۱۵ |
| ۴     | لئوپولدو کونتی    | ۱۹۳۱–۱۹۲۲ |
| ۵     | جوزپه مئاتزا      | ۱۹۴۰–۱۹۳۱ |
| ۶     | آتیلیو دماریا     | ۱۹۴۳–۱۹۴۰ |
| ۷     | آلدو کامپاتلی     | ۱۹۵۰–۱۹۴۳ |
| ۸     | آتیلیو جووانینی   | ۱۹۵۴–۱۹۵۰ |
| ۹     | جینو آرمانو       | ۱۹۵۶–۱۹۵۴ |
| ۱۰    | جووانی جاکوماتسی  | ۱۹۵۷–۱۹۵۶ |
| ۱۱    | جووانی اینورنیتزی | ۱۹۵۸–۱۹۵۷ |
| ۱۲    | آنتونیو آنجلیلو   | ۱۹۶۱–۱۹۵۸ |
| ۱۳    | برونو بولکی       | ۱۹۶۲–۱۹۶۱ |
| ۱۴    | آرماندو پیکی      | ۱۹۶۷–۱۹۶۲ |
| ۱۵    | ماریو کورسو       | ۱۹۷۰–۱۹۶۷ |
| ۱۶    | ساندرو ماتزولا    | ۱۹۷۷–۱۹۷۰ |
| ۱۷    | جاچینتو فاکتی     | ۱۹۷۸–۱۹۷۷ |
| ۱۸    | گراتزیانو بینی    | ۱۹۸۵–۱۹۷۸ |
| ۱۹    | آلساندرو آلتوبلی  | ۱۹۸۸–۱۹۸۵ |
| ۲۰    | جوزپه بارسی       | ۱۹۹۲–۱۹۸۸ |
| ۲۱    | جوزپه برگومی      | ۱۹۹۹–۱۹۹۲ |
| ۲۲    | رونالدو           | ۲۰۰۱–۱۹۹۹ |
| ۲۳    | خاویر زانتی       | ۲۰۱۴–۲۰۰۱ |
| ۲۴    | آندره‌آ رانوکیا    | ۲۰۱۵–۲۰۱۴ |
| ۲۵    | مائورو ایکاردی    | ۲۰۱۹–۲۰۱۵ |
| ۲۶    | سمیر هاندانوویچ   | ۲۰۲۳–۲۰۱۹ |
| ۲۷    | لائوتارو مارتینز  | ۲۰۲۳–     |

## نقل و انتقالات

### گرانقیمت‌ترین خریدها

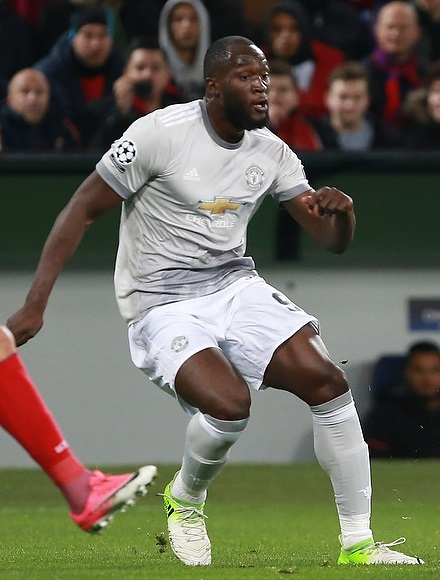
روملو لوکاکو (عکس در سال ۲۰۱۷)، در اوت ۲۰۱۹ با مبلغ ۷۵ میلیون یورو از منچستریونایتد خریداری شد که گران‌قیمت‌ترین خرید تاریخ اینتر می‌باشد. این بازیکن دو سال بعد و در ۱۲ اوت ۲۰۲۱ با مبلغ ۱۱۵ میلیون یورو به چلسی فروخته شد تا به این ترتیب تبدیل به گران‌قیمت‌ترین فروش تاریخ باشگاه نیز شود.

گران‌قیمت‌ترین خریدهای تاریخ اینتر، روملو لوکاکو و کریستین ویری هستند. روملو لوکاکو در اوت ۲۰۱۹ با مبلغ ۷۵ میلیون یورو از منچستریونایتد به اینتر پیوست. کریستین ویری در ژوئن ۱۹۹۹ با مبلغ ۴۹ میلیون یورو از باشگاه لاتزیو خریداری شد.
| شماره | نام            | مبدأ          | سال  | مبلغ             | منبع    |
| ----- | -------------- | ------------- | ---- | ---------------- | ------- |
| ۱     | روملو لوکاکو   | منچستریونایتد | ۲۰۱۹ | ۷۵ میلیون یورو   | [ ۱۵۱ ] |
| ۲     | کریستین ویری   | لاتزیو        | ۱۹۹۹ | ۴۹ میلیون یورو   | [ ۱۵۳ ] |
| ۳     | نیکولو بارلا   | کالیاری       | ۲۰۲۰ | ۴۰٫۵ میلیون یورو | [ ۱۵۴ ] |
| ۴     | اشرف حکیمی     | رئال مادرید   | ۲۰۲۰ | ۴۰ میلیون یورو   | [ ۱۵۵ ] |
| ۵     | ژواو ماریو     | اسپورتینگ     | ۲۰۱۶ | ۴۰ میلیون یورو   | [ ۱۵۶ ] |
| ۶     | رجا ناینگولان  | آ.اس. رم      | ۲۰۱۸ | ۳۸ میلیون یورو   | [ ۱۵۷ ] |
| ۷     | ارنان کرسپو    | لاتزیو        | ۲۰۰۲ | ۳۱٫۵ میلیون یورو | [ ۱۵۸ ] |
| ۸     | جفری کوندوگبیا | موناکو        | ۲۰۱۵ | ۳۱ میلیون یورو   | [ ۱۵۹ ] |
| ۹     | گابریل باربوسا | سانتوس        | ۲۰۱۶ | ۲۹٫۵ میلیون یورو | [ ۱۶۰ ] |
| ۱۰    | فرانچسکو تولدو | فیورنتینا     | ۲۰۰۱ | ۲۸٫۵ میلیون یورو | [ ۱۶۱ ] |

1. ↑  روملو لوکاکو در واقع با مبلغ ۶۵ میلیون یورو خریداری شد؛ که این مبلغ به اضافه ۱۰ میلیون یورو به عنوان پاداش، هزینه انتقال را به ۷۵ میلیون یورو افزایش داد.
2. ↑  ارنان کرسپو در واقع با مبلغ ۲۶ میلیون یورو خریداری شد؛ علاوه بر این مبلغ باشگاه اینتر برناردو کوررادی را نیز به لاتزیو واگذار کرد. بعداً لاتزیو کوررادی را ۵٫۵ میلیون یورو قیمت‌گذاری کرد.

### گران‌قیمت‌ترین فروش‌ها
در تاریخ ۱۲ اوت ۲۰۲۱، روملو لوکاکو با مبلغ ۱۱۵ میلیون یورو به تیم چلسی فروخته شد، که این گران‌قیمت‌ترین فروش تاریخ باشگاه اینتر می‌باشد.
| شماره | نام                | مقصد           | تاریخ | مبلغ             | منبع    |
| ----- | ------------------ | -------------- | ----- | ---------------- | ------- |
| ۱     | روملو لوکاکو       | چلسی           | ۲۰۲۱  | ۱۱۵ میلیون یورو  | [ ۱۶۲ ] |
| ۲     | زلاتان ابراهیموویچ | بارسلونا       | ۲۰۰۹  | ۶۶ میلیون یورو   | [ ۱۶۳ ] |
| ۳     | اشرف حکیمی         | پاری سن-ژرمن   | ۲۰۲۱  | ۶۰ میلیون یورو   | [ ۱۶۴ ] |
| ۴     | مائورو ایکاردی     | پاری سن-ژرمن   | ۲۰۲۰  | ۵۸ میلیون یورو   | [ ۱۶۵ ] |
| ۵     | آندره اونانا       | منچستر یونایتد | ۲۰۲۳  | ۵۲٫۵ میلیون یورو | [ ۱۶۶ ] |
| ۶     | رونالدو            | رئال مادرید    | ۲۰۰۲  | ۴۶ میلیون یورو   | [ ۱۶۷ ] |
| ۷     | ماتئو کواچیچ       | رئال مادرید    | ۲۰۱۵  | ۲۹ میلیون یورو   | [ ۱۶۸ ] |
| ۸     | جفری کوندوگبیا     | والنسیا        | ۲۰۱۸  | ۲۵ میلیون یورو   | [ ۱۶۹ ] |
| ۹     | ساموئل اتوئو       | آنژی مخاچ‌قلعه  | ۲۰۱۱  | ۲۱٫۸ میلیون یورو | [ ۱۷۰ ] |
| ۱۰    | ماریو بالوتلی      | منچستر سیتی    | ۲۰۰۸  | ۲۱٫۸ میلیون یورو | [ ۱۷۱ ] |

1. ↑  هزینه انتقال اولیه ابراهیموویچ نامعلوم است. ابراهیموویچ با قراردادی ۵ ساله به ارزش ۴۶ میلیون یورو به بارسلونا پیوست. اینتر، ساموئل اتوئو را نیز به ازای ابراهیموویچ دریافت کرد که ۲۰ میلیون یورو ارزش داشت؛ در نتیجه قیمت خرید ابراهیموویچ برای بارسلونا ۶۶ میلیون یورو شد. علاوه بر این الکساندر هلب نیز به صورت قرضی (با حق خرید ۱۰ میلیون یورویی) به اینتر واگذار شد.
2. ↑  در صورت رسیدن به اهداف خاص، باشگاه پاری سن-ژرمن باید ۱۱ میلیون یورو پاداش برای انتقال اشرف حکیمی به اینتر پرداخت کند؛ در نتیجه هزینه این انتقال می‌تواند به ۷۱ میلیون یورو افزایش یابد.
3. ↑  مائورو ایکاردی در واقع با مبلغ ۵۰ میلیون یورو به تیم پاری سن-ژرمن واگذار شد؛ که این مبلغ به اضافه ۸ میلیون یورو به عنوان پاداش، هزینه انتقال را به ۵۸ میلیون یورو افزایش داد.
4. ↑  در صورت رسیدن به اهداف خاص، باشگاه منچستر یونایتد باید ۵ میلیون یورو پاداش برای انتقال آندره اونانا به اینتر پرداخت کند؛ در نتیجه هزینه این انتقال می‌تواند به ۵۷٫۵ میلیون یورو افزایش یابد.

## شماره‌های بایگانی شده
| شماره | بازیکن        | ملیت     | پست                | نخستین مسابقه | آخرین مسابقه | منبع            |
| ----- | ------------- | -------- | ------------------ | ------------- | ------------ | --------------- |
| ۳     | جاچینتو فاکتی | ایتالیا  | مدافع چپ           | ۱۹۶۰          | ۱۹۷۸         | [ ۱۷۲ ]         |
| ۴     | خاویر زانتی   | آرژانتین | دفاع وسط / دفاع چپ | ۲۷ اوت ۱۹۹۵   | ۱۱ مه ۲۰۱۴   | [ ۱۷۳ ] [ ۱۷۴ ] |

- شماره ۳ باشگاه اینتر در تاریخ ۸ سپتامبر ۲۰۰۶ بازنشسته شد. آخرین بازیکنی که این شماره را پوشید نیکولاس بوردیسو آرژانتینی بود. بوردیسو برای ادامه فصل پیراهن شماره ۱۶ را انتخاب کرد.
- شماره ۴ باشگاه اینتر که خاویر زانتی بین سال‌های ۱۹۹۵ تا ۲۰۱۴ طی ۸۵۸ بازی پوشیده بود، به دستور اریک توهیر رئیس باشگاه به منظور احترام و قدردانی از زانتی بازنشسته اعلام شد.

## تاریخچه پیراهن، القاب و لوگو باشگاه

### پیراهن باشگاه
در زمان تاسیس باشگاه در سال ۱۹۰۸، جورجو موجانی یکی از بنیان گذاران باشگاه اینتر که نقاش نیز بود، رنگ‌های آبی و مشکی را برای پیراهن باشگاه انتخاب کرد؛ رنگ آبی به نشانه آسمان و رنگ مشکی به نشانه شب. باشگاه اینتر تا سال ۱۹۲۸ از همان پیراهن‌های آبی و مشکی همیشگی خود استفاده می‌کرد.در سال ۱۹۲۸ و در دوره‌ای که ایتالیا تحت سیطره فاشیست‌ها بود، باشگاه مجبور شد با تیم «یو. اس. میلانزه» (Unione Sportiva Milanese) ادغام شود و به «اس. اس. آمبروزیانا» (Società Sportiva Ambrosiana) تغییر نام داد. برای فصل ۲۹–۱۹۲۸، باشگاه از پیراهن‌های سفید که یک صلیب قرمز بر روی آن حک شده بود استفاده کرد. طراحی این پیراهن از پرچم و لباس نظامیان شهر میلان الهام گرفته شده بود. در سال ۱۹۲۹، اورسته سیمونوتی رئیس جدید باشگاه، نام تیم را به «آ.اس. آمبروزیانا» (Associazione Sportiva Ambrosiana) تغییر داد؛ همچنین پیراهن‌های آبی و مشکی دوباره مورد استفاده قرار گرفت.
در سال ۱۹۴۰، باشگاه برای نخستین بار از پیراهن‌های دوم خود رونمایی کرد. پیراهن‌های دوم باشگاه اغلب به رنگ سفید می‌باشد، به غیر از فصل ۰۴-۲۰۰۳ که از رنگ زرد و ۱۳-۲۰۱۲ از رنگ قرمز برای پیراهن‌های دوم استفاده شد. در سال ۲۰۰۸ و به مناسبت صدمین سال تاسیس باشگاه، از لباس‌های دوم که یک صلیب قرمز بر روی آن نقش بسته بود رونمایی شد. این صلیب یادآور پرچم شهر میلان است. از این صلیب در لباس سوم باشگاه در بعضی از فصل‌ها نیز استفاده شد.
| ۰۹–۱۹۰۸ | ۲۹–۱۹۲۸ | ۶۶–۱۹۶۵ | ۸۰–۱۹۷۹ | ۸۲–۱۹۸۱ | ۸۹–۱۹۸۸ | ۹۴–۱۹۹۲ | ۱۰–۲۰۰۹ | ۱۱–۲۰۱۰ | ۲۴–۲۰۲۳ |

### اسپانسر و تولیدکنندهٔ پیراهن
| بازه زمانی | تولیدکننده پیراهن | اسپانسر پیراهن |
| ---------- | ----------------- | --- |
| ۱۹۸۱–۱۹۷۹  | پوما              | |
| ۱۹۸۲–۱۹۸۱  | پوما              | Inno-Hit |
| ۱۹۸۶–۱۹۸۲  | Mecsport          | Misura |
| ۱۹۸۸–۱۹۸۶  | لو کوک اسپورتیف   | Misura |
| ۱۹۹۱–۱۹۸۸  | آل‌اشپورت          | Misura |
| ۱۹۹۲–۱۹۹۱  | آمبرو             | FitGar |
| ۱۹۹۵–۱۹۹۲  | آمبرو             | Cesare Fiorucci |
| ۱۹۹۸–۱۹۹۵  | آمبرو             | PIRELLI |
| ۲۰۱۶–۱۹۹۸  | نایکی             | PIRELLI |
| ۲۰۲۱–۲۰۱۶  | نایکی             | - PIRELLI (بازی‌های رسمی) - Suning.com (لباس تمرین) |
| ۲۰۲۲–۲۰۲۱  | نایکی             | - Socios.com (بازی‌های رسمی) - DigitalBits (اسپانسر آستین) - Lenovo (پشت پیراهن) - Suning.com (لباس تمرین)                                                                   |
| ۲۰۲۳–۲۰۲۲  | نایکی             | - DigitalBits (بازی‌های رسمی؛ تا آوریل ۲۰۲۳) - +Paramount (بازی‌های رسمی؛ در برابر تورینو و منچسترسیتی) - eBay (اسپانسر آستین) - Lenovo (پشت پیراهن) - eFOOTBALL (لباس تمرین) |
| ۲۰۲۴–۲۰۲۳  | نایکی             | - +Paramount (بازی‌های رسمی) - eBay (اسپانسر آستین) - eFOOTBALL (لباس تمرین) - U-Power (پشت پیراهن)                                                                          |
| –۲۰۲۴      | نایکی             | - Betsson (بازی‌های رسمی) - Gate.io (اسپانسر آستین) - Qatar Airways (لباس تمرین) - BPER (اسپانسر آستین لباس تمرین) - U-Power (پشت پیراهن)                                    |

### القاب باشگاه
باشگاه اینتر دارای القاب گوناگونی است. یکی از این القاب، نراتزوری (Nerazzurri) به معنای آبی و مشکی می‌باشد، که پرکاربردترین لقب باشگاه نیز به حساب می‌آید و در سرتاسر جهان، باشگاه اینتر را بیشتر با همین لقب می‌شناسند. این لقب برگرفته از رنگ‌های پیراهن باشگاه است. یکی دیگر از القاب باشگاه، پاتزا اینتر (Pazza Inter) به معنای اینتر دیوانه می‌باشد. این لقب در سال ۱۹۷۱ به باشگاه داده شد، زمانی که اینتر، فصل ۷۱–۱۹۷۰ را با بازی‌های کابوس وار و شکست‌های پیاپی در ابتدای فصل آغاز کرده بود به همین دلیل هوادارن نگران سقوط تیم به دسته پایین‌تر بودند، اما در ادامه و با تغییر سرمربی، ورق برگشت و اینتر بردهای خود را آغاز کرد. در پایان فصل، اینتر مقام قهرمانی سری آ را به دست آورد و این لقب به تیم داده شد. اما لقب اصلی باشگاه اینتر، ایل بیسچونه (Il Biscione) به معنای مار افعی بزرگ می‌باشد. این مار از «پرچم دوک نشین میلان» در قرون گذشته گرفته شده بود. در پرچم دوک نشین میلان در دوران رنسانس، دو عقاب و دو مار افعی وجود داشتند که باشگاه اینتر تصمیم گرفت از مار افعی در لوگوی خود استفاده کند. همین امر سبب شد که لقب افعی به تیم اینتر داده شود.

### تاریخچه لوگو
از زمان تأسیس باشگاه اینتر در سال ۱۹۰۸ تاکنون، لوگوی باشگاه به دلایل مختلف دچار تغییرات کلی و جزئی بسیاری شده‌است. نخستین لوگوی باشگاه در سال ۱۹۰۸ به دست یک نقاش ایتالیایی به نام جورجو موجانی که یکی از بنیان‌گذاران باشگاه اینتر نیز می‌باشد طراحی شد. این لوگو از حروف F C I M تشکیل شده بود که مخفف نام باشگاه یعنی Football Club Internazionale Milano می‌باشد. با توجه به امکانات آن زمان نخستین لوگو به رنگ سفید و مشکی طراحی شده بود. شکل کلی لوگو از دو حلقه دایره سفید در قسمت بیرونی و حروف F C I M با رنگ سفید در مرکز یک دایره مشکی رنگ تشکیل شده بود. دو دهه بعد از تشکیل باشگاه و در سال ۱۹۲۸، دو سپر در دو طرف یک تبرپوش، داخل لوگوی باشگاه قرار گرفت که یکی از آنها صلیبی قرمز در داخل سپری سفید بود، صلیب سنت جورج نماد شهر میلان بود و پیش از این، تیم میلان به عنوان لوگو از آن استفاده کرده بود. اما در داخل سپر دوم، یک مار افعی سبز رنگ و بزرگ قرار داشت. در سال ۱۹۲۹، نام باشگاه به «آ.اس. آمبروزیانا» (Associazione Sportiva Ambrosiana) تغییر یافت، به همین دلیل لوگوی باشگاه نیز به‌طور کلی تغییر پیدا کرد به صورتی که در لوگوی جدید هیچ‌یک از قسمت‌های لوگوی قبلی دیده نمی‌شد. لوگو باشگاه به صورت یک دایره با نوارهای آبی و مشکی در پس زمینه طراحی شد که اطراف آن شبیه توپ چهل تکه کار شده بود و واژه AMBROSIANA در قسمت پایین آن قرار داشت. با تغییر دوباره نام باشگاه در سال ۱۹۳۱ به «آ.اس. آمبروزیانا-اینتر» (Associazione Sportiva Ambrosiana-Inter)، لوگو باشگاه نیز دست‌خوش تغییر شد. لوگو جدید از یک لوزی با نوارهای آبی و مشکی در پس زمینه و یک توپ فوتبال که در مرکز آن قرار داشت، تشکیل شده بود. در سال ۱۹۴۵، دوباره سران باشگاه تصمیم به استفاده از لوگو اولیه تیم در قالبی شکیل تر گرفتند که این لوگو از دو حلقه دایره آبی و مشکی در قسمت بیرونی و حروف F C I M با رنگ طلایی در مرکز یک دایره سفید رنگ تشکیل شده بود. در سال ۱۹۶۰ لوگو باشگاه به‌طور کامل تغییر پیدا کرد. لوگو جدید از دو سپر به هم چسبیده تشکیل شده بود. در سپر سمت راست با پس زمینه سفید، یک مار افعی آبی رنگ و در زیر مار یک توپ فوتبال قرار داشت که در بالای آن سال تأسیس باشگاه یعنی ۱۹۰۸ ذکر شده بود و سپر سمت چپ از نوارهای آبی و مشکی تشکیل شده بود. در قسمت بالایی این لوگو هم حروف F C I M به چشم می‌خورد. یکی از القاب باشگاه اینتر، ایل بیسچونه (Il Biscione) به معنای مار افعی بزرگ می‌باشد. در سال ۱۹۶۲ سران باشگاه تصمیم به برجسته تر کردن آن در لوگوی باشگاه گرفتند به همین دلیل تصویر یک افعی طلایی رنگ را در وسط یک لوگو بیضی شکل قرار داده و در پس زمینه لوگو از همان رنگ‌های همیشگی، یعنی آبی و مشکی استفاده کردند و واژه FC INTER نیز در قسمت بالایی لوگو خود نمایی می‌کرد. در سال ۱۹۶۳ لوگوی اینتر دوباره طراحی و به همان شکل اولیه نزدیک تر شد. ما بین سال‌های ۱۹۷۹ تا ۱۹۸۷ لوگو دوباره دست‌خوش تغییر شد. این بار از یک مار افعی به شکلی فانتزی تر در لوگو استفاده و یک ستاره درون لوگو اضافه شد که نشان دهنده ده قهرمانی اینتر در سری آ می‌باشد. در اواخر قرن بیست میلادی سران باشگاه تصمیم گرفتند که از همان لوگو اولیه استفاده کنند. در طی این سال‌ها تنها رنگ‌بندی و شکل حروف موجود در لوگو کمی تغییر کرد اما شکل اصلی لوگو ثابت ماند. پس از واگذاری باشگاه اینتر در سال ۲۰۱۳ به اریک توهیر، تاجر متمول اندونزیایی، لوگوی باشگاه نیز تغییر کرد. باشگاه اینتر با انتشار بیانیه‌ای تحت شعار «لوگو جدید، اما همان اینتر» این موضوع را اعلام کرد. تغییرات لوگو جدید نسبت به لوگو پیشین بدین شرح است: حرف I  کاملاً به زیر حرف C رفته‌است، تعداد حلقه‌های بیرونی از چهار عدد به سه عدد کاهش یافته و رنگ حلقه‌ها نیز از طلایی - آبی - طلایی - مشکی به طلایی - آبی - مشکی تغییر پیدا کرده‌است. مهم‌ترین تغییر هم حذف ستاره بالای لوگو است. در سال ۲۰۲۱ مدیران باشگاه تصمیم گرفتند تغییرات جدی در لوگوی باشگاه به وجود بیاورند. هرچند در ابتدا گمانه زنی‌هایی دربارهٔ تغییر نام باشگاه از اینترناتزیوناله میلانو به اینتر میلانو وجود داشت، اما در نهایت باشگاه اعلام کرد تنها لوگو تیم تغییر پیدا خواهد کرد و خبری از تغییر نام نخواهد بود. نام برندینگ و کمپین اینتر برای لوگوی جدید، اینتر میلانو است، اینتر دیگر تنها یک باشگاه فوتبال نخواهد بود و تبدیل به یک برند جهانی خواهد شد. اینتر برای جذب بازار جدید علی‌الخصوص بین جوانان، دست به جهانی کردن برند زده‌است. کمپین و شعار باشگاه به این منظور، شعار I'M است که به نوعی مانند جمله I am(من هستم) انگلیسی است که خود اینتر درحال توصیف وجودیت و هویتش است. در لوگوی جدید رنگ طلایی به‌طور کامل حذف شده و تنها از دو رنگ آبی و مشکی که رنگ‌های اصلی و نشان دهنده هویت باشگاه است استفاده شده‌است. درون لوگو دو حرف I و M به رنگ سفید قرار گرفته‌است که به معنی Inter Milano می‌باشد. حروف F و C به معنای باشگاه فوتبال از لوگوی جدید حذف شده‌است.
- لوگو اینتر از سال ۱۹۰۸ تا سال ۱۹۲۸
- لوگو اینتر از سال ۱۹۶۳ تا سال ۱۹۶۶
- لوگو اینتر از سال ۱۹۹۸ تا سال ۲۰۰۷
- لوگو اینتر از سال ۲۰۰۷ تا سال ۲۰۱۴
- لوگو اینتر از سال ۲۰۱۴ تا سال ۲۰۲۱
- لوگو اینتر از سال ۲۰۲۱ تاکنون

## سایر تیم‌ها

### زیر ۲۳ سال
اینتر میلان زیر ۲۳ سال (به ایتالیایی: Inter Milan Under-23) نام تیم ذخیره باشگاه فوتبال اینتر ایتالیا است. این باشگاه که در ۲۴ ژوئیه ۲۰۲۵ تأسیس شد و در سری سی و کوپا ایتالیا سری سی به رقابت می پردازد.

### تیم جوانان
تیم پریماورا اینتر میلان (ایتالیایی:F.C. Internazionale Milano Settore Giovanile) نام تیم جوانان باشگاه فوتبال اینتر ایتالیا است. این تیم در لیگ جوانان ایتالیا (تورنمنت جاچینتو فاکتی) بازی می‌کند. آن‌ها ۱۰ بار قهرمان لیگ جوانان ایتالیا شده‌اند و ۶ بار جام حذفی جوانان ایتالیا را فتح کرده‌اند. آن‌ها همچنین سالانه در جام ویارجو شرکت می‌کنند که یک تورنومنت بین‌المللی است و هشت بار فاتح آن شده‌اند. در تاریخ ۲۵ مارس ۲۰۱۲، تیم جوانان اینتر در نخستین دوره برگزاری مسابقات نکست ژن (NextGen Series)، با حضور ۱۶ تیم از سراسر اروپا، قهرمان شد.

### تیم بانوان
باشگاه فوتبال زنان اینتر میلان (به ایتالیایی: Inter Milan Football Club femminile)، یک باشگاه فوتبال زنان در شهر میلان، ایتالیا است. باشگاه فوتبال زنان اینتر میلان در فصل ۱۹–۲۰۱۸، بدون شکست قهرمان رقابت‌های سری بی فوتبال زنان ایتالیا شد و به سری آ صعود کرد.
تاقبل از فصل ۱۹–۲۰۱۸ تنها تیم بانوان اینتر، تیم جوانان آن بود. در ۲۳ اکتبر ۲۰۱۸ باشگاه فوتبال زنان اینتر میلان تأسیس شد.

## تالار مشاهیر
تالار مشاهیر اینتر میلان در سال ۲۰۱۸ به عنوان بخشی از برنامه‌های ۱۱۰ سالگی باشگاه راه اندازی شد.
جدول زیر فهرستی از بازیکنان اینتر است که در سال ۲۰۱۸ به تالار مشاهیر باشگاه راه یافتند:
| نام          | ملیت     | پست       | سال حضور  | تعداد بازی | تعداد گل | سال  | افتخارات همراه با اینتر |
| ------------ | -------- | --------- | --------- | ---------- | -------- | ---- | --- |
| والتر زنگا   | ایتالیا  | دروازه‌بان | ۱۹۹۴–۱۹۸۲ | ۴۷۳        | ۰        | ۲۰۱۸ | سری آ ۸۹–۱۹۸۸، سوپرجام فوتبال ایتالیا ۱۹۸۹، جام یوفا ۹۱–۱۹۹۰، جام یوفا ۹۴–۱۹۹۳ |
| خاویر زانتی  | آرژانتین | مدافع     | ۲۰۱۴–۱۹۹۵ | ۸۵۸        | ۲۱       | ۲۰۱۸ | سری آ ۰۶–۲۰۰۵، سری آ ۰۷–۲۰۰۶، سری آ ۰۸–۲۰۰۷، سری آ ۰۹–۲۰۰۸، سری آ ۱۰–۲۰۰۹، کوپا ایتالیا ۰۵–۲۰۰۴، کوپا ایتالیا ۰۶–۲۰۰۵، کوپا ایتالیا ۱۰–۲۰۰۹، کوپا ایتالیا ۱۱–۲۰۱۰، سوپرجام فوتبال ایتالیا ۲۰۰۵، سوپرجام فوتبال ایتالیا ۲۰۰۶، سوپرجام فوتبال ایتالیا ۲۰۰۸، سوپرجام فوتبال ایتالیا ۲۰۱۰، لیگ قهرمانان اروپا ۱۰–۲۰۰۹، جام یوفا ۹۸–۱۹۹۷، جام باشگاه‌های فوتبال جهان ۲۰۱۰ |
| لوتار ماتئوس | آلمان    | هافبک     | ۱۹۹۲–۱۹۸۸ | ۱۵۳        | ۵۳       | ۲۰۱۸ | سری آ ۸۹–۱۹۸۸، سوپرجام فوتبال ایتالیا ۱۹۸۹، جام یوفا ۹۱–۱۹۹۰ |
| رونالدو      | برزیل    | مهاجم     | ۲۰۰۲–۱۹۹۷ | ۹۹         | ۵۹       | ۲۰۱۸ | جام یوفا ۹۸–۱۹۹۷ |

## رسانه‌های باشگاه

### تلویزیون اینتر
تلویزیون اینتر (به ایتالیایی: Inter TV) یک کانال مبتنی بر اشتراک است که به باشگاه فوتبال اینتر ایتالیا اختصاص دارد. مقر اصلی آن در مرکز تمرین تیم اینتر، آپیانو جنتیله است. این کانال، مصاحبه‌های منحصر به فرد بین بازیکنان و کارکنان، فول مچ مسابقات از جمله تکرار همه بازی‌های کوپا ایتالیا، سری آ و لیگ قهرمانان/لیگ اروپا را پخش می‌کند. این شبکه علاوه بر مسابقات، اخبار باشگاه را نیز پوشش می‌دهد. تلویزیون اینتر نخستین بار در تاریخ ۲۰ سپتامبر ۲۰۰۰ با نام اینتر چنل آغاز به کار کرد اما در تاریخ ۲۸ سپتامبر ۲۰۱۷ نام این شبکه به اینتر TV تغییر یافت.

### رادیو میلان اینتر
رادیو تلویزیون میلان اینتر (به ایتالیایی: Milan Inter Radio TV) که بیشتر با نام رادیو میلان اینتر شناخته می‌شود یک رادیو خصوصی مستقر در شهر میلان می‌باشد که در سال ۲۰۰۵ تأسیس شده‌است و روی موج اف ام با فرکانس ۹۶٫۱ مگاهرتز قرار دارد.

### مجله باشگاه فوتبال اینتر
باشگاه فوتبال اینتر یک مجله ایتالیایی است که به‌طور کامل به اخبار باشگاه اینتر اختصاص داشت و به صورت ماهانه منتشر می‌شد. نخستین شماره آن در سال ۱۹۶۰ منتشر شد. این مجله طیف گسترده‌ای از پوسترها و عکس‌های بازیکنان اینتر میلان شامل همه بازیکنان تیم اول، تیم جوانان اینتر (primavera)، آکادمی، کارمندان و تاریخ باشگاه را به خود اختصاص داده بود.

## ترانه‌ها

### پاتزا اینتر
«پاتزا اینتر» یا «پاتزا اینتر آمالا» (به ایتالیایی: Pazza Inter Amala) یک ترانه ایتالیایی و آهنگ غیررسمی باشگاه فوتبال اینتر میلان می‌باشد که نویسندگان آن پائولو باریلاری و دینو استوارت نام دارند.

### فقط اینتر وجود دارد
«فقط اینتر» یا «فقط اینتر وجود دارد» (به ایتالیایی: C'è solo l'Inter) یک ترانه ایتالیایی و آهنگ رسمی باشگاه فوتبال اینتر میلان می‌باشد که توسط الیو و گراتزیانو رومانی ساخته و خوانده شده‌است. این آهنگ در هنگام بازی‌های خانگی اینتر در جوزپه مه آتزا پخش می‌شود.

## اینتر کامپوس
اینتر کامپوس (به ایتالیایی: Inter Campus) یک پروژه اجتماعی غیرانتفاعی است که توسط باشگاه فوتبال اینتر ایتالیا اداره می‌شود. اینتر کامپوس توسط رئیس سابق باشگاه ماسیمو موراتی در ۲۰ فوریه ۱۹۹۶ تأسیس شد و در سال ۱۹۹۷ فعالیت خود را آغاز کرد. این پروژه با هدف ارائه کمک به کودکان نیازمند و استفاده از فوتبال به عنوان ابزار آموزشی برای بازگرداندن حق بازی کردن برای نزدیک به ۱۰۰۰۰ کودک است. لوئیس فیگو یکی از اعضای هیئت مدیره و فرانچسکو تولدو سفیر اینتر کامپوس هستند. از سال ۲۰۱۰ اینتر کامپوس در ۲۲ کشور خارج از ایتالیا فعال بوده و ۲۰۰ کارمند دارد و در آن به ۱۰۰۰۰ کودک کمک می‌کند.

## توضیحات
1. ↑  در سال ۱۹۲۸، در دوره‌ای که ایتالیا تحت سیطره فاشیست‌ها بود، باشگاه مجبور شد با "اتحادیه ورزش میلان" (Unione Sportiva Milanese) ادغام شود و به "باشگاه فوتبال آمبروزیانا" (Società Sportiva Ambrosiana) تغییر نام داد.
2. ↑  در سال ۱۹۲۹، اورسته سیمونوتی رئیس جدید باشگاه، نام تیم را به "آ.اس. آمبروزیانا" (Associazione Sportiva Ambrosiana) تغییر داد.
3. ↑  در سال ۱۹۳۲ و با فشار سهامداران بر فردیناندو پوتزانی رئیس جدید باشگاه نام تیم به "آ.اس. آمبروزیانا-اینتر" (Associazione Sportiva Ambrosiana-Inter) تغییر پیدا کرد.
4. ↑  با این قهرمانی، اینتر به اولین تیم ایتالیایی تبدیل شد که توانسته‌است دو بار به صورت متوالی فاتح جام باشگاه‌های اروپا شود.
5. ↑  در فوتبال ایتالیا، هر تیم به ازای ۱۰ قهرمانی در لیگ داخلی کشور، یک ستاره طلایی به پیراهن خود اضافه می‌کند.  نراتزوری توانست با کسب دهمین اسکودتوی خود، ستاره اول را به دست آورد.
6. ↑  پس از پایان فصل ۰۶–۲۰۰۵، در پی انتشار مکالمات لوچانو موجی مدیر باشگاه یوونتوس با رئیس کمیته داوران و مدارک به دست آمده، باشگاه یوونتوس به جرم تبانی با داوران موسوم به کالچو پولی، به دسته پایین‌تر سقوط کرد و ۲ قهرمانی آخر این تیم پس گرفته شد. جدول سری آ در فصل ۰۶–۲۰۰۵ تغییر کرد و مدتی بعد فدراسیون فوتبال ایتالیا بر اساس جدول جدید بعد از اعمال مجازات‌ها، اینتر را به عنوان قهرمان سری آ در فصل ۰۶–۲۰۰۵ معرفی کرد.
7. ↑  در فوتبال ایتالیا، هر تیم به ازای ۱۰ قهرمانی در لیگ داخلی کشور، یک ستاره طلایی به پیراهن خود اضافه می‌کند. نراتزوری توانست با کسب بیستمین اسکودتوی خود، ستاره دوم را به دست آورد.
8. ↑  ۴۶ جام شامل: ۲۰ سری آ، ۹ کوپا ایتالیا، ۸ سوپرجام ایتالیا، ۳ لیگ قهرمانان اروپا، ۳ لیگ اروپا، ۲ جام بین قاره‌ای، ۱ جام باشگاه‌های فوتبال جهان.
9. ↑  سه‌گانه شامل: سری آ، کوپا ایتالیا، لیگ قهرمانان اروپا.
10. ↑  تا سال ۲۰۰۴، مسابقات اصلی برای تعیین باشگاه فوتبال قهرمان جهان، جام بین قاره ای بود اما از سال ۲۰۰۵، جام باشگاه‌های فوتبال جهان جایگزین این مسابقات شد.